# Lijst van personen overleden in 2007
Dit is een lijst van personen die zijn overleden in 2007.

## Januari

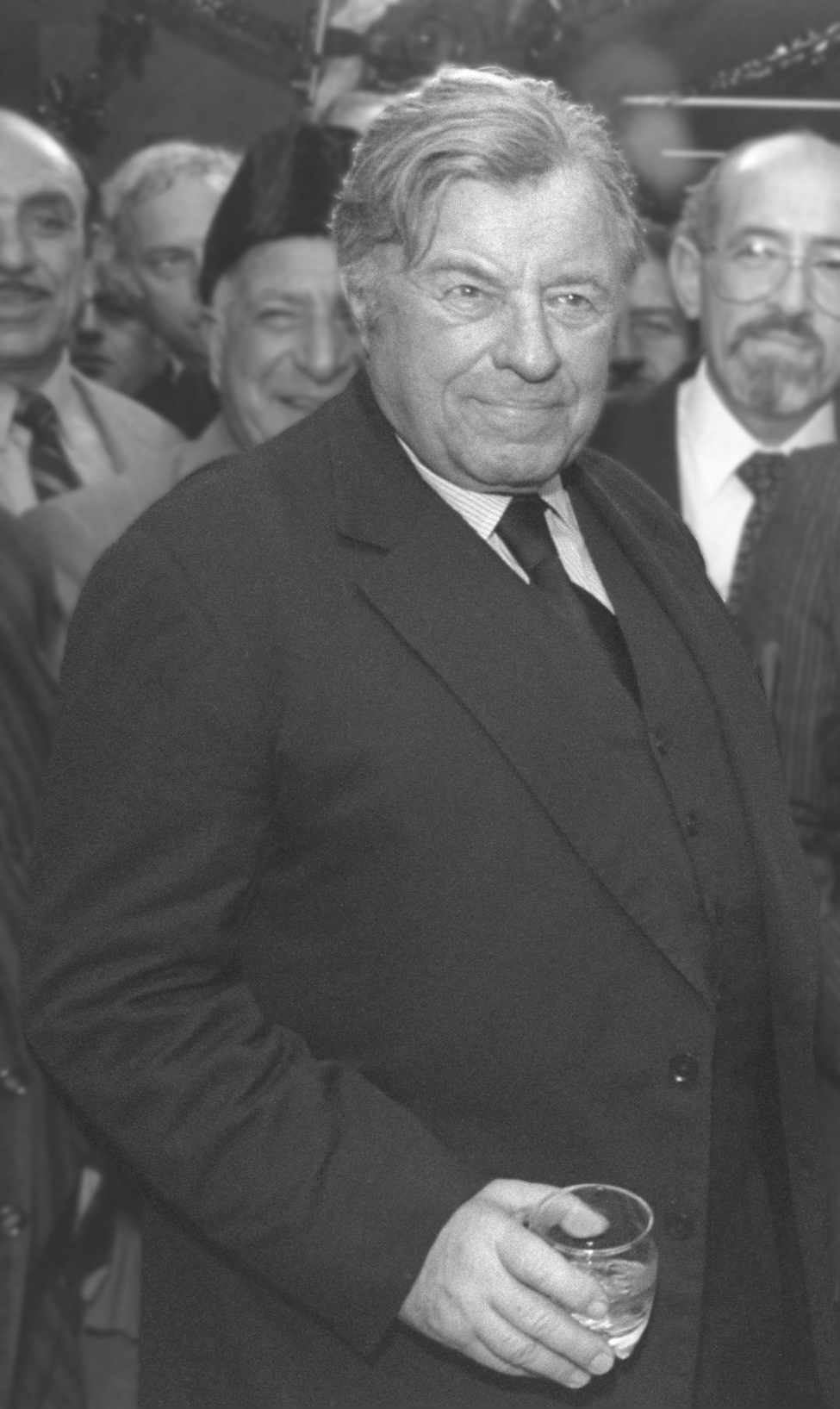
Teddy Kollek
2 januari

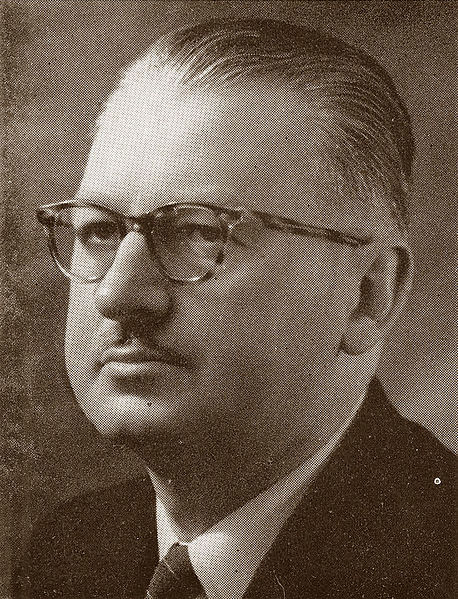
Marais Viljoen
4 januari

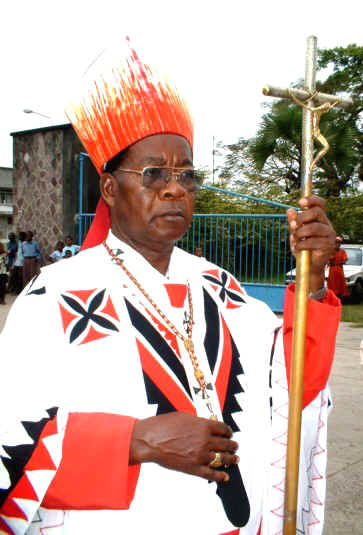
Frédéric Etsou-Nzabi-Bamungwabi
6 januari

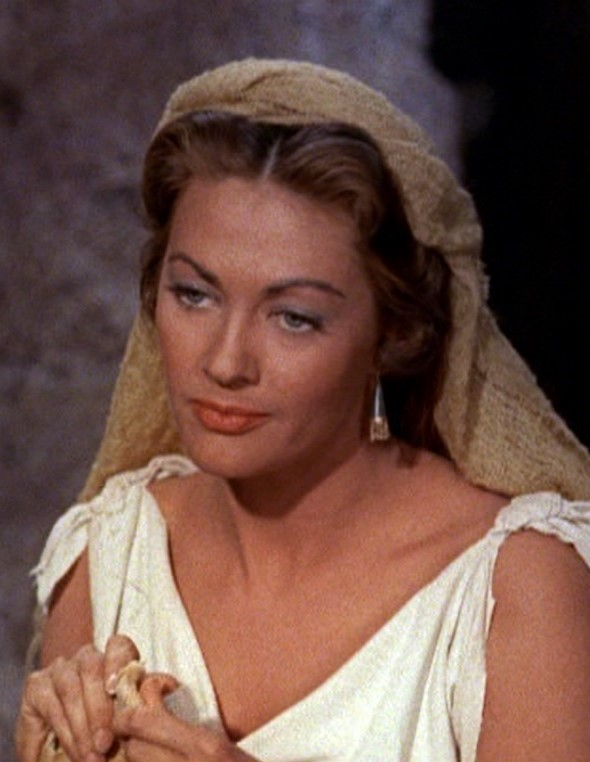
Yvonne De Carlo
8 januari

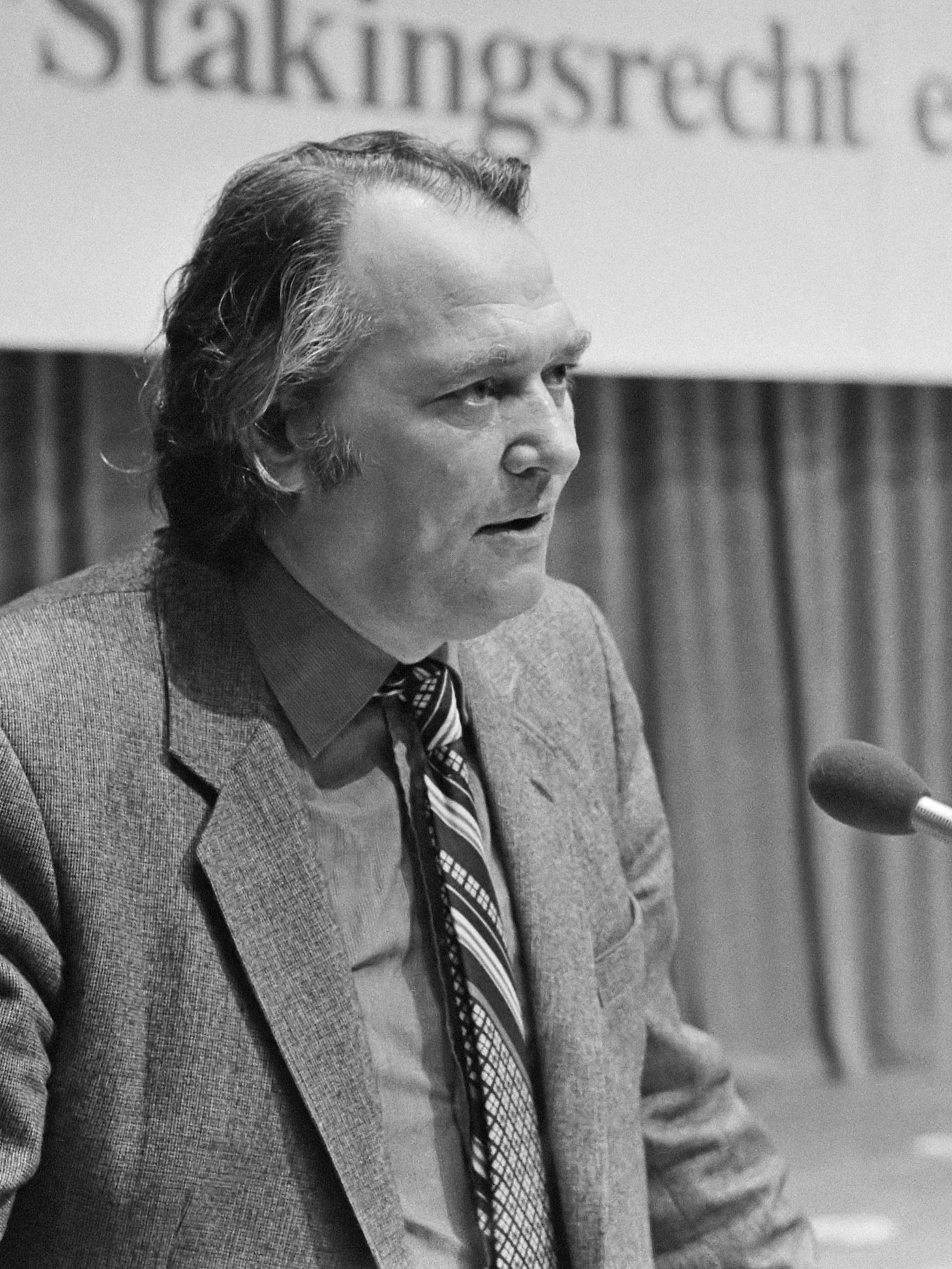
Herman Bode
10 januari

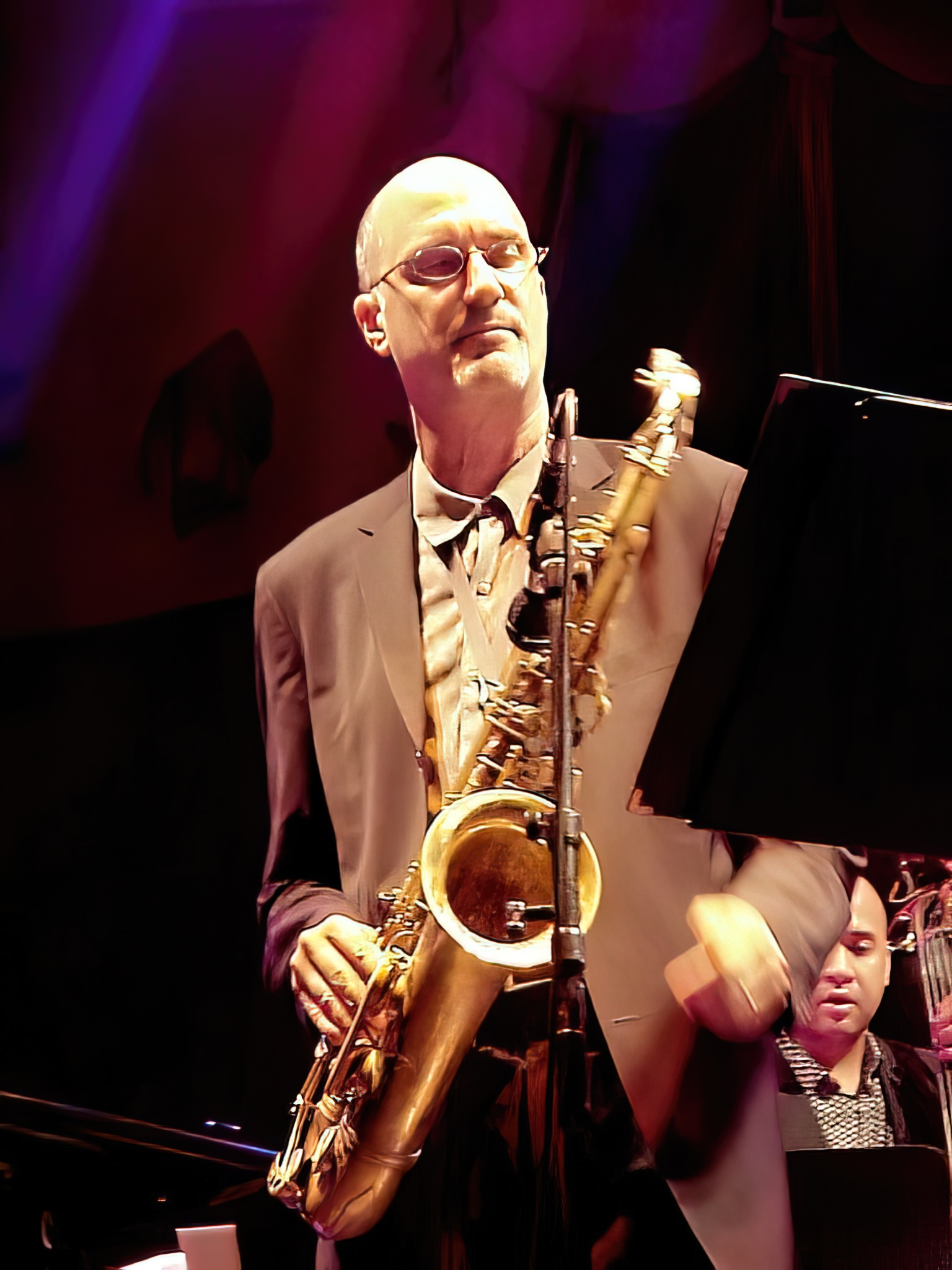
Michael Brecker
13 januari

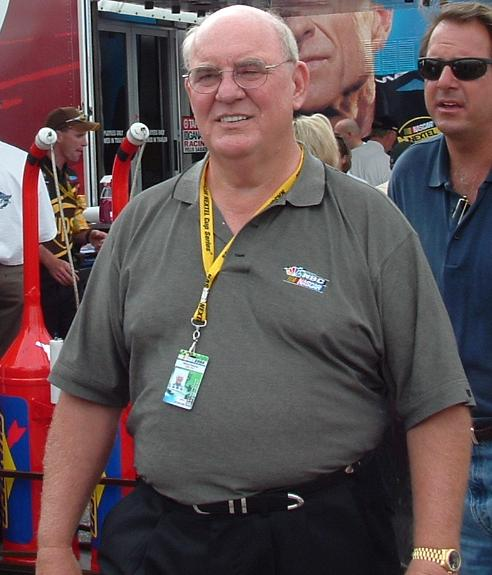
Benny Parsons
16 januari

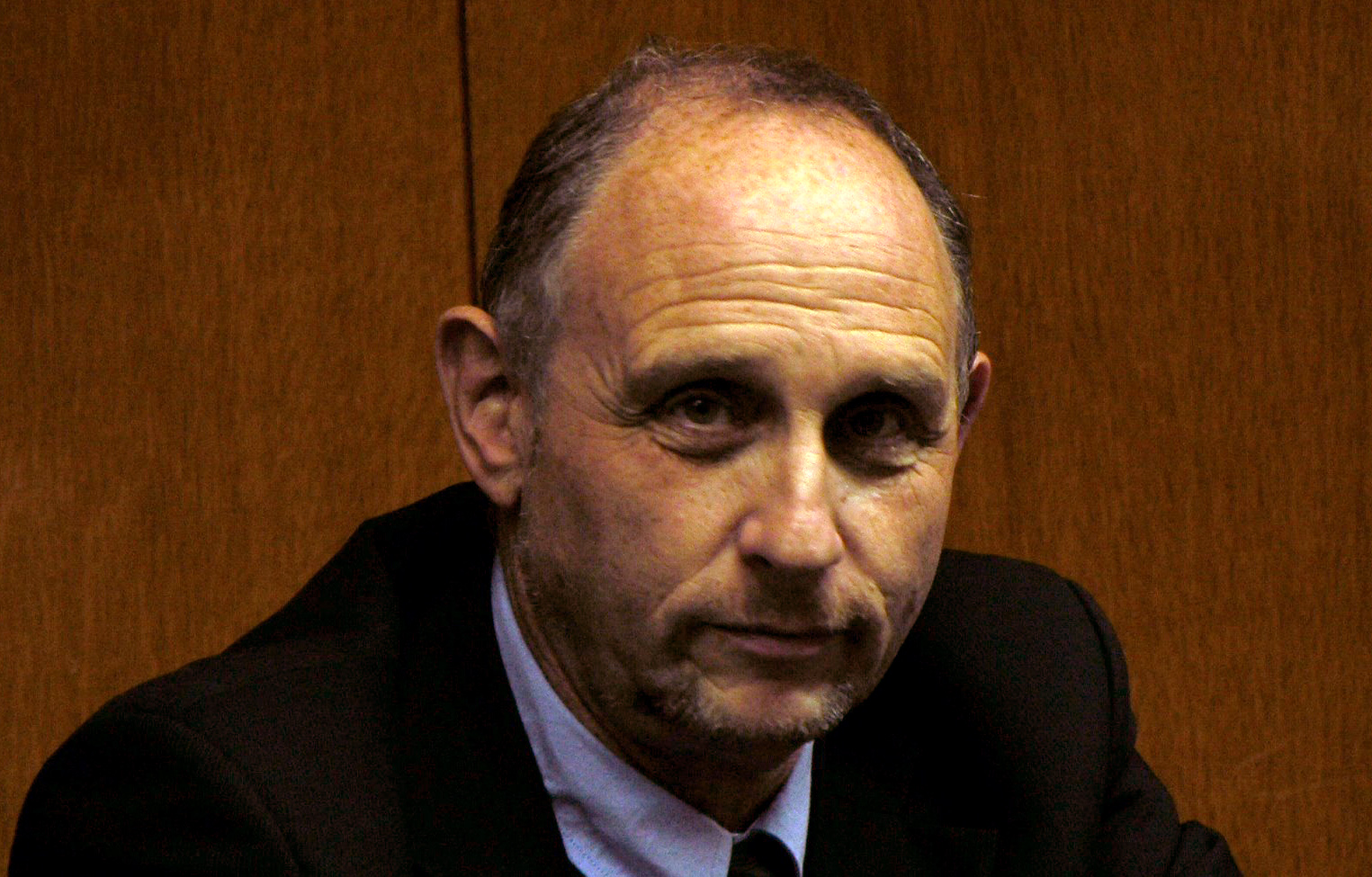
Yuri Stern
16 januari

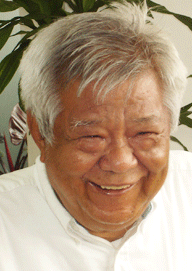
Tin Moe
22 januari

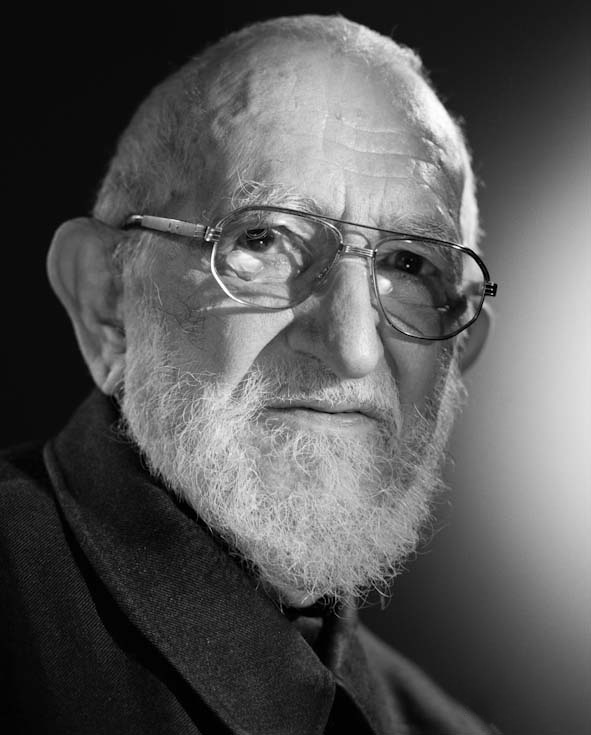
Abbé Pierre
22 januari

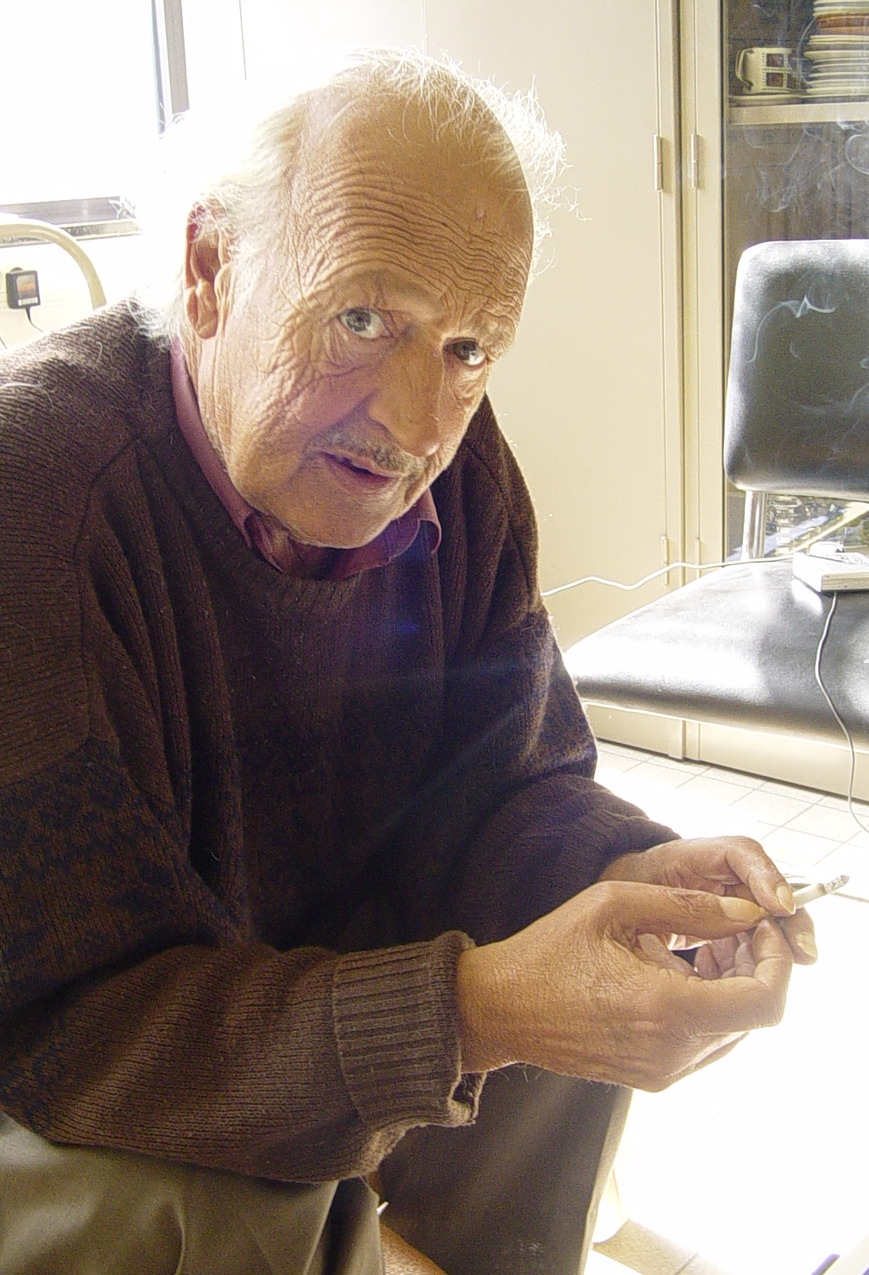
Hugo Van den Enden
23 januari

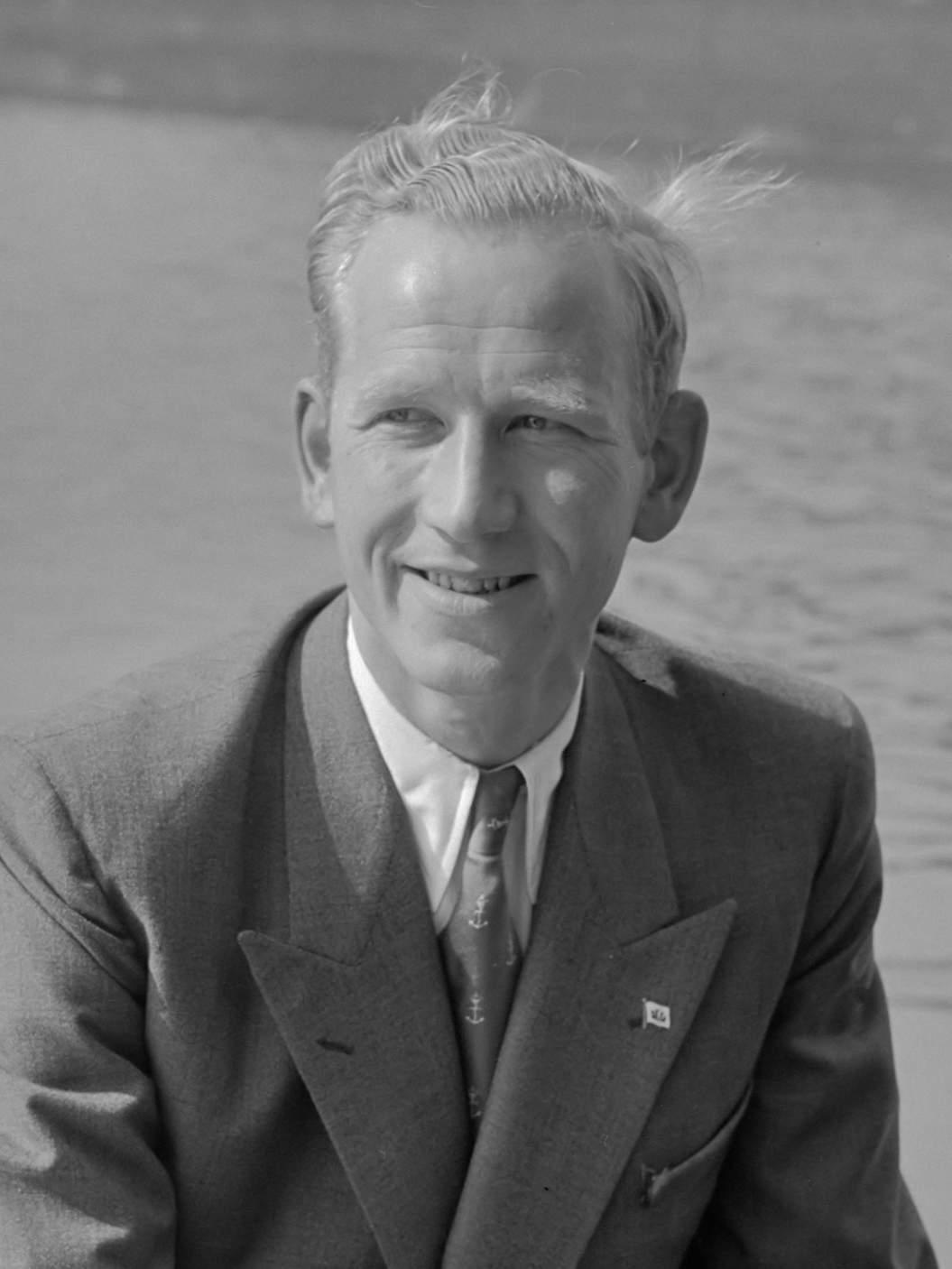
Willem de Vries Lentsch
27 januari

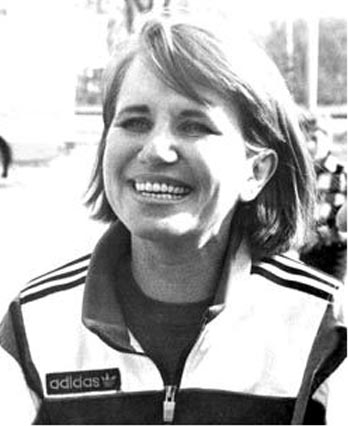
Jelena Romanova
28 januari

| 1 | 2 | 3 | 4 | 5 | 6 | 7 | 8 | 9 | 10 | 11 | 12 | 13 | 14 | 15 | 16 | 17 | 18 | 19 | 20 | 21 | 22 | 23 | 24 | 25 | 26 | 27 | 28 | 29 | 30 | 31 |
| - | - | - | - | - | - | - | - | - | -- | -- | -- | -- | -- | -- | -- | -- | -- | -- | -- | -- | -- | -- | -- | -- | -- | -- | -- | -- | -- | -- |

### 1 januari
- Leonard Fraser (55), Australisch moordenaar
- Tibor Máté (92), Hongaars handballer
- Tillie Olsen (94), Amerikaans schrijfster, vakbondsactiviste en feministe
- Del Reeves (74), Amerikaans countryzanger en komiek
- Bert van der Vegt (73), Nederlands burgemeester
- Darrent Williams (24), Amerikaans Americanfootballspeler

### 2 januari
- Teddy Kollek (95), Israëlisch politicus
- Paek Nam Sun (77), Noord-Koreaans politicus
- James D. Ployhar (80), Amerikaans componist
- Dan Shaver (56), Amerikaans autocoureur

### 4 januari
- Jackie Day (68), Amerikaans zangeres
- Henry Druce (85), Brits militair
- Walter Goddijn (85), Nederlands godsdienstsocioloog
- Steve Krantz (83), Amerikaans filmproducent en schrijver
- Sandro Salvadore (67), Italiaans voetballer
- Jan Schröder (65), Nederlands wielrenner
- Marais Viljoen (91), Zuid-Afrikaans staatspresident
- Osman Waqialla (81), Soedanees kunstenaar

### 5 januari
- Momofuku Ando (96), Taiwanees-Japans ondernemer
- Eric Gryp (74), Belgisch politicus

### 6 januari
- Jules Chapon (92), Nederlands kunstenaar
- Yvon Durelle (77), Amerikaans bokser
- Frédéric Etsou-Nzabi-Bamungwabi (76), Congolees kardinaal en aartsbisschop
- Pete Kleinow (72), Amerikaans gitarist

### 7 januari
- Achim-Helge von Beust (89), Duits politicus
- Bobby Hamilton (49), Amerikaans autocoureur
- Joop Wolff (79), Nederlands verzetsstrijder, journalist en politicus

### 8 januari
- Arthur Cockfield (90), Brits politicus
- Yvonne De Carlo (84), Amerikaans actrice
- Stefaan Dombrecht (86), Belgisch componist
- David Ervine (53), Noord-Iers politicus
- Jelena Petoesjkova (66), Sovjet-Russisch dressuurruiter
- Iwao Takamoto (81), Amerikaans tekenfilmmaker
- Jozef Wagner (92), Belgisch voetballer

### 9 januari
- Pierre Pierlot (85), Frans hoboïst
- Elmer Symons (29), Zuid-Afrikaans motorcoureur

### 10 januari
- Herman Bode (81), Nederlands vakbondsman
- Albert De Cordier (92), Belgisch politicus
- Carlo Ponti (94), Italiaans filmproducent

### 11 januari
- Cas Baas (79), Nederlands militair
- Douglas Harding (97), Brits filosoof
- Robert Anton Wilson (74), Amerikaans schrijver

### 12 januari
- Alice Coltrane (69), Amerikaans jazzmuzikante
- Julien Dufaux (65), Belgisch politicus
- Stephen Gilbert (96), Brits kunstschilder en beeldhouwer
- Kéba Mbaye (82), Senegalees rechtsgeleerde en sportbestuurder

### 13 januari
- Michael Brecker (57), Amerikaans jazzsaxofonist
- Danny Oakes (95), Amerikaans autocoureur

### 14 januari
- Darlene Conley (72), Amerikaans actrice
- Barbara Kelly (82), Canadees-Brits actrice
- Robert Christiaan Noortman (60), Nederlands kunsthandelaar

### 15 januari
- Awad al-Bandar (61), Iraaks opperrechter
- Pura Santillan-Castrence (101), Filipijns schrijfster en diplomate
- Ernst van Eeghen (86), Nederlands zakenman en diplomaat
- Aart Koopmans (60), Nederlands zakenman en sportbestuurder
- Barzan Ibrahim al-Tikriti (55), Iraaks diplomaat
- André Ramseyer (92), Zwitsers kunstenaar en beeldhouwer

### 16 januari
- Rudolf-August Oetker (90), Duits zakenman
- Benny Parsons (65), Amerikaans autocoureur en tv-commentator
- Yuri Stern (57), Israëlisch econoom, politicus en journalist
- Jainal Antel Sali jr. (42), Filipijns terrorist
- Gisela Uhlen (87), Duits actrice

### 17 januari
- Art Buchwald (81), Amerikaans columnist
- Louis Oeyen (75), Belgisch politicus

### 18 januari
- Cyril Baselios (71), Indiaas geestelijke
- Julie Winnefred Bertrand (115), Canadees oudst levende vrouw ter wereld

### 19 januari
- Bam Bam Bigelow (45), Amerikaans professioneel worstelaar
- Gerhard Bronner (84), Oostenrijks componist, schrijver, muzikant en cabaretier
- Hrant Dink (52), Armeens-Turks journalist en columnist
- Denny Doherty (66), Canadees zanger en songwriter
- Moerat Nasyrov (37), Russisch zanger en songwriter

### 20 januari
- Eric Aubijoux (42), Frans motorcoureur
- Yvonne Habets (58), Nederlands journaliste en tv-presentatrice
- Anatol Rapoport (95), Amerikaans wiskundige
- Alfredo Ripstein (90), Mexicaans regisseur
- Ali de Vries (92), Nederlands atlete

### 21 januari
- Maria Cioncan (29), Roemeens atlete
- Peer Raben (66), Duits filmmuziekcomponist
- Barbara Seranella (50), Amerikaans schrijfster

### 22 januari
- Toulo de Graffenried (92), Zwitsers autocoureur
- Tin Moe (73), Myanmarees dichter
- Elizaphan Ntakirutimana (83), Rwandees predikant en oorlogsmisdadiger
- Abbé Pierre (94), Frans priester, verzetsstrijder en politicus

### 23 januari
- Wil van Gelder (95), Nederlands politicus en bestuurder
- E. Howard Hunt (88), Amerikaans ambtenaar en schrijver
- Ryszard Kapuściński (74), Pools journalist, schrijver en dichter
- Leopoldo Pirelli (81), Italiaans fabrikant
- Hugo Van den Enden (68), Belgisch germanist, filosoof en ethicus

### 24 januari
- İsmail Cem (66), Turks journalist en politicus
- Jean-François Deniau (78), Frans politicus, schrijver en diplomaat
- Krystyna Feldman (90), Pools actrice
- Wolfgang Iser (80), Duits anglist en literatuurwetenschapper
- Emiliano Mercado del Toro (115), oudste mens ter wereld
- A. Moonen (69), Nederlands schrijver

### 25 januari
- Monique Punter (41), Nederlands journaliste

### 26 januari
- Glen Tetley (80), Amerikaans balletdanser en choreograaf
- Hans Wegner (92), Deens meubelontwerper

### 27 januari
- Herbert Reinecker (92), Duits journalist en scenarioschrijver
- Willem de Vries Lentsch jr. (87), Nederlands zeiler
- Yang Chuan-kwang (73), Taiwanees atleet

### 28 januari
- Iván Böszörményi-Nagy (86), Hongaars-Amerikaans psychiater
- Carlo Clerici (77), Zwitsers wielrenner
- Robert Drinan (86), Amerikaans rechtsgeleerde, predikant, politicus en mensenrechtenactivist
- Same Limani-Zjarnoski (71), Macedonisch dichter
- Teala Loring (84), Amerikaans actrice
- Jelena Romanova (43), Russisch atlete
- Karel Svoboda (68), Tsjechisch componist
- Emma Tillman (114), oudste mens ter wereld

### 30 januari
- Ben Albach (99), Nederlands publicist en toneelhistoricus
- Sidney Sheldon (89), Amerikaans schrijver van bestsellers

### 31 januari
- Lee Bergere (82), Amerikaans acteur
- Kirka (56), Fins zanger
- Milan Opočenský (75), Tsjechisch protestants theoloog
- Adelaide Tambo (77), Zuid-Afrikaans antiapartheidsactiviste

## Februari

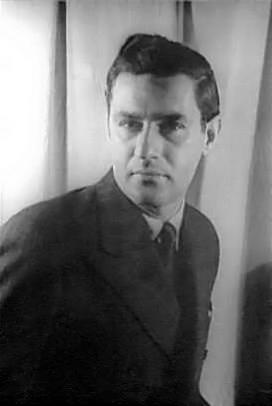
Gian Carlo Menotti
1 februari

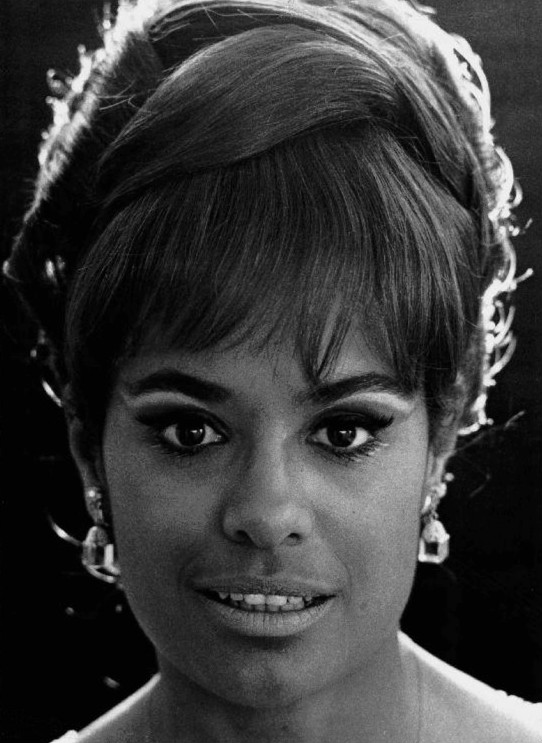
Barbara McNair
4 februari

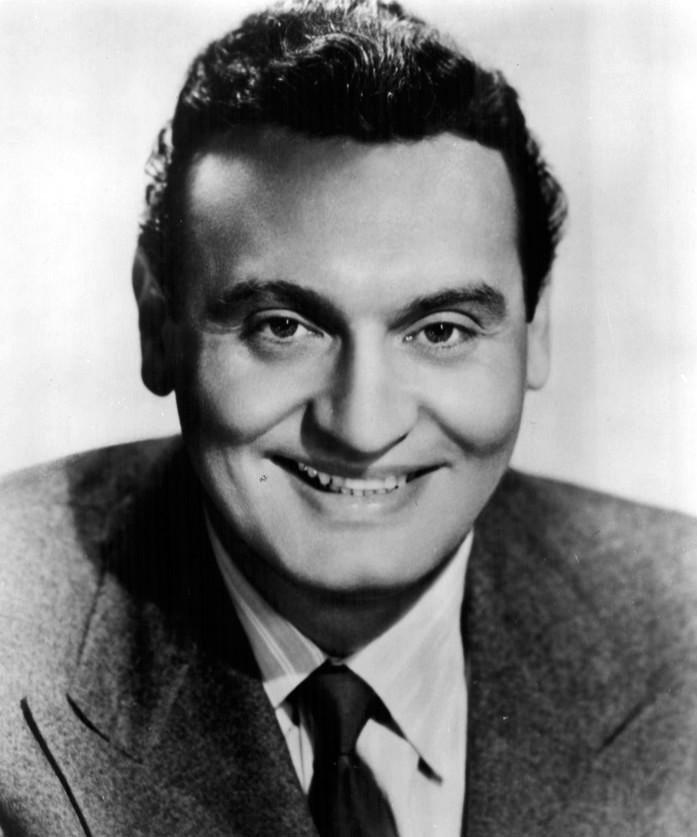
Frankie Laine
6 februari

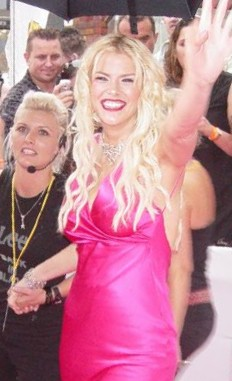
Anna Nicole Smith
8 februari

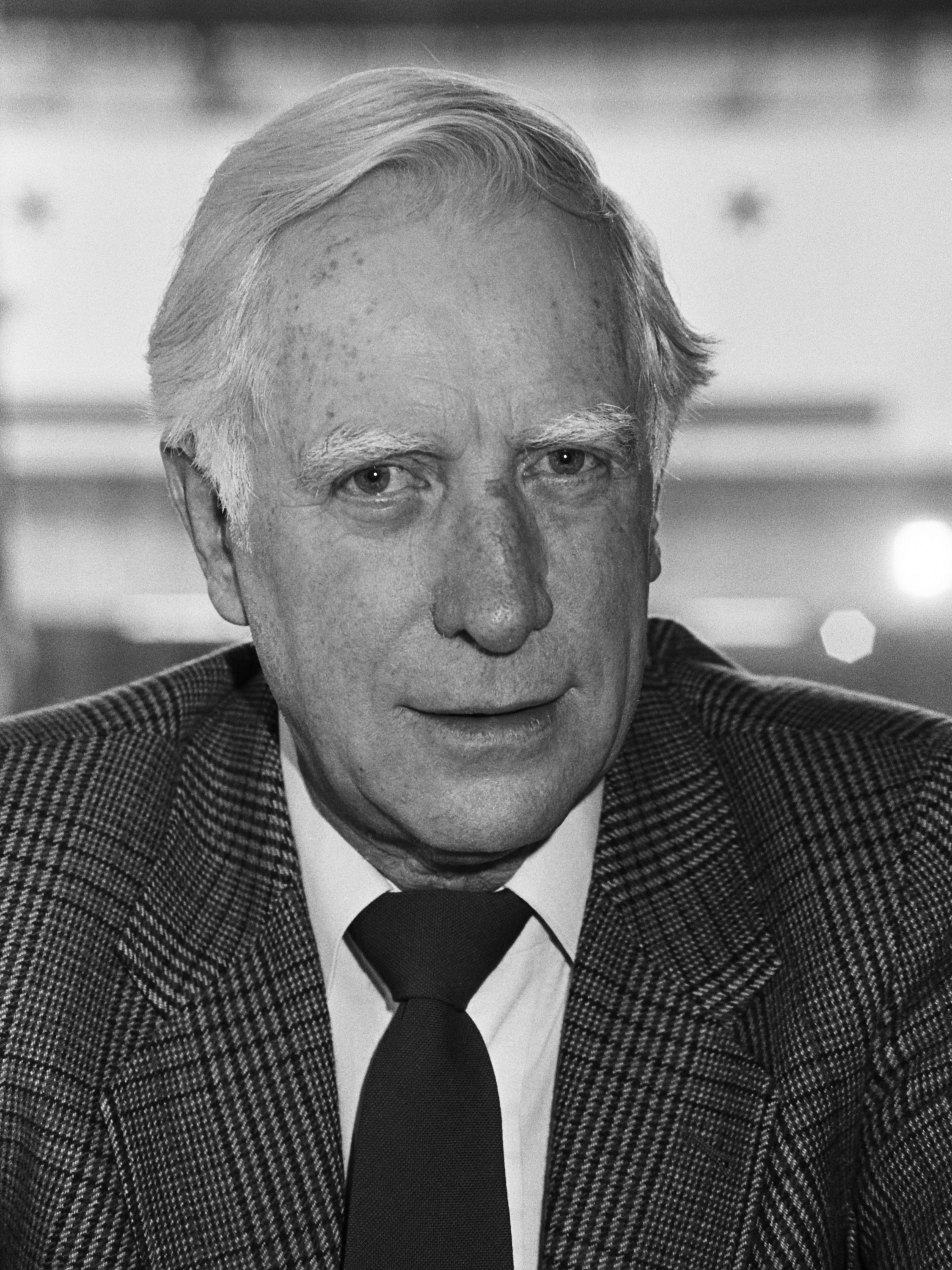
Dé Stoop
12 februari

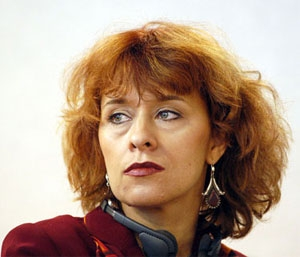
Jurga Ivanauskaitė
17 februari

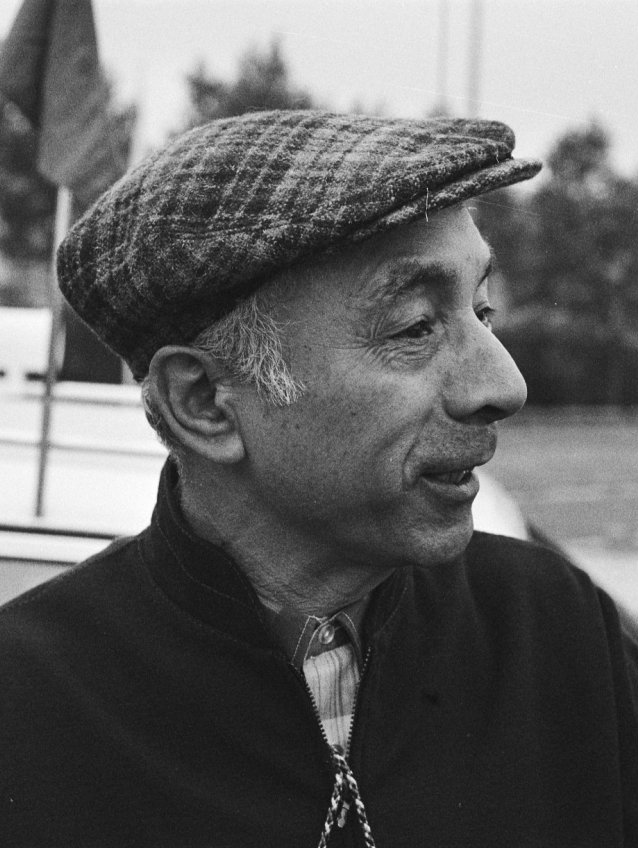
Félix Lévitan
18 februari

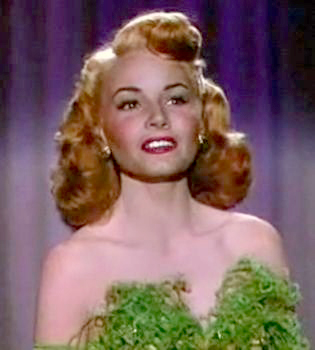
Janet Blair
19 februari

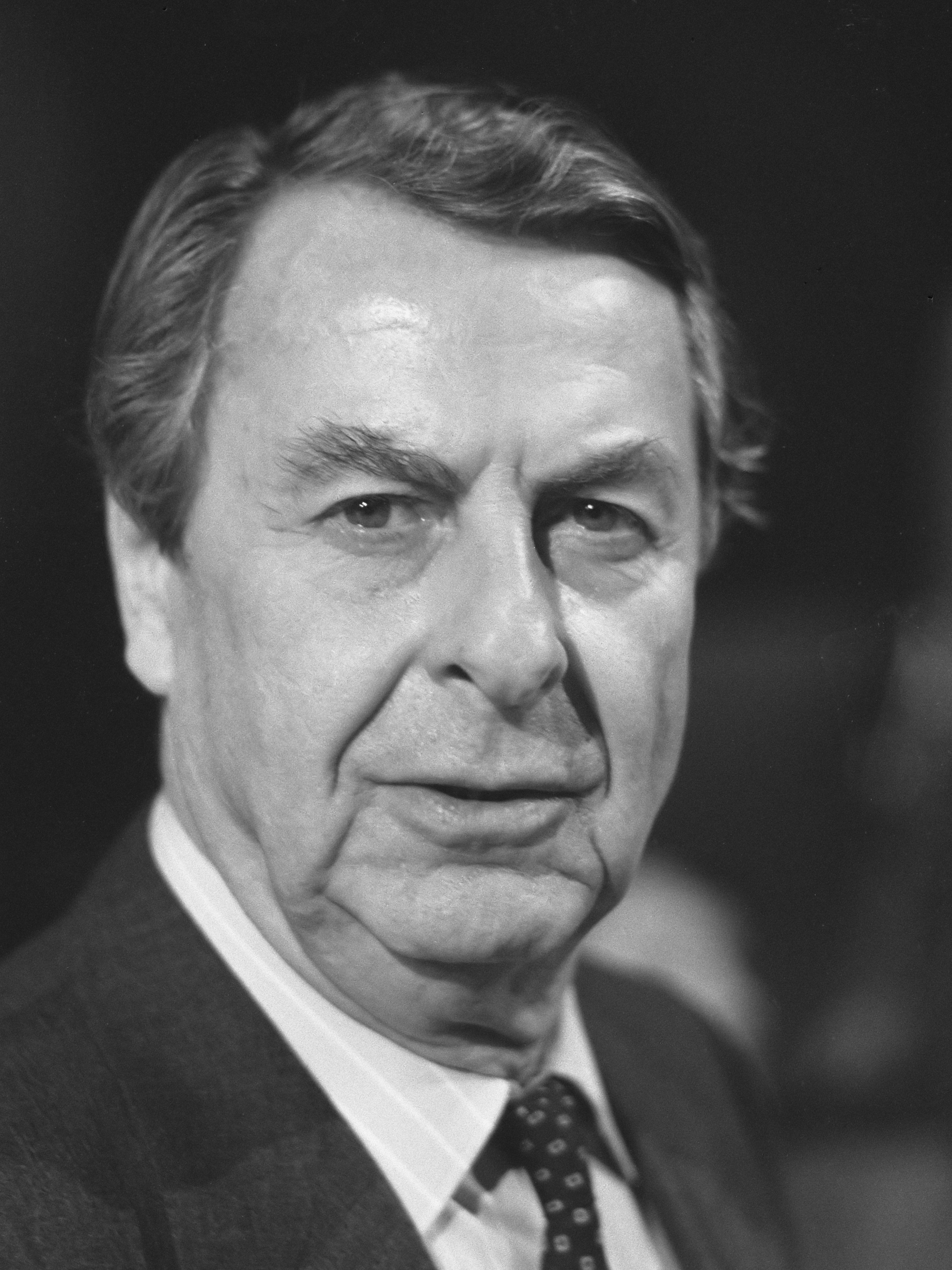
Fons Rademakers
22 februari

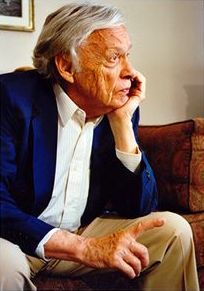
Heinz Berggruen
23 februari

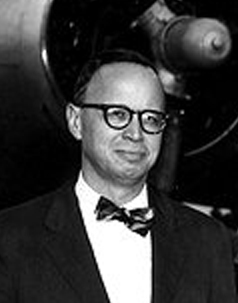
Arthur Schlesinger jr.
28 februari

| 1 | 2 | 3 | 4 | 5 | 6 | 7 | 8 | 9 | 10 | 11 | 12 | 13 | 14 | 15 | 16 | 17 | 18 | 19 | 20 | 21 | 22 | 23 | 24 | 25 | 26 | 27 | 28 |
| - | - | - | - | - | - | - | - | - | -- | -- | -- | -- | -- | -- | -- | -- | -- | -- | -- | -- | -- | -- | -- | -- | -- | -- | -- |

### 1 februari
- Antonio María Javierre (85), Spaans theoloog en kardinaal
- Ahmad Abu Laban (60), Egyptisch-Deens imam
- Gian Carlo Menotti (95), Amerikaans componist

### 2 februari
- Billy Henderson (67), Amerikaans zanger
- Pieter Nouwen (57), Nederlands journalist en schrijver
- Gisèle Pascal (83), Frans actrice
- Masao Takemoto (87), Japans gymnast

### 4 februari
- José Carlos Bauer (81), Braziliaans voetballer en voetbalmanager
- Ilja Kormiltsev (47), Russisch dichter, vertaler en songwriter
- Barbara McNair (72), Amerikaans zangeres en actrice
- Kurt Schubert (83), Oostenrijks hebraïcus en judaïst
- Marijke Wuthrich-van der Vlist (77), Nederlands politicus

### 5 februari
- Alfred Worm (61), Oostenrijks journalist en publicist

### 6 februari
- Coen van Hoewijk (84), Nederlands journalist en nieuwslezer
- Frankie Laine (93), Amerikaans zanger
- Willye White (67), Amerikaans atlete

### 7 februari
- Ben Berns (70), Nederlands-Amerikaans kunstenaar
- Alan MacDiarmid (79), Nieuw-Zeelands-Amerikaans scheikundige
- Thijs Roks (76), Nederlands wielrenner
- Antonio Enríquez Savignac (75), Mexicaans politicus
- Pieter Stolk (61), Nederlands musicus en dirigent
- George van der Wagt (85), Nederlands kunstenaar

### 8 februari
- Anna Nicole Smith (39), Amerikaans model en actrice
- Ralph Thomlinson (81), Amwerikaans socioloog

### 9 februari
- Alejandro Finisterre (87), Spaans dichter, schrijver en uitvinder
- Benedict Kiely (87), Iers journalist en schrijver
- Harry Lockefeer (68), Nederlands journalist
- Kostas Paskalis (77), Grieks operazanger
- Ian Richardson (72), Schots acteur

### 10 februari
- Hervé La Barthe (83), Belgisch sportjournalist
- Bruno Ruffo (86), Italiaans motorcoureur
- Charles Walgreen jr. (100), Amerikaans ondernemer

### 11 februari
- Enno Brokke (87), Nederlands kunstenaar
- Marianne Fredriksson (79), Zweeds schrijfster en journaliste
- Jules Maenen (75), Nederlands wielrenner
- Yunus Parvez (75), Indiaas acteur

### 12 februari
- Georg Buschner (81), Oost-Duits voetballer en voetbaltrainer
- Jos De Kort (106), oudste man van België
- Peter Ellenshaw (93), Brits special effectsontwerper
- Paolo Pileri (62), Italiaans motorcoureur
- Dé Stoop (87), Nederlands sportbestuurder

### 13 februari
- Bruce Metzger (93), Amerikaans theoloog
- Eliana Ramos (18), Uruguayaans model
- Johanna Sällström (32), Zweeds actrice

### 14 februari
- Jacques Idserda (88), Nederlands radiomaker en kunstenaar
- Salomon Morel (87), Pools oorlogsmisdadiger
- Gareth Morris (86), Brits fluitist
- Emmett Williams (81), Amerikaans dichter en kunstenaar

### 15 februari
- Robert Adler (93), Oostenrijks-Amerikaans natuurkundige en uitvinder
- Ray Evans (92), Amerikaans songwriter

### 17 februari
- Mike Awesome (42), Amerikaans professioneel worstelaar
- Tino Goedings (60), Nederlands kunstenaar
- Nedim Imaç (40), Turks-Nederlands ondernemer en sportbestuurder
- Jurga Ivanauskaitė (45), Litouws schrijfster
- Mary Kaye (83), Amerikaans zangeres en muzikante
- Jakov Lind (80), Oostenrijks-Brits schrijver, kunstschilder, acteur en regisseur
- Lambert de Marchant et d'Ansembourg (74), Nederlands diplomaat
- Maurice Papon (96), Frans politicus en oorlogsmisdadiger

### 18 februari
- Félix Lévitan (95), Frans journalist en sportbestuurder
- Caesarius Mommers (81), Nederlands onderwijskundige

### 19 februari
- Janet Blair (85), Amerikaans actrice
- Jan Theodoor Gerard Overbeek (96), Nederlands chemicus

### 20 februari
- Ihab Kareem (26), Iraaks voetballer
- Carl-Henning Pedersen (93), Deens kunstschilder
- Hilde van der Ploeg (47), Nederlands klinisch psychologe en seksuologe
- Wim Terwingen (64), Belgisch burgemeester
- Zilla Huma Usman (35), Pakistaans politica en feministe

### 21 februari
- Rieks Blok (67), Nederlands burgemeester
- Ignace Antoine II Hayek (96), Syrisch-katholiek patriarch
- Jules Jacques (81), Belgisch burgemeester
- Klaas Knol (78), Nederlands medicus

### 22 februari
- Lothar-Günther Buchheim (89), Duits kunstschilder, kunstverzamelaar en schrijver
- Fons Rademakers (86), Nederlands filmregisseur
- Ian Wallace (60), Brits drummer
- Janine Wegman (81), Nederlandse transgenderpionier

### 23 februari
- Heinz Berggruen (93), Duits kunstverzamelaar
- Bert Vanheste (69), Belgisch literatuurwetenschapper en schrijver
- Pascal Yoadimnadji (56), premier van Tsjaad

### 24 februari
- Bruce Bennett (100), Amerikaans atleet en acteur
- Burt Collins (75), Amerikaans jazzmusicus
- Leroy Jenkins (74), Amerikaans jazzmusicus en -componist
- Lex van Rossen (57), Nederlands popfotograaf

### 25 februari
- Fred Kareman (76), Amerikaans acteur

### 26 februari
- John Groot (45), Nederlands fotograaf en ondernemer

### 27 februari
- Bernd Freytag von Loringhoven (93), Duits militair
- Hans Harten (73), Nederlands historisch-geograaf

### 28 februari
- Alexander King (98), Brits wetenschapper en diplomaat
- Marie Adelheid van Luxemburg (82), prinses van Luxemburg en gravin van Donnersmarck
- Arthur M. Schlesinger jr. (89), Amerikaans geschiedkundige

## Maart

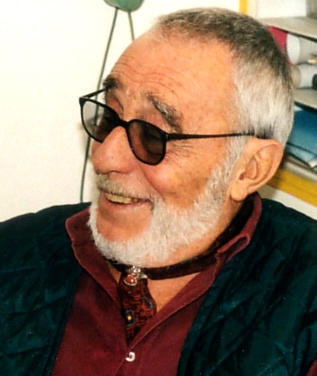
Osvaldo Cavandoli
3 maart

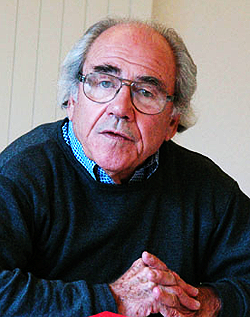
Jean Baudrillard
6 maart

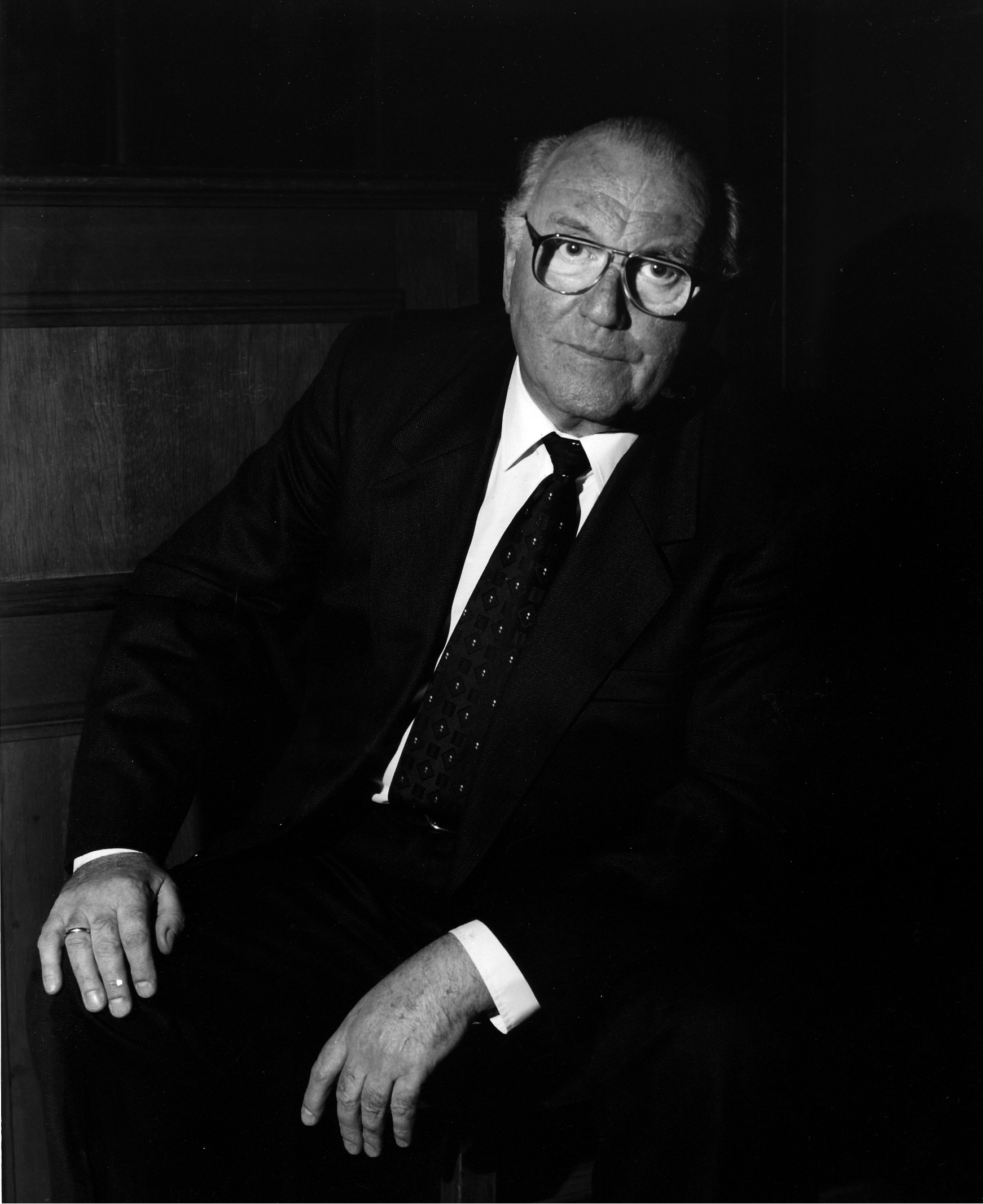
Frigyes Hidas
7 maart

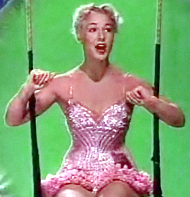
Betty Hutton
11 maart

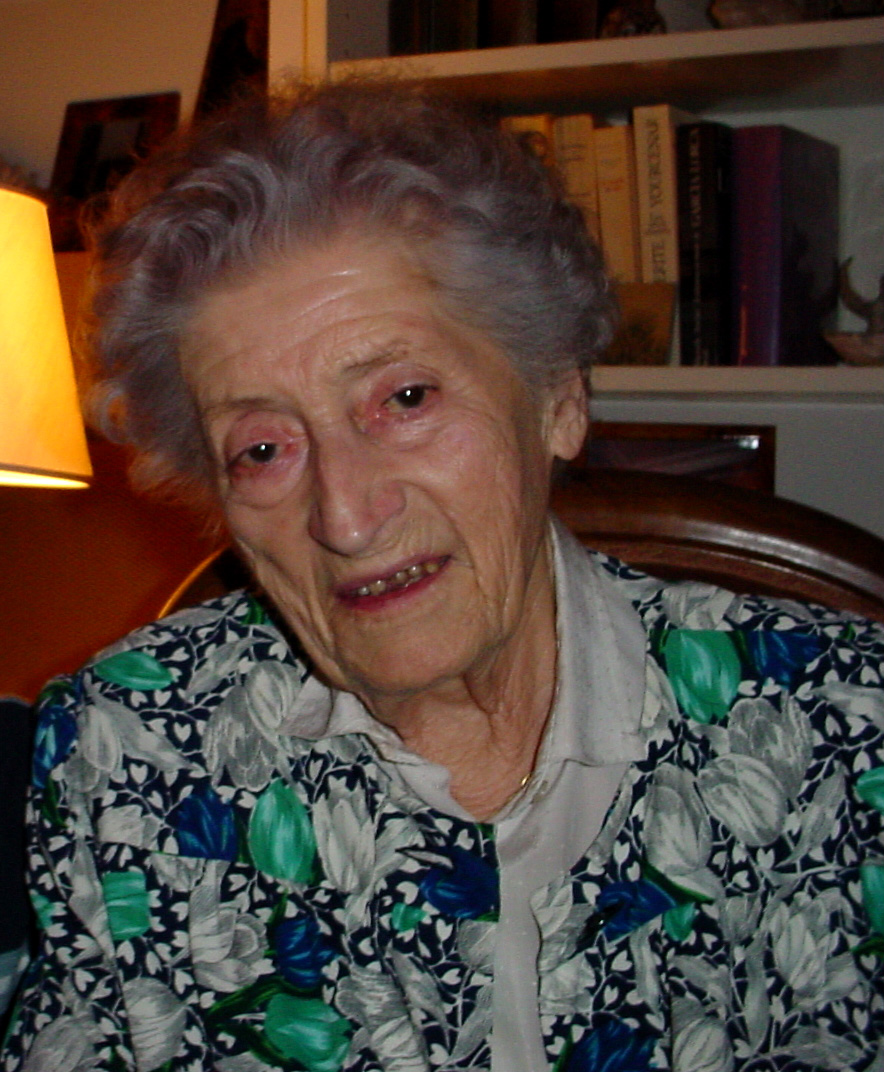
Lucie Aubrac
14 maart

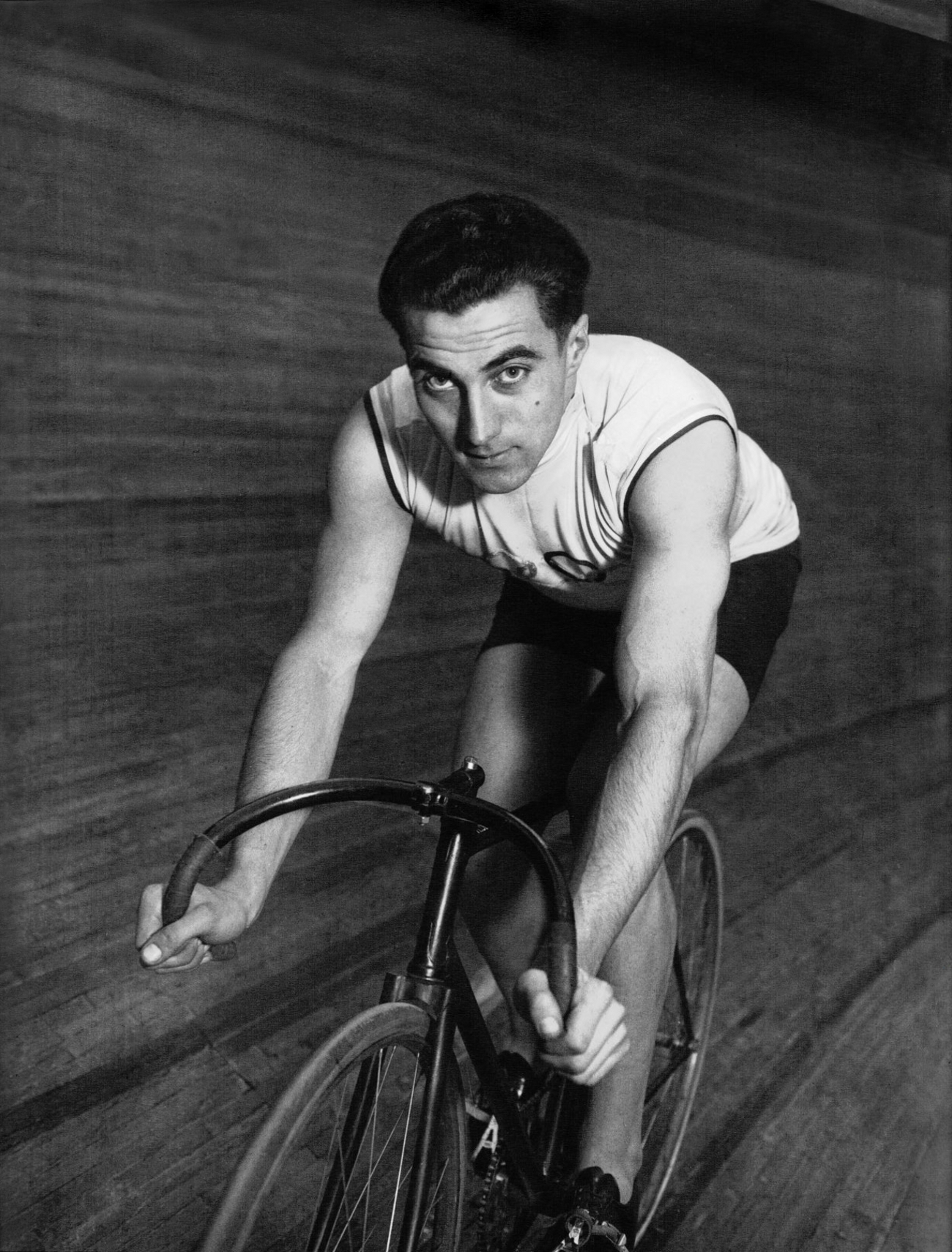
Roger Beaufrand
14 maart

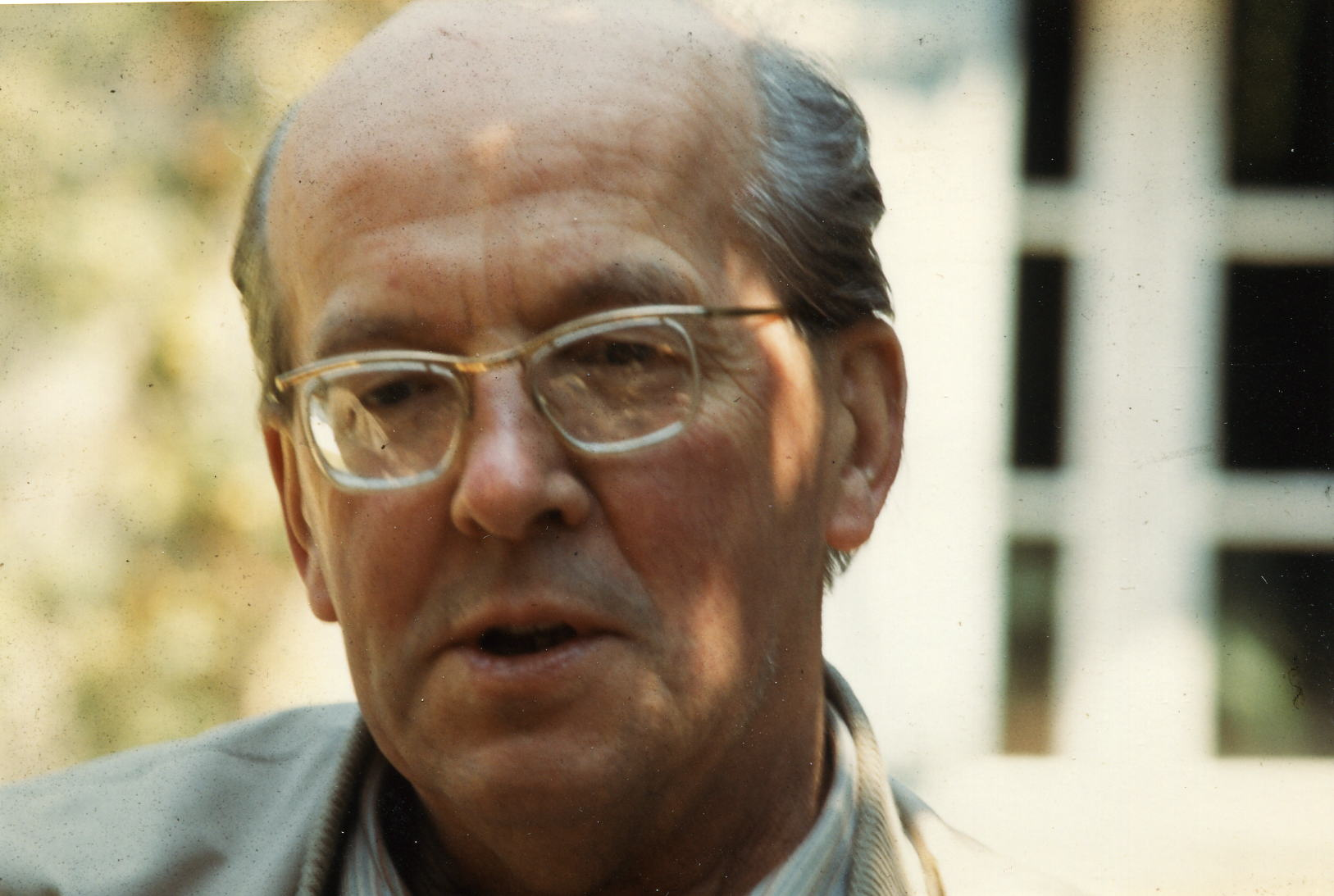
Jean Le Moal
16 maart

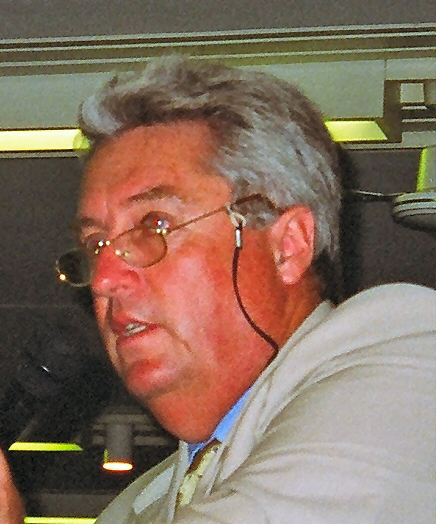
Bob Woolmer
18 maart

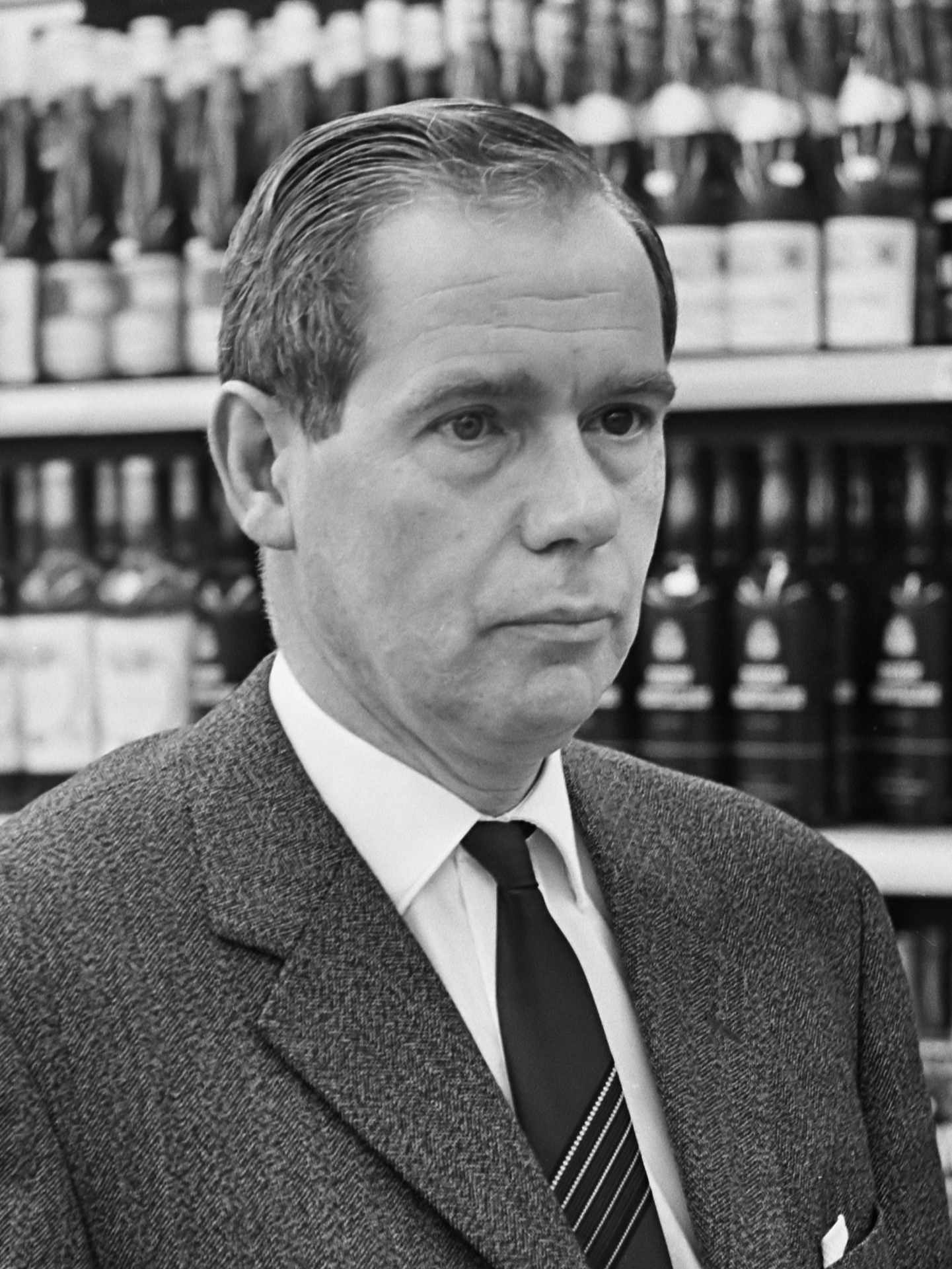
Jac Hermans
21 maart

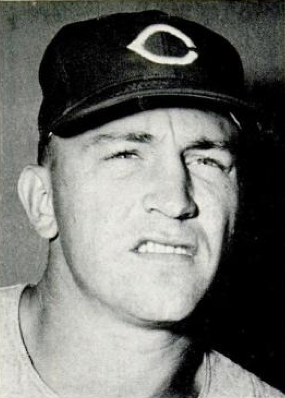
Ed Bailey
23 maart

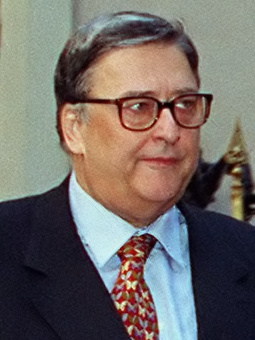
Beniamino Andreatta
26 maart

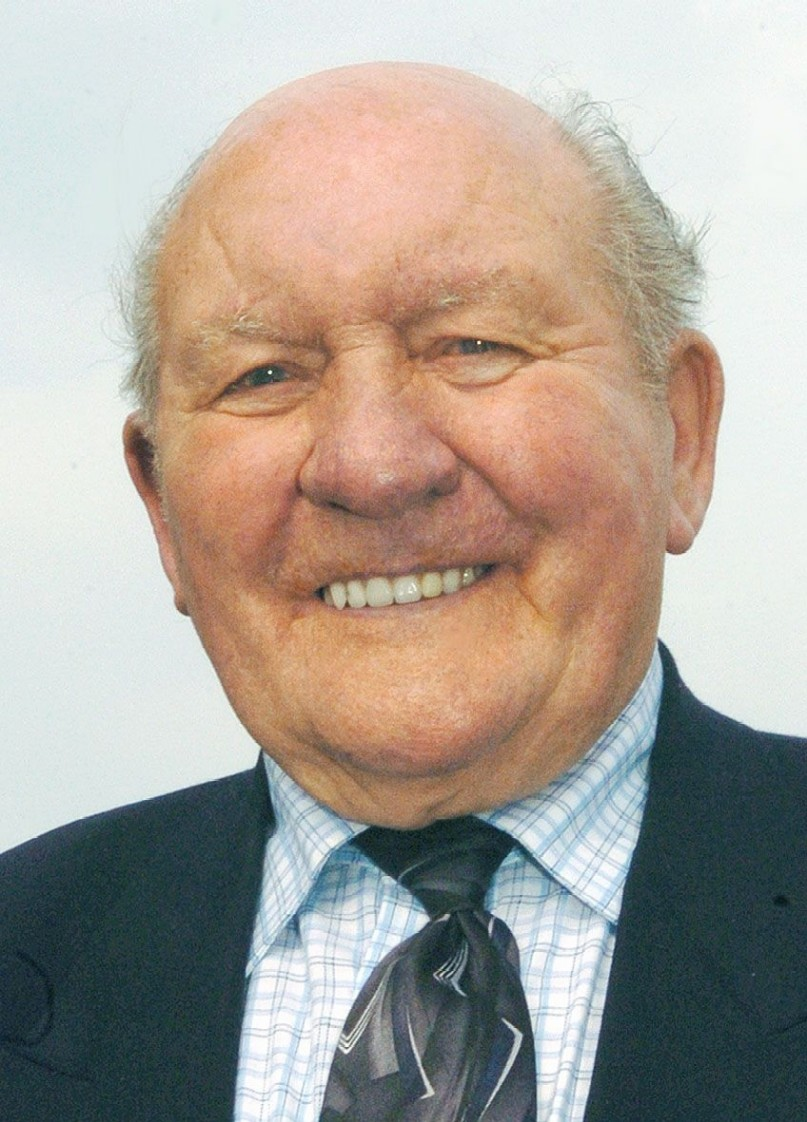
Ben Zomerdijk
28 maart

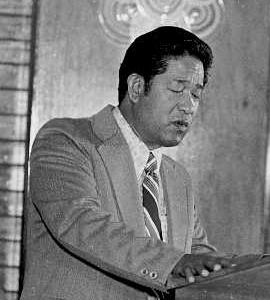
Tosiwo Nakayama
29 maart

| 1 | 2 | 3 | 4 | 5 | 6 | 7 | 8 | 9 | 10 | 11 | 12 | 13 | 14 | 15 | 16 | 17 | 18 | 19 | 20 | 21 | 22 | 23 | 24 | 25 | 26 | 27 | 28 | 29 | 30 | 31 |
| - | - | - | - | - | - | - | - | - | -- | -- | -- | -- | -- | -- | -- | -- | -- | -- | -- | -- | -- | -- | -- | -- | -- | -- | -- | -- | -- | -- |

### 1 maart
- Manuel Bento (58), Portugees voetballer
- Ernst Stern (80), Nederlands theoloog

### 2 maart
- Patrick De Spiegelaere (45), Belgisch persfotograaf

### 3 maart
- Herbert Asmodi (83), Duits auteur
- Willemiena Bouwman (87), Nederlands verzetsstrijdster
- Osvaldo Cavandoli (87), Italiaans cartoonist
- Sutton Roley (84), Brits filmregisseur
- Jozef Schils (75), Belgisch wielrenner

### 4 maart
- Willy Hofman (91), Nederlands theaterproducent
- Samuël Metiarij (89), Nederlands predikant
- Henri Troyat (95), Frans-Armeens schrijver

### 5 maart
- Peronne Boddaert (37), Nederlands predikante
- Yvan Delporte (79), Belgisch stripscenarist
- Ivo Lorscheiter (79), Braziliaans aartsbisschop

### 6 maart
- Jean Baudrillard (77), Frans socioloog en filosoof
- Marius Broekmeyer (79), Nederlands historicus en schrijver
- Allen Coage (63), Amerikaans judoka en worstelaar
- Shane Cross (20), Australisch professioneel skateboarder
- Ernest Gallo (97), Amerikaans wijnondernemer

### 7 maart
- Frigyes Hidas (78), Hongaars componist en dirigent
- Fernand Piot (81), Belgisch politicus

### 8 maart
- John Inman (71), Brits acteur
- Kees Middelhoff (89), Nederlands radiojournalist en schrijver
- Herman Ridderbos (98), Nederlands predikant en theoloog
- Guido Tastenhoye (47), Belgisch journalist en politicus
- Henk Voogd (56), Nederlands planoloog

### 9 maart
- Brad Delp (55), Amerikaans zanger
- Pierre De Locht (90), Belgisch theoloog
- Piet Spel (82), Nederlands voetballer

### 10 maart
- Richard Jeni (49), Amerikaans stand–upcomedian en acteur
- Rolf Kalmuczak (68), Duits schrijver
- Lanna Saunders (65), Amerikaans actrice

### 11 maart
- Betty Hutton (86), Amerikaans actrice en zangeres

### 12 maart
- Antonio Ortiz Mena (99), Mexicaans politicus, econoom en bankier
- Chris Steenbergen (87), Nederlands kunstenaar
- Johannes Voslamber (90), Nederlands burgemeester

### 13 maart
- Harald Leupold-Löwenthal (80), Oostenrijks psychiater en neuroloog
- Arnold Skaaland (82), Amerikaans professioneel worstelaar
- Nicole Stéphane (83), Frans actrice, filmproducente en filmregisseuse

### 14 maart
- Lucie Aubrac (94), Frans verzetsstrijdster en vredesactiviste
- Roger Beaufrand (98), Frans wielrenner
- Fons de Haas (81), Nederlands muziekjournalist
- Saadoun Hammadi (76), Iraaks diplomaat en politicus
- Gareth Hunt (65), Brits acteur
- Babs van Wely (82), Nederlands illustrator

### 15 maart
- Rupert Christopher (51), Surinaams militair, politicus en diplomaat
- Sally Clark (42), Brits misdaadverdachte
- Charles Harrelson (68), Amerikaans crimineel
- Stuart Rosenberg (79), Amerikaans regisseur
- Dirk Wayenberg (46), Belgisch wielrenner

### 16 maart
- Georges Bordonove (86), Frans geschiedkundige en schrijver
- Ron Chesterman (63), Brits contrabassist
- Pablo Emilio Madero (85), Mexicaans politicus
- Jean Le Moal (97), Frans kunstschilder en beeldhouwer

### 17 maart
- John Backus (82), Amerikaans informaticus
- Jim Cronin (55), Brits-Amerikaans dierenbeschermer en ondernemer
- Ernst Haefliger (87), Zwitsers tenorzanger
- Tanya Reinhart (63), Israëlisch taalkundige en politiek activiste
- Valère Vautmans (63), Belgisch politicus
- Albert de Voogd (100), Nederlands plantagehouder en diplomaat

### 18 maart
- Annemiek Padt-Jansen (85), Nederlands harpiste en politica
- Bob Woolmer (58), Engels cricketspeler en -coach

### 19 maart
- Luther Ingram (69), Amerikaans zanger en songwriter
- Shimon Tzabar (81), Israëlisch-Brits militair, journalist en publicist

### 20 maart
- Albert Baez (94), Mexicaans-Amerikaans natuurkundige
- Taha Yassin Ramadan (69), Iraaks politicus
- Sim Simons (67), Belgisch radioprogrammamaker en jazzjournalist

### 21 maart
- Tachir Batajev (33), Tsjetsjeens vrijheidsstrijder
- Jac Hermans (90), Nederlands ondernemer
- Jo Rutten (72), Nederlands ruiter
- Dries Zielhuis (90), Nederlands burgemeester

### 22 maart
- Nisar Bazmi (83), Pakistaans componist van filmmuziek
- Jan Eekhof (78), Nederlands boekverzamelaar
- Genia Walaschek (90), Zwitsers voetballer en voetbaltrainer

### 23 maart
- Ed Bailey (76), Amerikaans honkbalspeler
- Paul Cohen (72), Amerikaans wiskundige
- Damian McDonald (34), Australisch wielrenner
- Natascha Slijpen (34), Nederlands schrijfster en kunstschilderes
- Michel Toussaint (84), Belgisch politicus en advocaat

### 24 maart
- Florrie Rost van Tonningen-Heubel (92), Nederlands nationaalsocialiste en activiste

### 25 maart
- Steven de Batselier (74), Belgisch psycholoog
- Andranik Margarian (55), minister-president van Armenië

### 26 maart
- Beniamino Andreatta (78), Italiaans econoom en politicus
- Heinz Schiller (77), Zwitsers autocoureur
- Sylvia Straus (94), Amerikaans pianiste
- Michail Oeljanov (79), Russisch acteur

### 27 maart
- Paul Lauterbur (77), Amerikaans scheikundige
- André Lehr (77), Nederlands campanoloog
- Théo Mathy (82), Belgisch sportjournalist en tv-presentator
- Joe Sentieri (82), Italiaans zanger

### 28 maart
- Abe Coleman (101), Pools-Amerikaans worstelaar
- Gus Pleines (58), Nederlands popmuzikant en zanger
- Tony Scott (85), Amerikaans jazzklarinettist
- Ben Zomerdijk (83), Nederlands wielersportjournalist en organisator

### 29 maart
- André Damseaux (70), Belgisch politicus, journalist en ondernemer
- Tosiwo Nakayama (75), Micronesisch politicus
- Bert Poels (90), Nederlands verzetsstrijder

### 30 maart
- Fay Coyle (73), Noord-Iers voetballer
- Michael Dibdin (60), Brits schrijver
- Willem van der Knoop (87), Nederlands burgemeester
- Franco Cosimo Panini (76), Italiaans uitgever en ondernemer

### 31 maart
- Phil Cordell (59), Brits muzikant
- Paul Watzlawick (85), Oostenrijks-Amerikaans communicatiewetenschapper
- Keith Webb (73), Brits drummer

## April

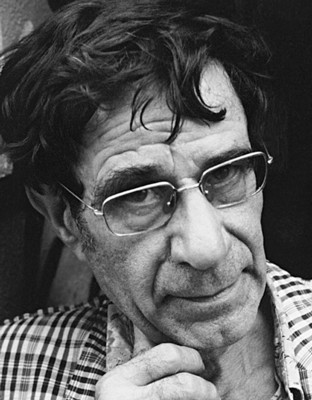
Driss Chraïbi
1 april

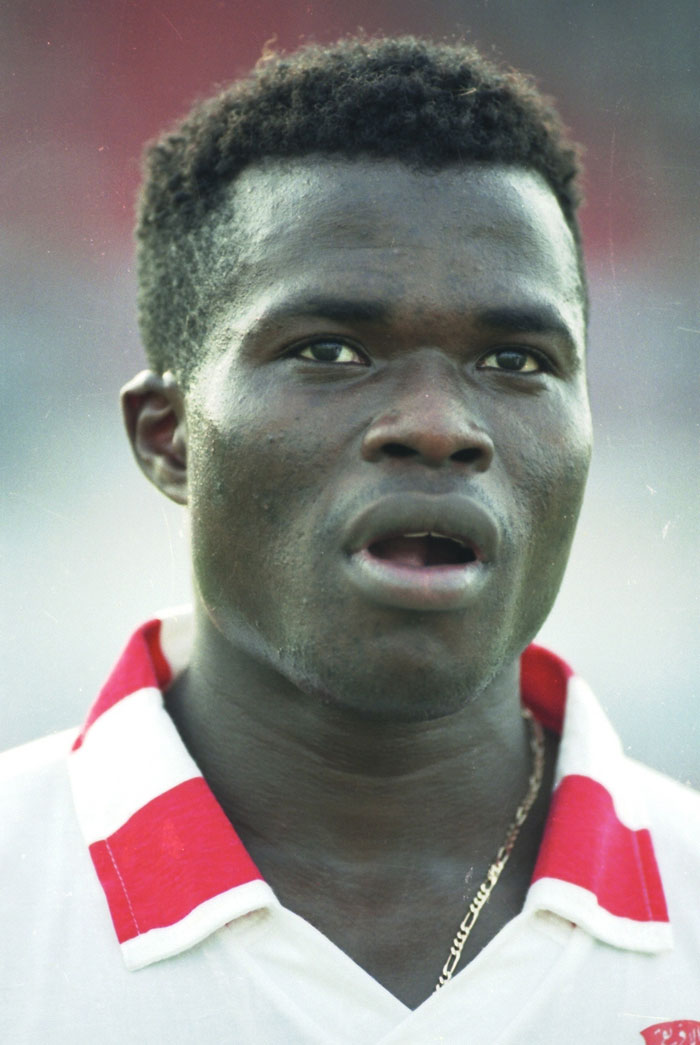
Tadjou Salou
2 april

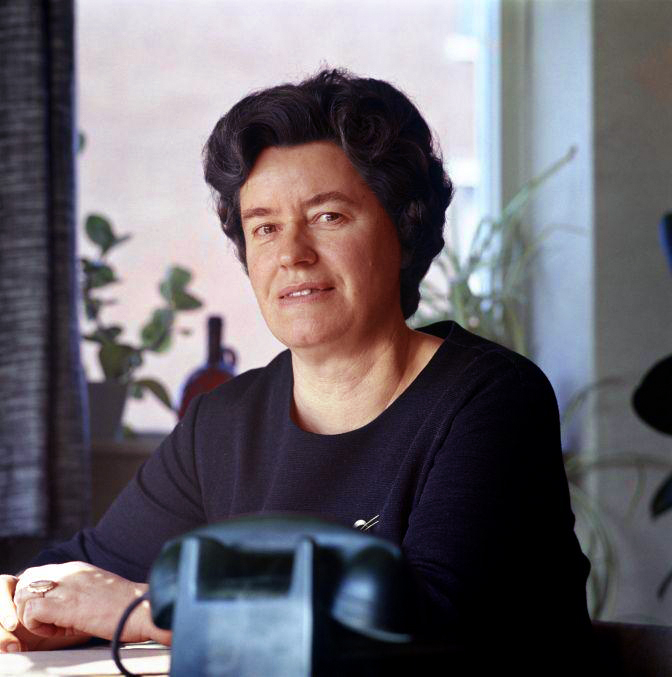
Hannie Singer-Dekker
4 april

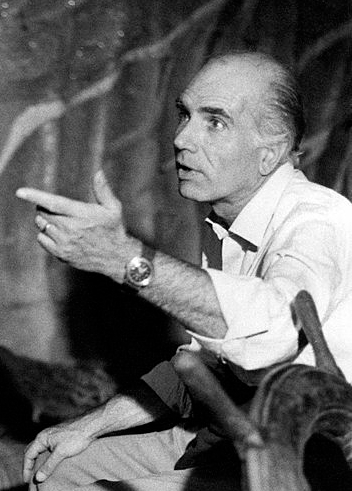
Luigi Comencini
6 april

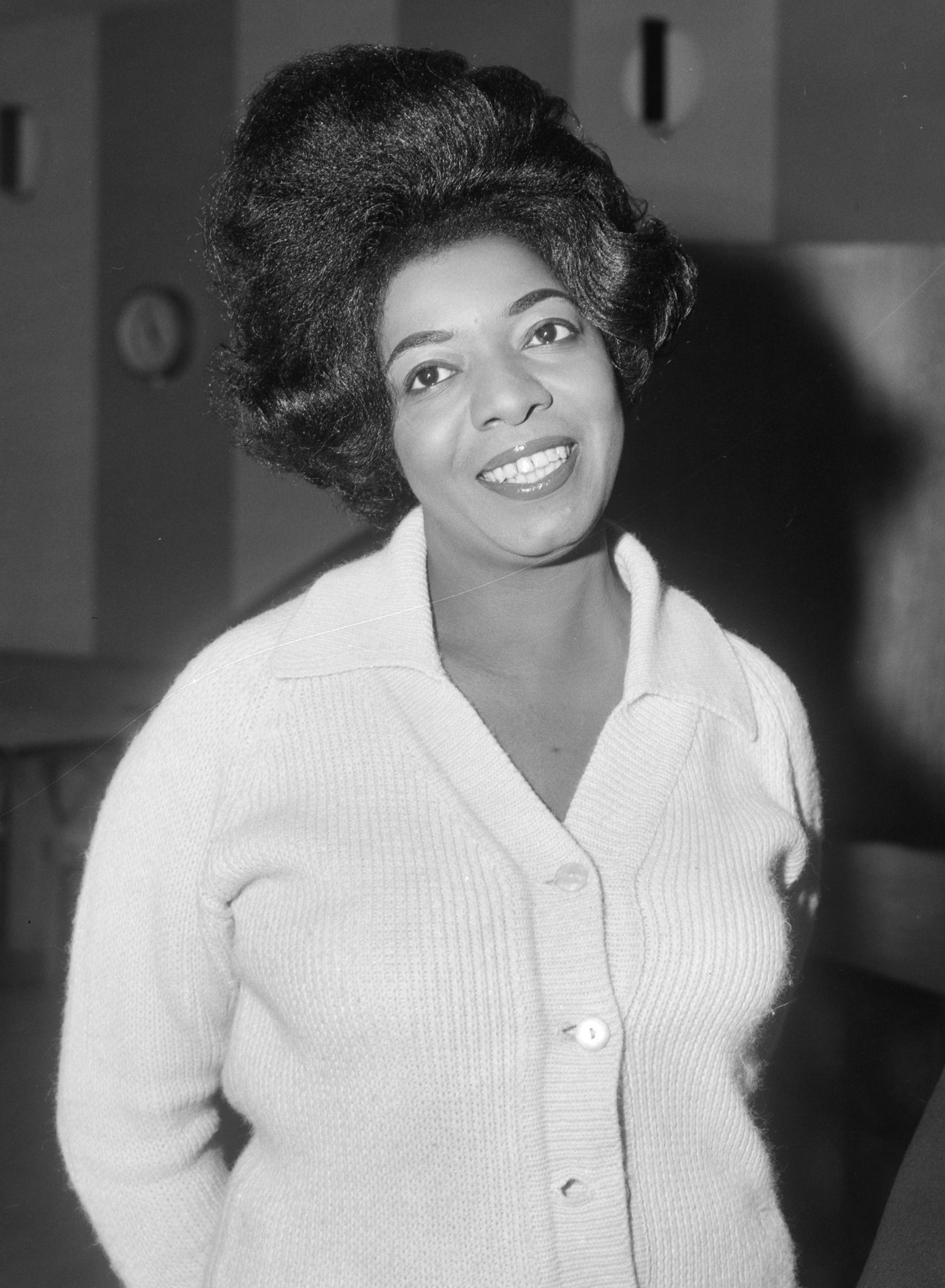
Dakota Staton
10 april

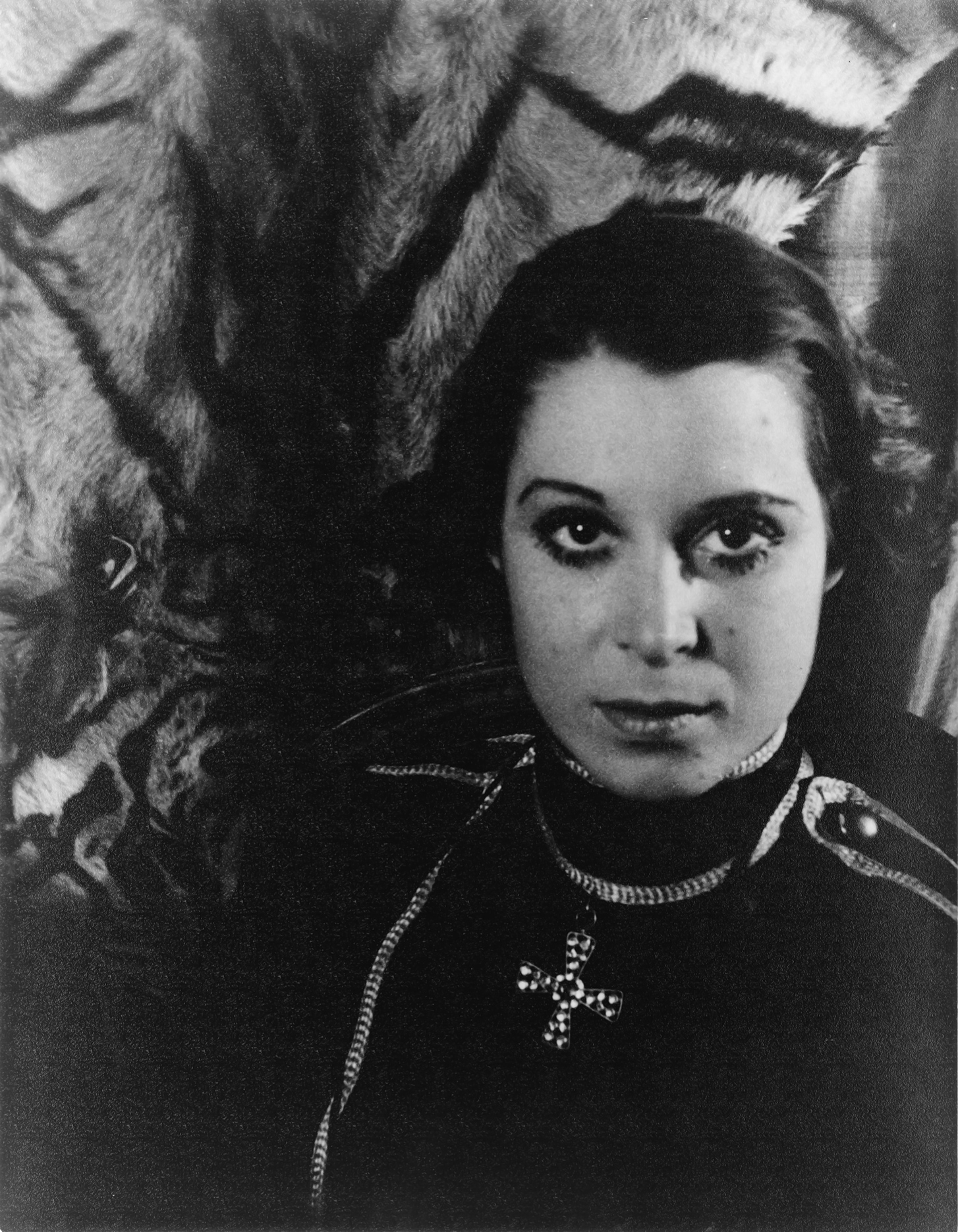
Kitty Carlisle Hart
17 april

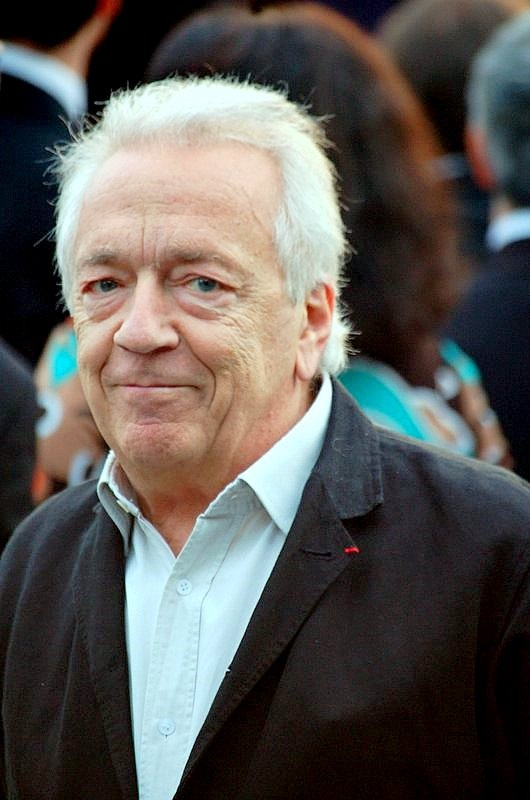
Jean-Pierre Cassel
19 april

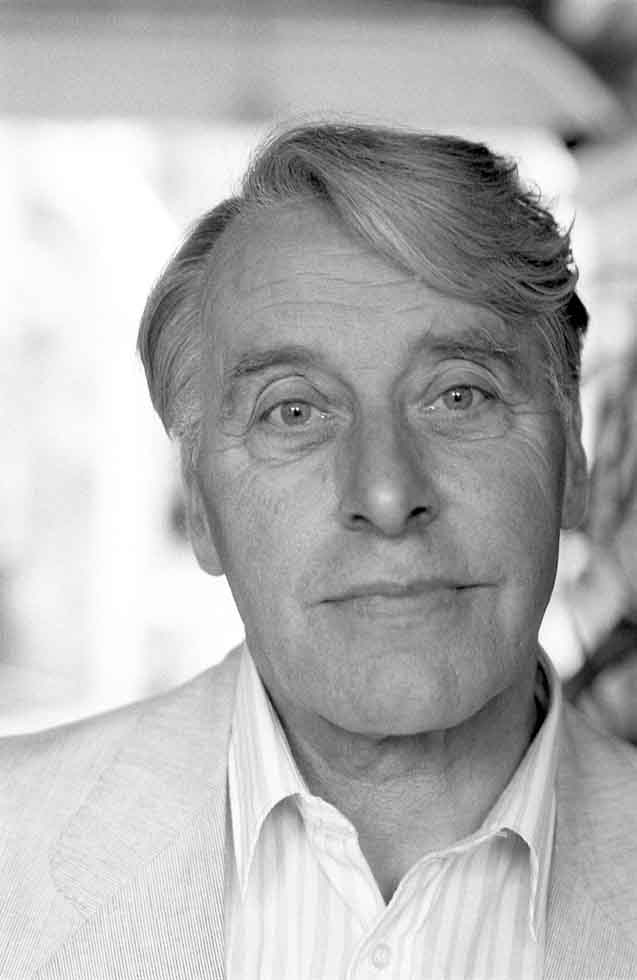
Enno Endt
21 april

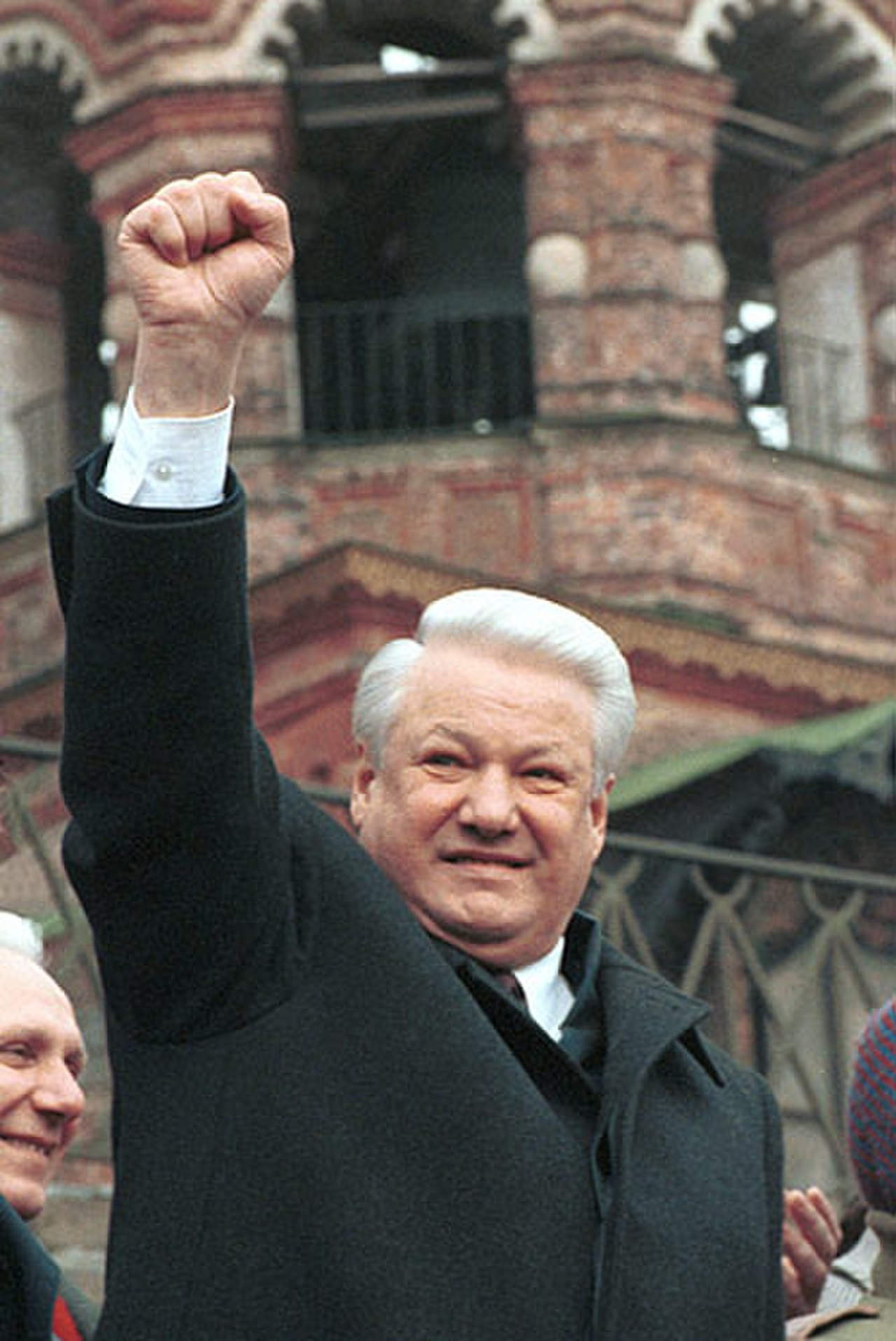
Boris Jeltsin
23 april

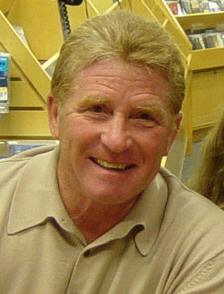
Alan Ball jr.
25 april

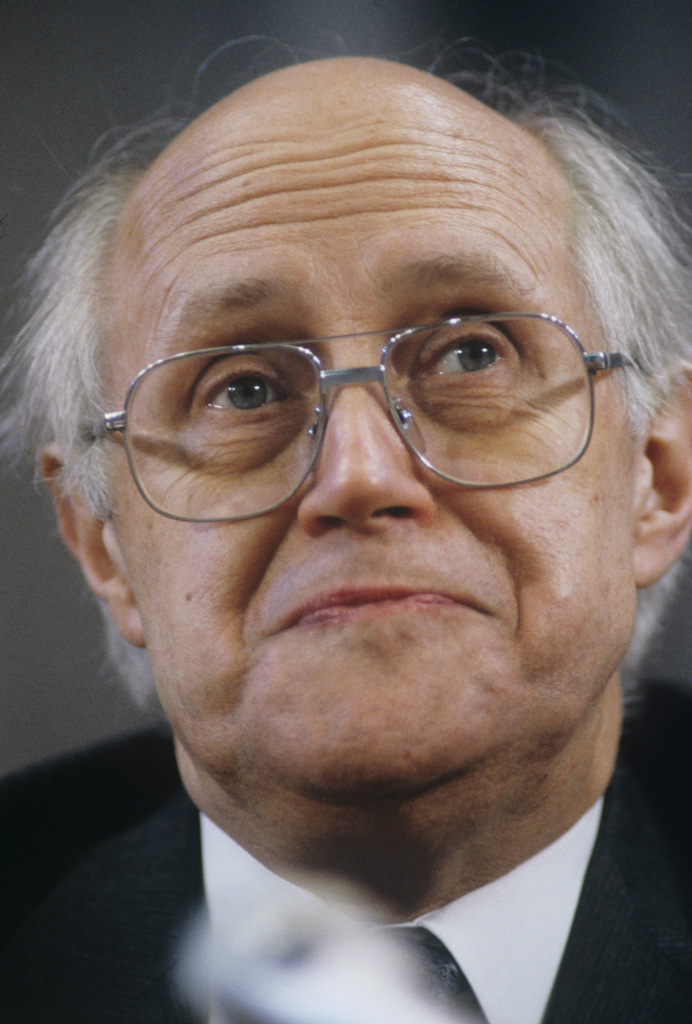
Mstislav Rostropovitsj
27 april

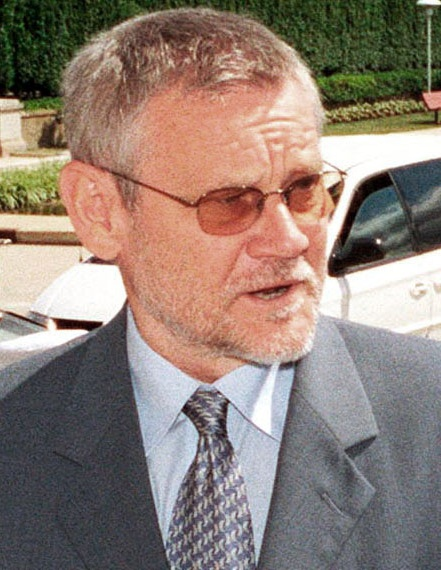
Ivica Račan
29 april

| 1 | 2 | 3 | 4 | 5 | 6 | 7 | 8 | 9 | 10 | 11 | 12 | 13 | 14 | 15 | 16 | 17 | 18 | 19 | 20 | 21 | 22 | 23 | 24 | 25 | 26 | 27 | 28 | 29 | 30 |
| - | - | - | - | - | - | - | - | - | -- | -- | -- | -- | -- | -- | -- | -- | -- | -- | -- | -- | -- | -- | -- | -- | -- | -- | -- | -- | -- |

### 1 april
- Pol Ankum (74), Nederlands econoom
- Driss Chraïbi (80), Marokkaans schrijver
- Hans Filbinger (93), Duits jurist en politicus
- Bob McMillen (79), Amerikaans atleet
- George Sewell (82), Brits acteur
- Albert Waalkens (86), Nederlands galeriehouder en kunstpromotor

### 2 april
- Henry Lee Giclas (96), Amerikaans sterrenkundige
- Tadjou Salou (32), Togolees voetballer
- Livio Vacchini (74), Zwitsers architect

### 3 april
- Marion Eames (86), Brits schrijfster en radioproducente
- Robin Montgomerie-Charrington (91), Brits autocoureur
- Roland Rens (54), Belgisch beeldhouwer en tekenaar
- Simon Suiker (60), Nederlands astroloog
- Nina Wang (69), Chinees ondernemer

### 4 april
- Bob Clark (67), Amerikaans filmregisseur, filmproducent en scenarioschrijver
- Soelejman Elmoerzajev (32), Tsjetsjeens vrijheidsstrijder
- Edward Mallory (76), Amerikaans acteur
- Hannie Singer-Dekker (89), Nederlands politica en rechtsgeleerde

### 5 april
- Maria Gripe (83), Zweeds kinderboekenschrijfster
- Thomas Stoltz Harvey (88), Amerikaans patholoog
- Mark St. John (51), Amerikaans rockmuzikant

### 6 april
- Luigi Comencini (90), Italiaans filmregisseur
- Jeff Uren (81), Brits auto- en rallycoureur

### 7 april
- Marià Gonzalvo (85), Spaans voetballer
- Johnny Hart (76), Amerikaans striptekenaar
- Brian Miller (70), Engels voetballer
- Barry Nelson (89), Amerikaans acteur

### 8 april
- Sol LeWitt (78), Amerikaans object- en conceptkunstenaar
- Robert Premsela (91), Nederlands uitgever

### 9 april
- Bernard Renooij (92), Nederlands organist en componist
- Satprem (83), Frans schrijver

### 10 april
- Raynier van Outryve d'Ydewalle (72), Belgisch bestuurder
- Dakota Staton (76), Amerikaans jazzzangeres

### 11 april
- Roscoe Lee Browne (81), Amerikaans acteur
- Loïc Leferme (36), Frans vrijduiker
- Ronald Speirs (86), Amerikaans militair
- Kurt Vonnegut (84), Amerikaans schrijver

### 12 april
- Maldwyn Jones (84), Brits historicus

### 13 april
- Peter Beil (69), Duits muzikant
- Marc Galle (76), Belgisch politicus en letterkundige
- Jan de Geus (61), Nederlands politiek bestuurder
- Matthias Hinze (38), Duits acteur
- Sjouke Jonker (82), Nederlands journalist en politicus
- Hans Koning (85), Nederlands-Amerikaans journalist, publicist en schrijver
- Nicanor Yñiguez (91), Filipijns politicus

### 14 april
- Robert Hegnauer (87), Zwitsers botanicus
- Don Ho (76), Amerikaans zanger en acteur
- René Rémond (88), Frans historicus

### 15 april
- Justine Saunders (54), Australisch actrice
- J. Alan Thomas (56), Amerikaans acteur

### 16 april
- András Béres (82), Belgisch voetballer en voetbaltrainer
- Maria Lenk (92), Braziliaans zwemster
- Liviu Librescu (76), Roemeens-Israëlisch werktuigbouwkundige
- H.H. Zwart (90), Nederlands burgemeester

### 17 april
- José Chennaux (90), Belgisch voetballer en voetbalbestuurder
- Kitty Carlisle Hart (96), Amerikaans actrice
- Irène Pétry (84), Belgisch politica

### 18 april
- Pieke Dassen (80), Nederlands acteur en poppenspeler
- Itcho Ito (61), Japans burgemeester
- Andrej Kvašňák (70), Slowaaks voetballer

### 19 april
- Ken Albers (82), Amerikaans zanger
- Jean-Pierre Cassel (74), Frans acteur
- Paulo Prata (59), Braziliaans muzikant
- Laurens Straub (62), Nederlands filmmaker

### 20 april
- Ad Geelhoed (64), Nederlands topambtenaar en jurist
- Kees Visscher (77), Nederlands schrijver en verteller
- Michael Fu Tieshan (75), Chinees geestelijke

### 21 april
- Magda Castelein (61), Belgisch dichteres en kunstenares
- Enno Endt (83), Nederlands letterkundige en publicist
- Parry O'Brien (75), Amerikaans atleet
- Jef Van den Berg (89), Belgisch componist, pianist en televisieregisseur

### 22 april
- Anne Pitoniak (85), Amerikaans actrice
- Rommy (57), Nederlands volkszanger
- Rolof van Hövell tot Westervlier en Wezeveld (89), Nederlands burgemeester

### 23 april
- Riet Daamen-van Houte (77), Nederlands politicus
- David Halberstam (73), Amerikaans journalist en schrijver
- Boris Jeltsin (76), president van Rusland

### 24 april
- Wiske Van Weyenberg (87), Belgisch bestuurster
- Kate Walsh (60), Iers politicus

### 25 april
- Alan Ball jr. (61), Engels voetballer en voetbaltrainer
- Moises Bicentini (75), Nederlands-Antilliaans voetballer
- Barbara Blida (57), Pools politica
- Libera Carlier (81), Belgisch schrijver

### 26 april
- Jack Valenti (85), Amerikaans politicus en lobbyist

### 27 april
- Karel Dillen (81), Belgisch politicus
- Kirill Lavrov (81), Russisch acteur
- Marcel Meyers (85), Belgisch burgemeester
- Mstislav Rostropovitsj (80), Russisch cellist en dirigent

### 28 april
- Henk Fortuin (90), Nederlands kunstschilder
- Dabbs Greer (90), Amerikaans acteur
- Silvo Plut (38), Sloveens seriemoordenaar
- Carl Friedrich von Weizsäcker (94), Duits natuurkundige en filosoof

### 29 april
- Ivica Račan (63), premier van Kroatië

### 30 april
- Grégory Lemarchal (23), Frans zanger
- Tom Poston (85), Amerikaans acteur, komiek en presentator
- Gordon Scott (80), Amerikaans acteur
- Arsène Vaillant (84), Belgisch voetballer en sportjournalist
- André Valardy (68), Belgisch acteur, komiek en filmregisseur

## Mei

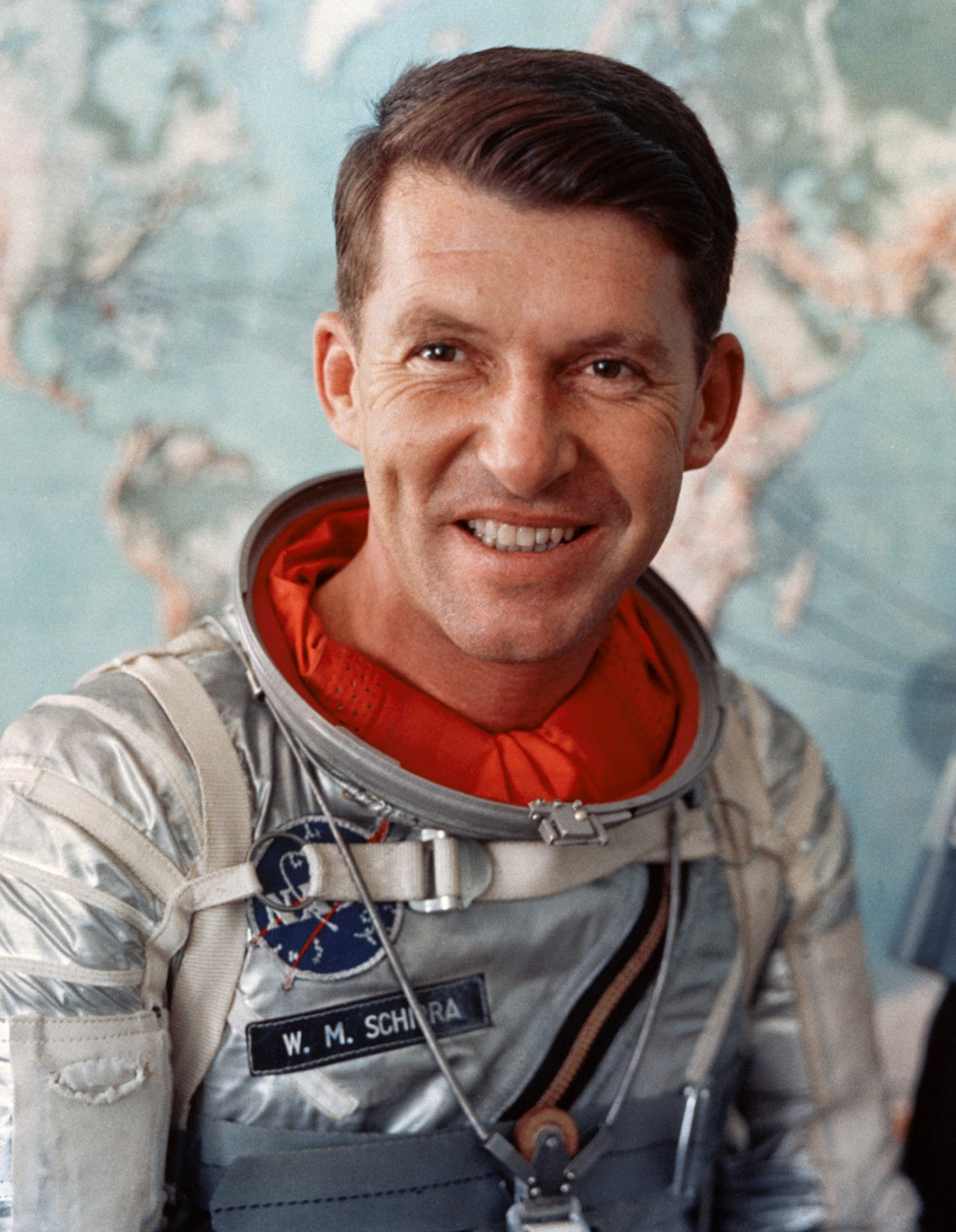
Walter Schirra
3 mei

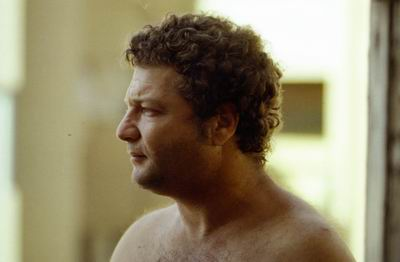
Raffi Lavie
7 mei

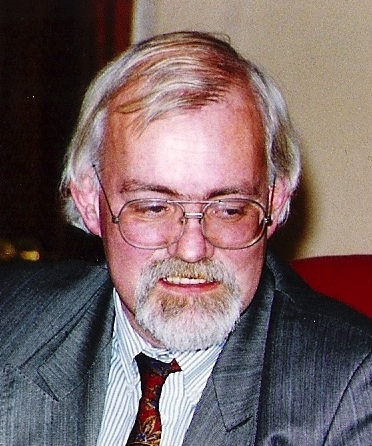
Piet Hoogendoorn
10 mei

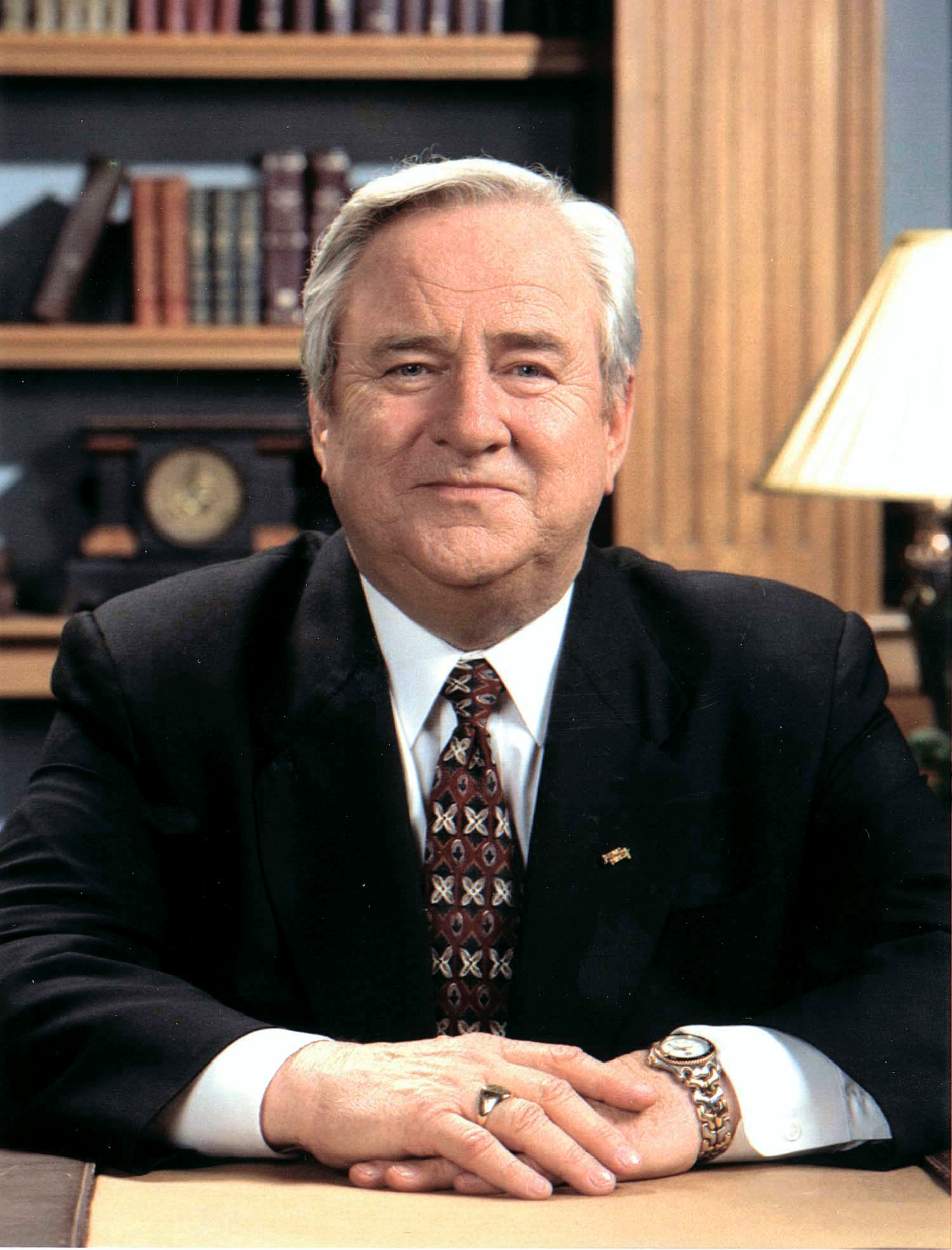
Jerry Falwell
15 mei

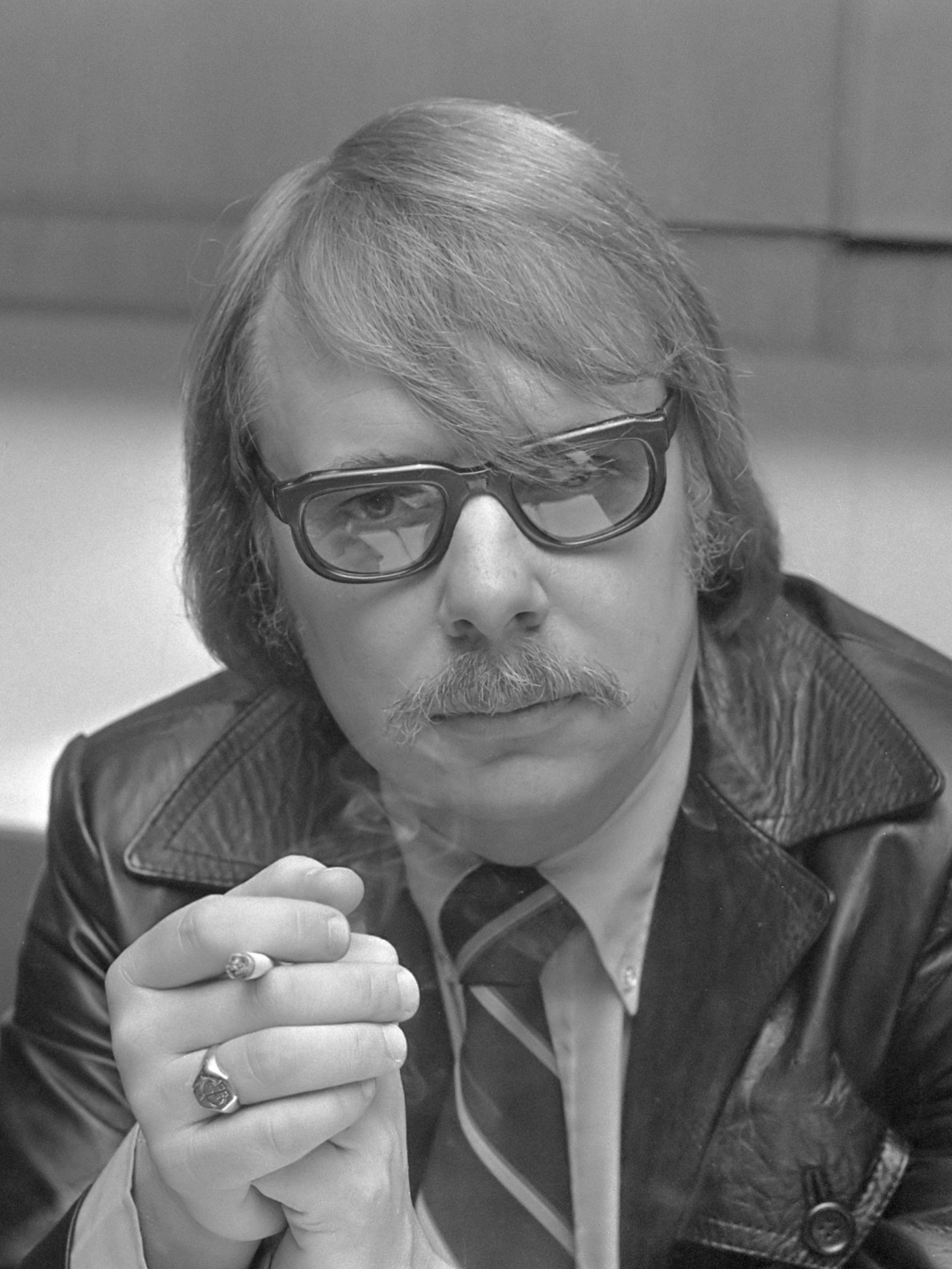
Theo Ordeman
15 mei

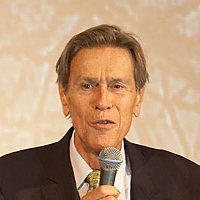
Pierre-Gilles de Gennes
18 mei

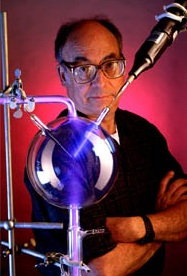
Stanley Miller
20 mei

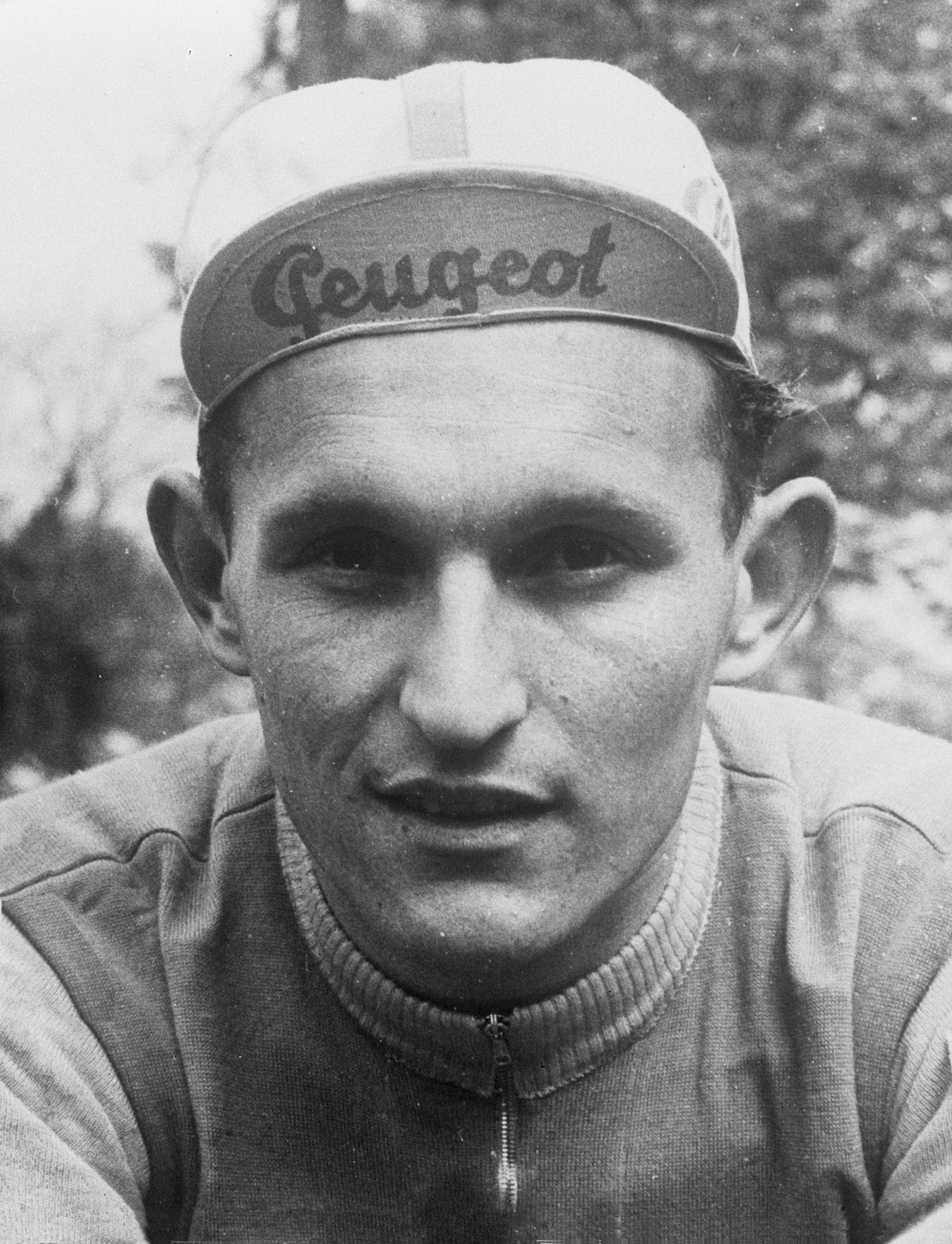
Jef Planckaert
22 mei

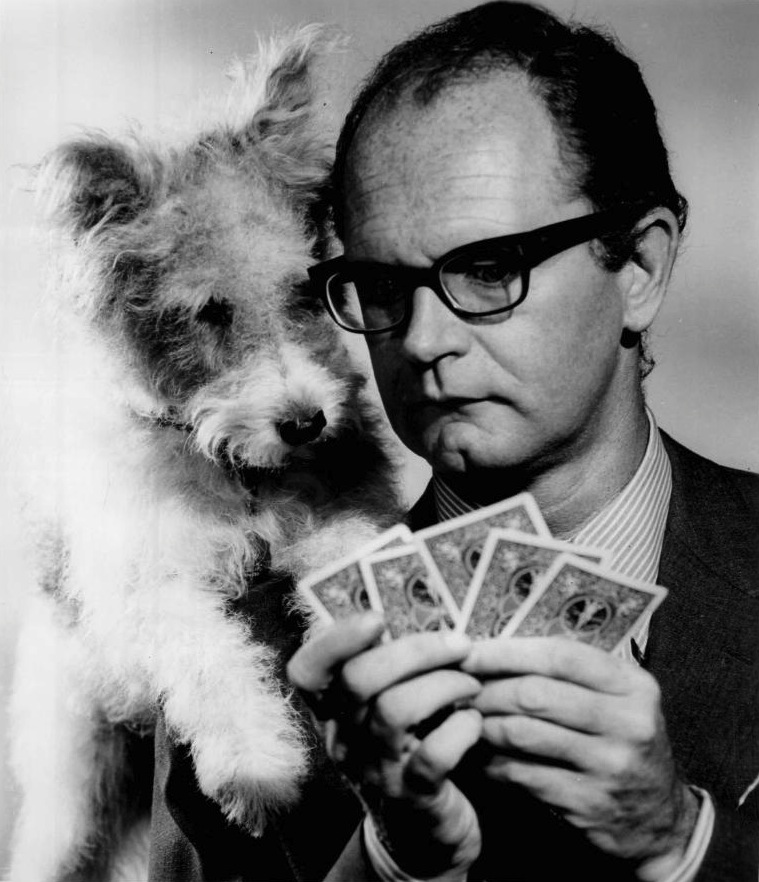
Charles Nelson Reilly
25 mei

| 1 | 2 | 3 | 4 | 5 | 6 | 7 | 8 | 9 | 10 | 11 | 12 | 13 | 14 | 15 | 16 | 17 | 18 | 19 | 20 | 21 | 22 | 23 | 24 | 25 | 26 | 27 | 28 | 29 | 30 | 31 |
| - | - | - | - | - | - | - | - | - | -- | -- | -- | -- | -- | -- | -- | -- | -- | -- | -- | -- | -- | -- | -- | -- | -- | -- | -- | -- | -- | -- |

### 1 mei
- Sjaak Hubregtse (63), Nederlands letterkundige en publicist
- Koos Kleij (92), Nederlands voetballer
- Fermín Trueba (92), Spaans wielrenner

### 3 mei
- Theo van Besouw (88), Nederlands militair
- Bart Bongers (60), Nederlands waterpolospeler
- Adriaan de Keizer (84), Nederlands verzetsstrijder
- Walter Schirra (84), Amerikaans ruimtevaarder

### 4 mei
- Jacques Hetsen (61), Nederlands muziekmanager
- Florent Vanvaerenbergh (82), Belgisch wielerploegleider
- Mamadou Zaré (45), Ivoriaans voetballer en voetbalcoach

### 5 mei
- Theodore Maiman (79), Amerikaans natuurkundige
- Anthony Mitchell (39), Brits journalist
- Gusti Wolf (95), Oostenrijks actrice

### 6 mei
- Lesley Blanch (102), Brits schrijfster, publiciste en moderedactrice
- Roman Kintanar (77), Filipijns meteoroloog
- Đorđe Novković (63), Kroatische songwriter

### 7 mei
- Isabella Blow (48), Brits modejournaliste
- Ron Jefferson (81), Amerikaans jazzdrummer
- Raffi Lavie (70), Israëlisch kunstschilder
- Redza Piyadasa (67), Maleisisch kunstenaar, kunstcriticus en -geschiedkundige
- Nicholas Worth (69), Amerikaans acteur

### 8 mei
- Mark Burns (71), Brits acteur

### 9 mei
- Alfred Chandler (88), Amerikaans economisch historicus en bedrijfskundige
- Gino Pariani (79), Amerikaans voetballer

### 10 mei
- Piet Hoogendoorn (60), Nederlands politiek bestuurder

### 11 mei
- Malietoa Tanumafili II (94), staatshoofd van Samoa

### 12 mei
- Dadullah (41), Afghaans militair leider van de Taliban
- Willem Heesen (82), Nederlands kunstenaar
- René Libert (85), Belgisch atleet

### 13 mei
- Jan Andel (68), Nederlands burgemeester
- Ton Bus (84), Nederlands burgemeester
- Chen Xiaoxu (41), Chinees actrice en zakenvrouw

### 14 mei
- Hans Asselbergs (53), Nederlands componist
- Henk Berendsen (60), Nederlands fysisch geograaf
- Aaron McMillan (30), Australisch pianist
- Wolfgang Rösser (93), Oost-Duits politicus

### 15 mei
- Jerry Falwell (73), Amerikaans televisiepredikant
- Theo Ordeman (75), Nederlands televisieregisseur en -producent
- Beryl Swain (71), Brits motorcoureur

### 16 mei
- Mary Douglas (86), Brits antropologe
- Terry Ryan (59), Amerikaans schrijver

### 17 mei
- Lloyd Alexander (83), Amerikaans schrijver
- Lode Van Biervliet (79), Belgisch politicus

### 18 mei
- Pierre-Gilles de Gennes (74), Frans natuurkundige
- Yoyoy Villame (74), Filipijns zanger en acteur

### 19 mei
- William Ferguson (67), Zuid-Afrikaans autocoureur
- Jack Findlay (72), Australisch motorcoureur

### 20 mei
- Baruch Kimmerling (67), Israëlisch socioloog, politicoloog en historicus
- Stanley Miller (77), Amerikaans scheikundige en bioloog
- Norman Von Nida (93), Australisch golfspeler

### 22 mei
- Henk van 't Kaar (71), Nederlands burgemeester
- Jef Planckaert (73), Belgisch wielrenner
- Harry N. Sierman (80), Nederlands grafisch ontwerper

### 23 mei
- Etienne Elias (71), Belgisch kunstschilder
- Kei Kumai (76), Japans filmregisseur
- Dirk Van Esbroeck (60), Belgisch muzikant en theatermaker

### 24 mei
- Jo Röpcke (78), Belgisch filmrecensent en tv-presentator

### 25 mei
- Charles Nelson Reilly (76), Amerikaans acteur, komiek en regisseur
- Reinout Vreijling (81), Nederlands dichter

### 27 mei
- Louis Mestdagh (90), Belgisch priester, documentairemaker en zanger

### 28 mei
- Jörg Immendorff (61), Duits kunstschilder
- Toshikatsu Matsuoka (62), Japans minister

### 30 mei
- Jean-Claude Brialy (74), Frans acteur, regisseur en scenarioschrijver
- Lambert van Heygen (86), Nederlands geestelijke
- Jan Roëde (92), Nederlands kunstenaar, illustrator en schrijver
- Kitty Verbeek (88), Nederlands medicus

## Juni

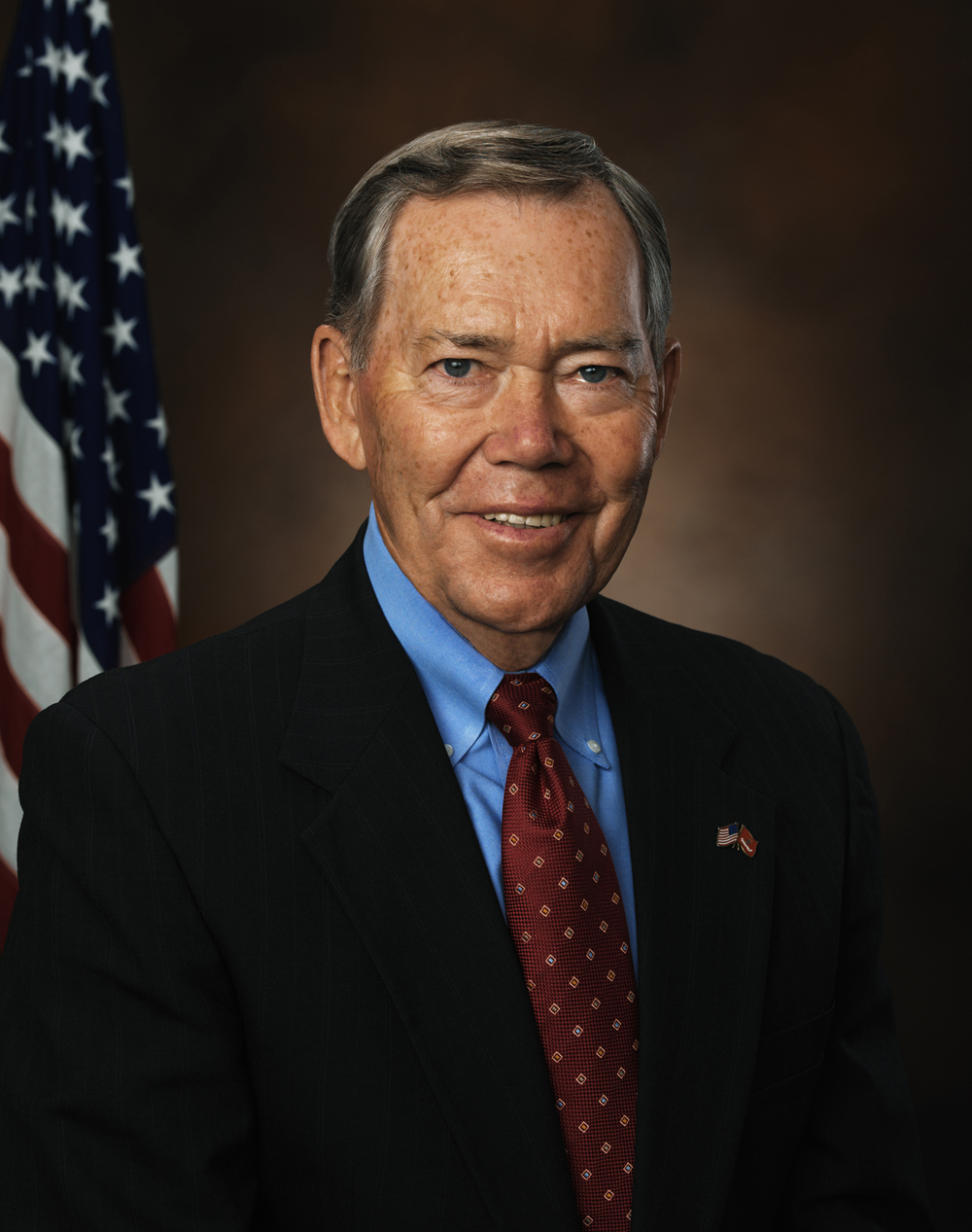
Craig Thomas
4 juni

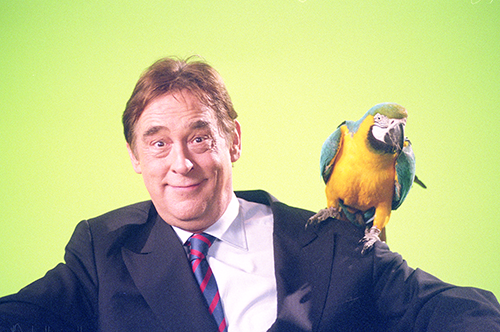
Gert-Jan Dröge
5 juni

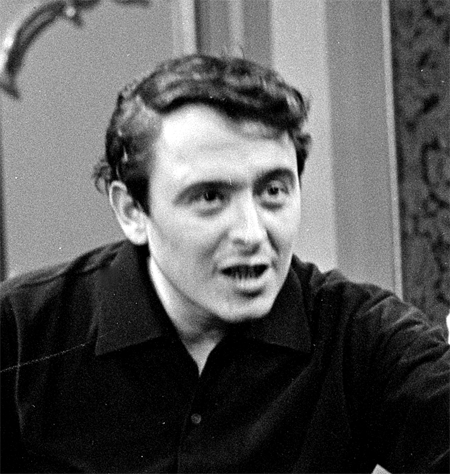
Stefan Felsenthal
6 juni

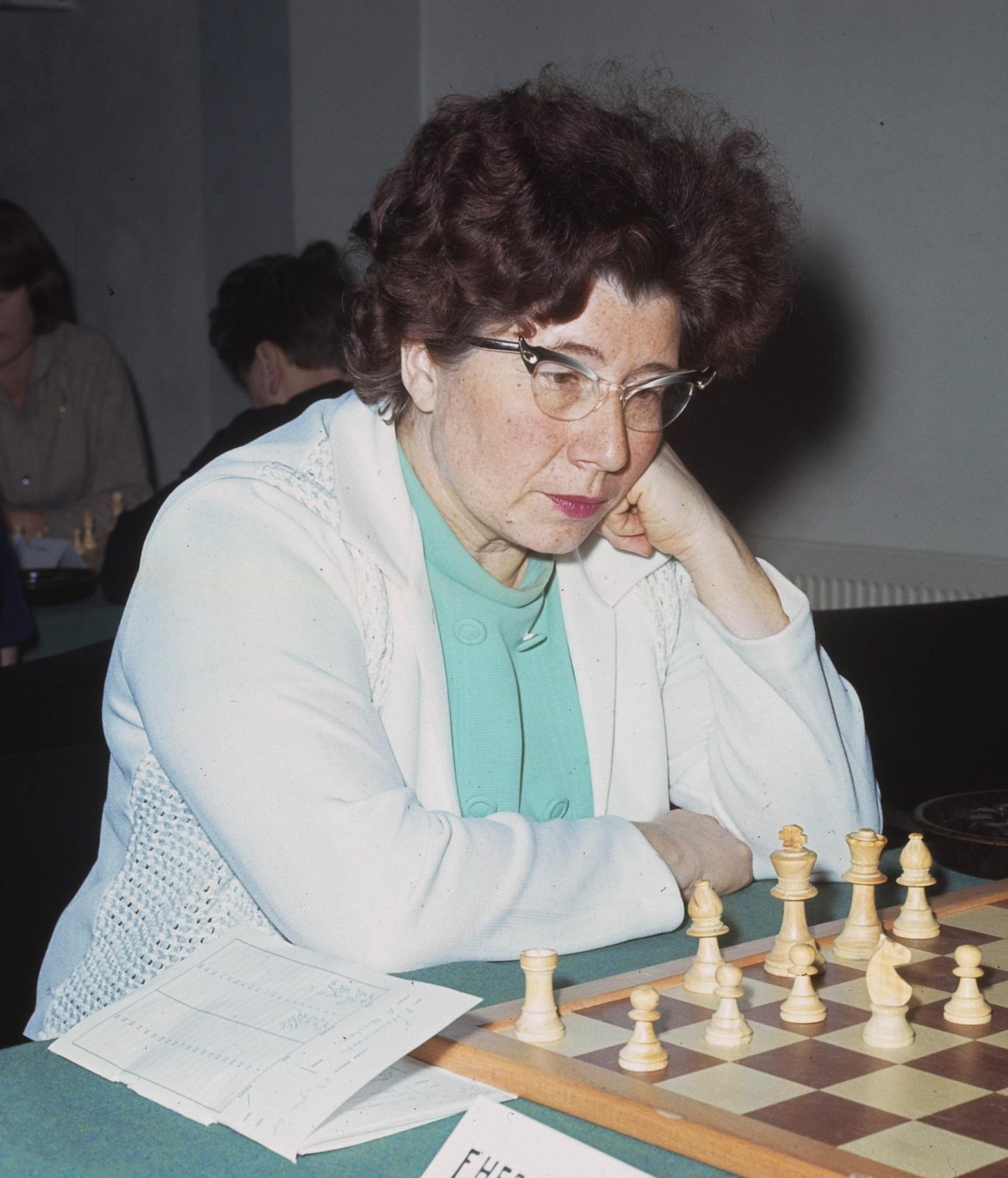
Fenny Heemskerk
8 juni

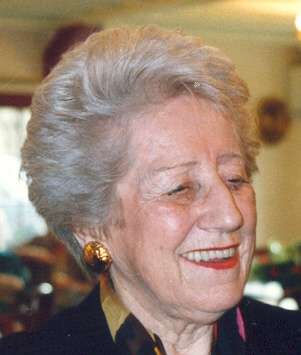
Wil Fruytier
13 juni

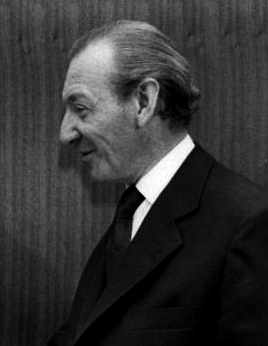
Kurt Waldheim
14 juni

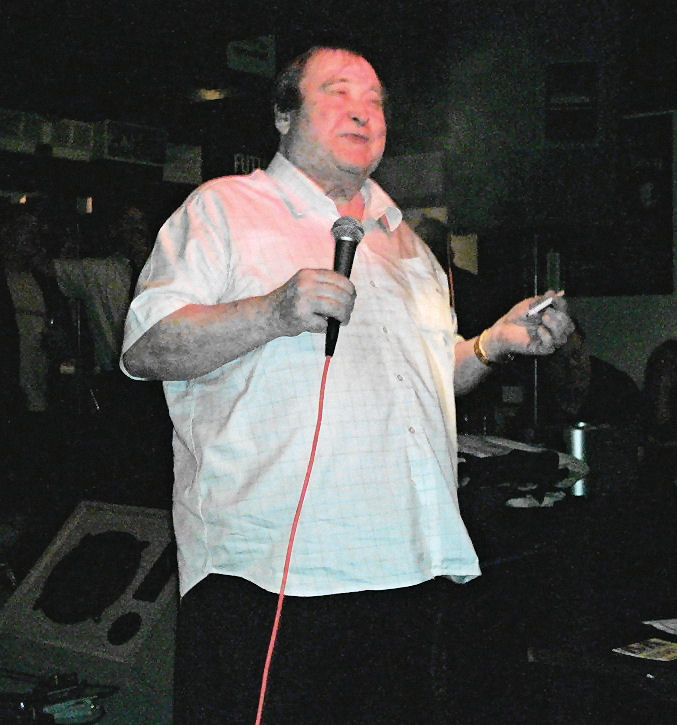
Bernard Manning
18 juni

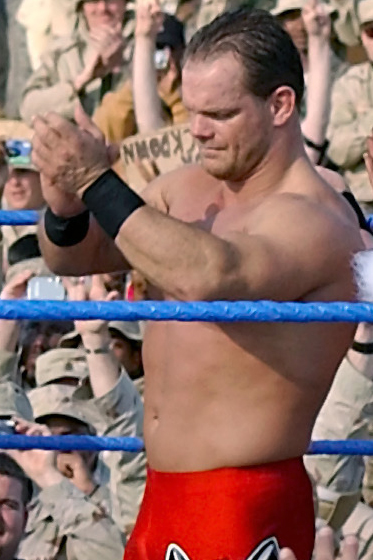
Chris Benoit
24 juni

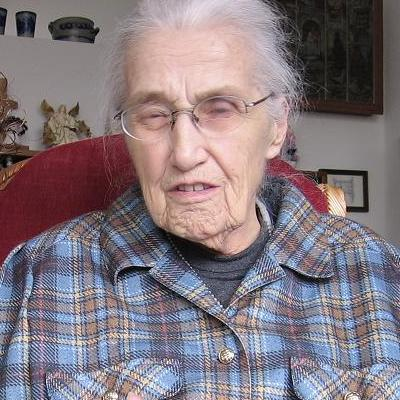
Alida Bosshardt
25 juni

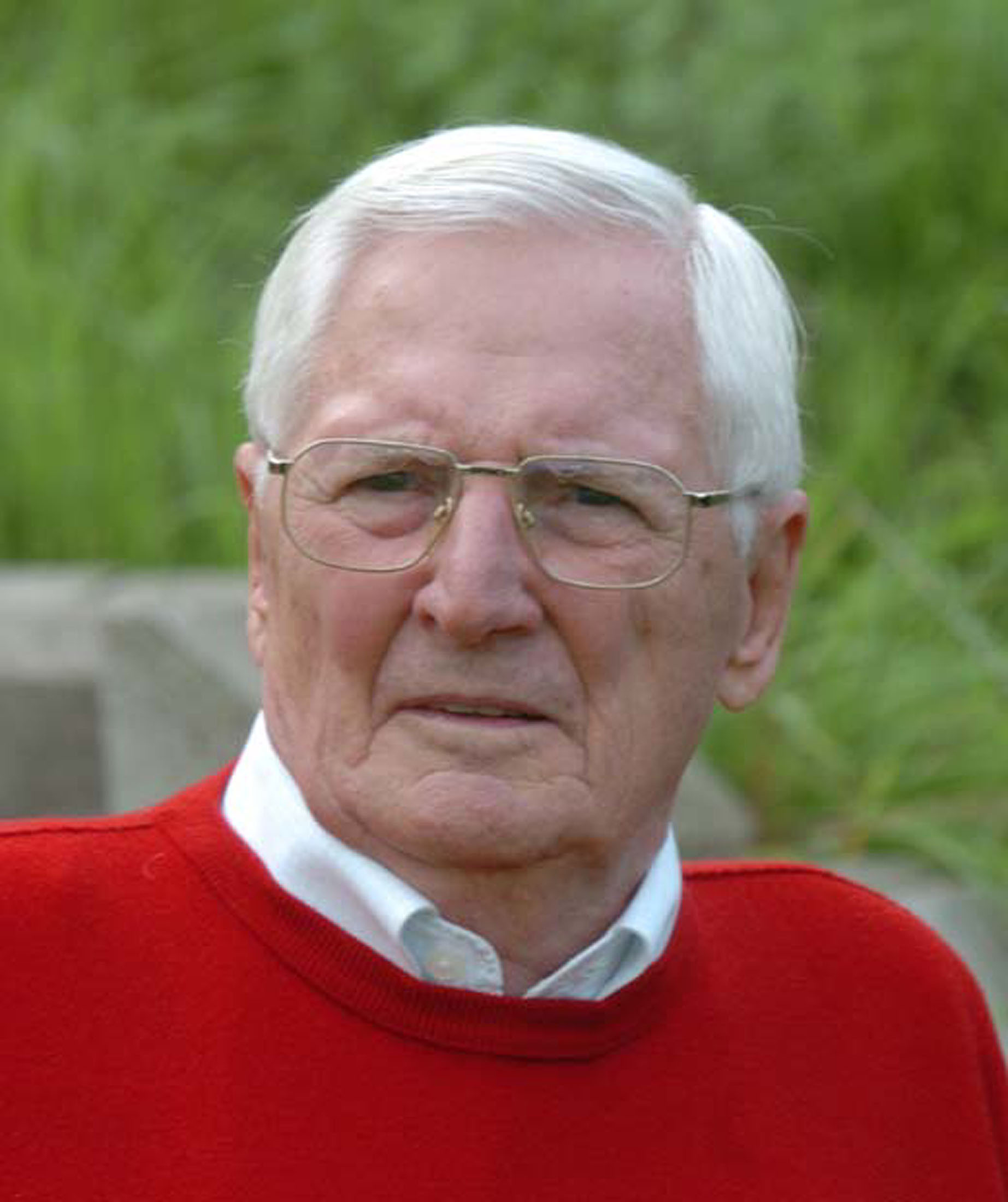
Jupp Derwall
26 juni

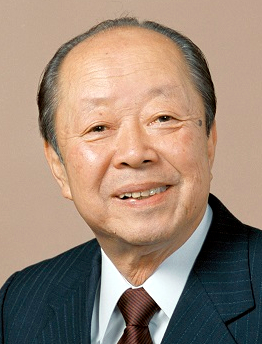
Kiichi Miyazawa
28 juni

| 1 | 2 | 3 | 4 | 5 | 6 | 7 | 8 | 9 | 10 | 11 | 12 | 13 | 14 | 15 | 16 | 17 | 18 | 19 | 20 | 21 | 22 | 23 | 24 | 25 | 26 | 27 | 28 | 29 | 30 |
| - | - | - | - | - | - | - | - | - | -- | -- | -- | -- | -- | -- | -- | -- | -- | -- | -- | -- | -- | -- | -- | -- | -- | -- | -- | -- | -- |

### 1 juni
- Kasma Booty (75), Maleisisch actrice
- Tony Thompson (31), Amerikaans zanger

### 2 juni
- Wolfgang Hilbig (65), Duits schrijver en dichter
- Huang Ju (68), Chinees politicus

### 3 juni
- Richard Attipoe (51), Togolees politicus

### 4 juni
- Craig Thomas (74), Amerikaans politicus

### 5 juni
- Gert-Jan Dröge (64), Nederlands tv-presentator, programmamaker en journalist
- Hans van den Hoek (78), Nederlands zanger, acteur en danser
- Anton Kothuis (72), Nederlands filmregisseur en acteur

### 6 juni
- Stefan Felsenthal (74), Nederlands acteur en televisieregisseur
- J.F.G. Knorr (77), Nederlands politicus
- Gerrit Mintjes (58), Nederlands voetballer

### 7 juni
- Piet van der Harst (87), Nederlands verzetsstrijder

1. Regel in genummerde lijst

### 8 juni
- Aden Abdullah Osman Daar (99), Somalisch politicus
- Fenny Heemskerk (87), Nederlands schaakster
- Richard Rorty (75), Amerikaans filosoof
- Dirk Vellenga (59), Nederlands journalist, publicist en schrijver

### 9 juni
- Ousmane Sembène (84), Senegalees filmregisseur

### 10 juni
- Frans de Boer (77), Nederlands cartoonist
- Sjarel Branckaerts (59), Belgisch acteur
- André Wynen (83), Belgisch arts en verzetsstrijder

### 11 juni
- Jamal Abu al-Jediyan (45), Palestijns politicus
- Yvonne Lambert (102), Belgisch politica en bestuurster
- Hanny Michaelis (84), Nederlands dichteres

### 12 juni
- Elodie Van den Bossche (108), Belgisch honderdplusser

### 13 juni
- Walid Eido (65), Libanees jurist en politicus
- Wil Fruytier (92), Nederlands textielkunstenaar

### 14 juni
- Jacob Henk Burger (71), Nederlands burgemeester
- Wim Gerlach (71), Nederlands bokser
- Ruth Graham (87), Amerikaans christelijk activiste, dichteres en schrijfster
- Jacques Simonet (43), Belgisch politicus en advocaat
- Kurt Waldheim (88), Oostenrijks politicus en diplomaat

### 15 juni
- Kees Krijgh (85), Nederlands voetballer
- Sherri Russell (49), Amerikaans professioneel worstelaarster
- Piet Reckman (78), Nederlands politiek activist en publicist

### 16 juni
- François De Ridder (55), Belgisch dirigent

### 17 juni
- Angelo Felici (87), Italiaans kardinaal
- Gianfranco Ferré (62), Italiaans modeontwerper
- Ed Friendly (85), Amerikaanse televisieproducent

### 18 juni
- Bernard Manning (76), Brits komiek
- Hank Medress (68), Amerikaans zanger en producer

### 19 juni
- Antonio Aguilar (88), Mexicaans zanger en acteur
- Klausjürgen Wussow (78), Duits acteur

### 20 juni
- Ernie Brunings (62), Surinaams politicus en bioloog
- Josée Nicola (88), Belgisch balletdanseres
- Bart Tromp (62), Nederlands socioloog, politicoloog en columnist

### 21 juni
- Gerrit Voges (74), Nederlands voetballer

### 22 juni
- Luciano Fabro (70), Italiaans kunstenaar
- Dorothea Orem (92), Amerikaans verpleegkundige
- Erik Parlevliet (43), Nederlands hockeyspeler
- Gilbert Seresia (84), Belgisch burgemeester

### 24 juni
- Chris Benoit (40), Canadees worstelaar
- Léon Jeck (60), Belgisch voetballer
- Bob Kroon (82), Nederlands journalist

### 25 juni
- Alida Bosshardt (94), Nederlands heilsoldate
- Cajo Brendel (92), Nederlands journalist en communistisch activist
- Michel Lotito (57), Frans entertainer
- Herman Wessels (53), Nederlands ondernemer en voetbalbestuurder

### 26 juni
- Jupp Derwall (80), Duits voetballer en voetbalcoach

### 27 juni
- Patrick Allotey (28), Ghanees voetballer

### 28 juni
- Julien Pauwels (73), stadsomroeper in Gent
- Jess Weiss (90), Amerikaans medicus
- Kiichi Miyazawa (87), Japans politicus en premier

### 29 juni
- Orhan Doğan (51), Turks-Koerdisch politicus en jurist
- Gerard van der Meer Mohr (89), Nederlands militair

### 30 juni
- Willis Schaefer (78), Amerikaans componist en dirigent

## Juli

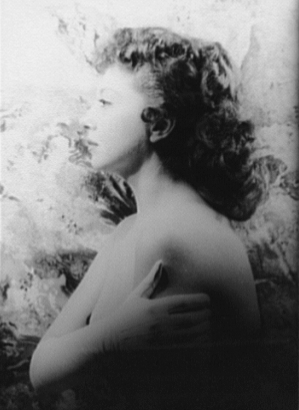
Beverly Sills
2 juli

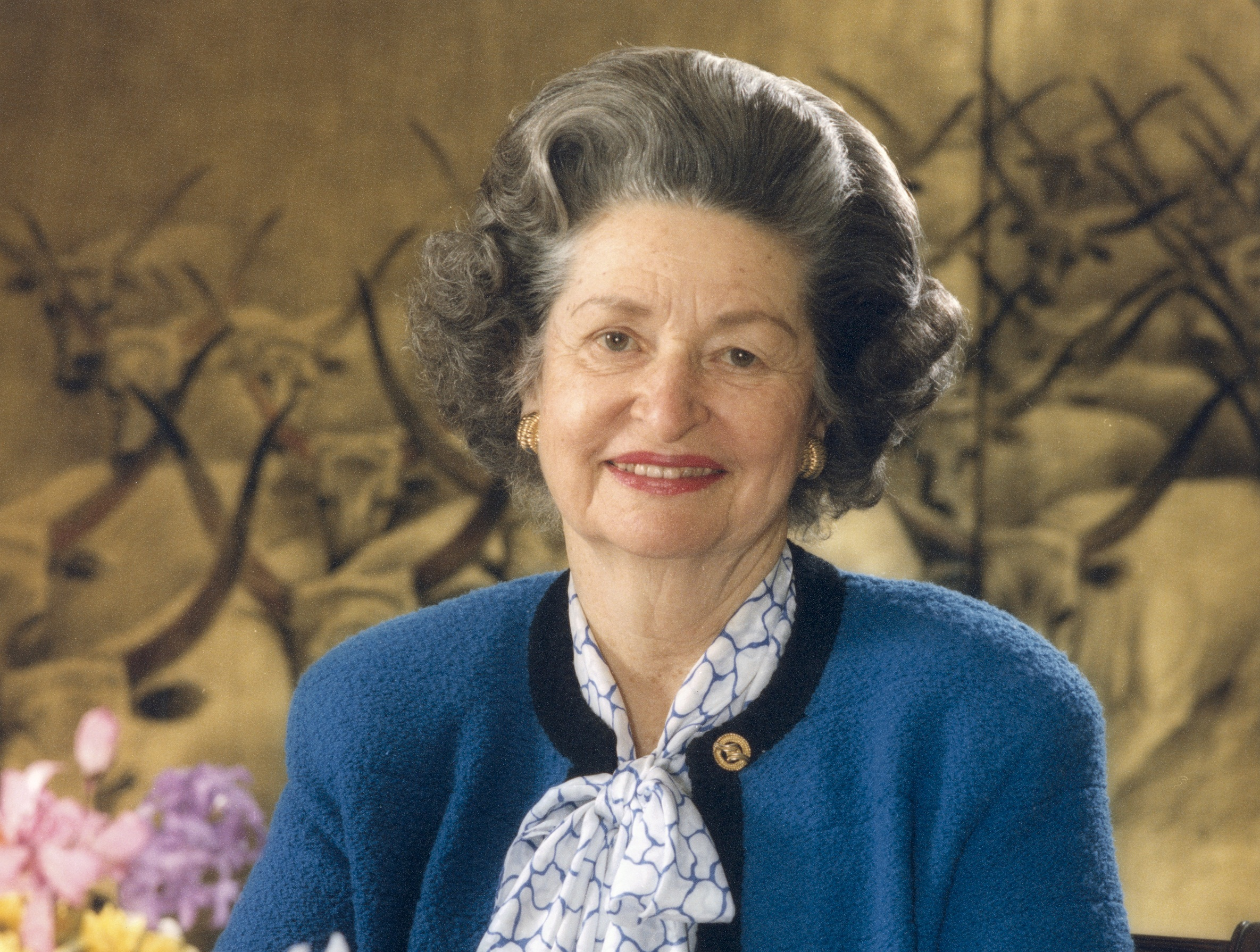
Lady Bird Johnson
11 juli

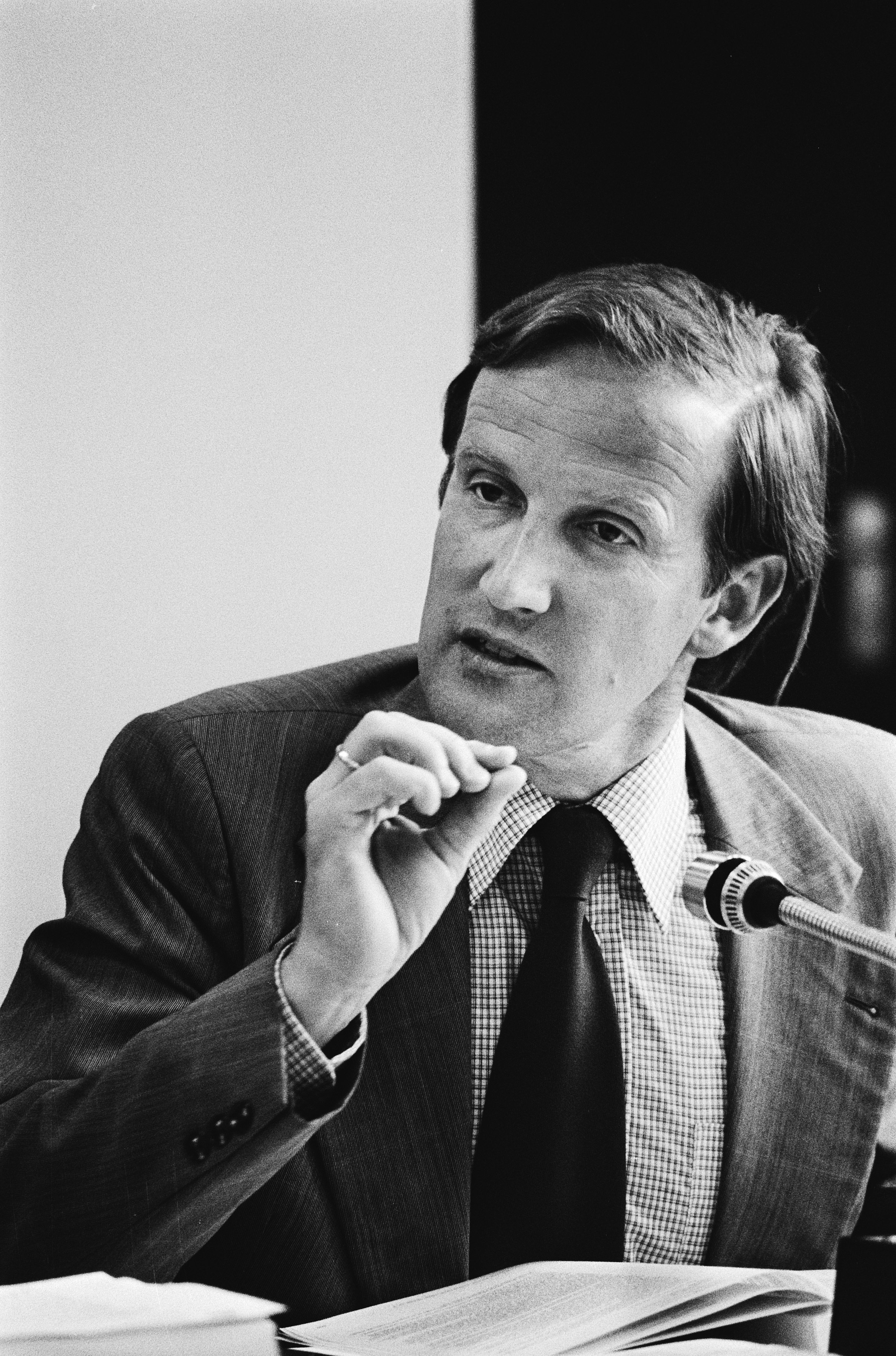
Schelto Patijn
15 juli

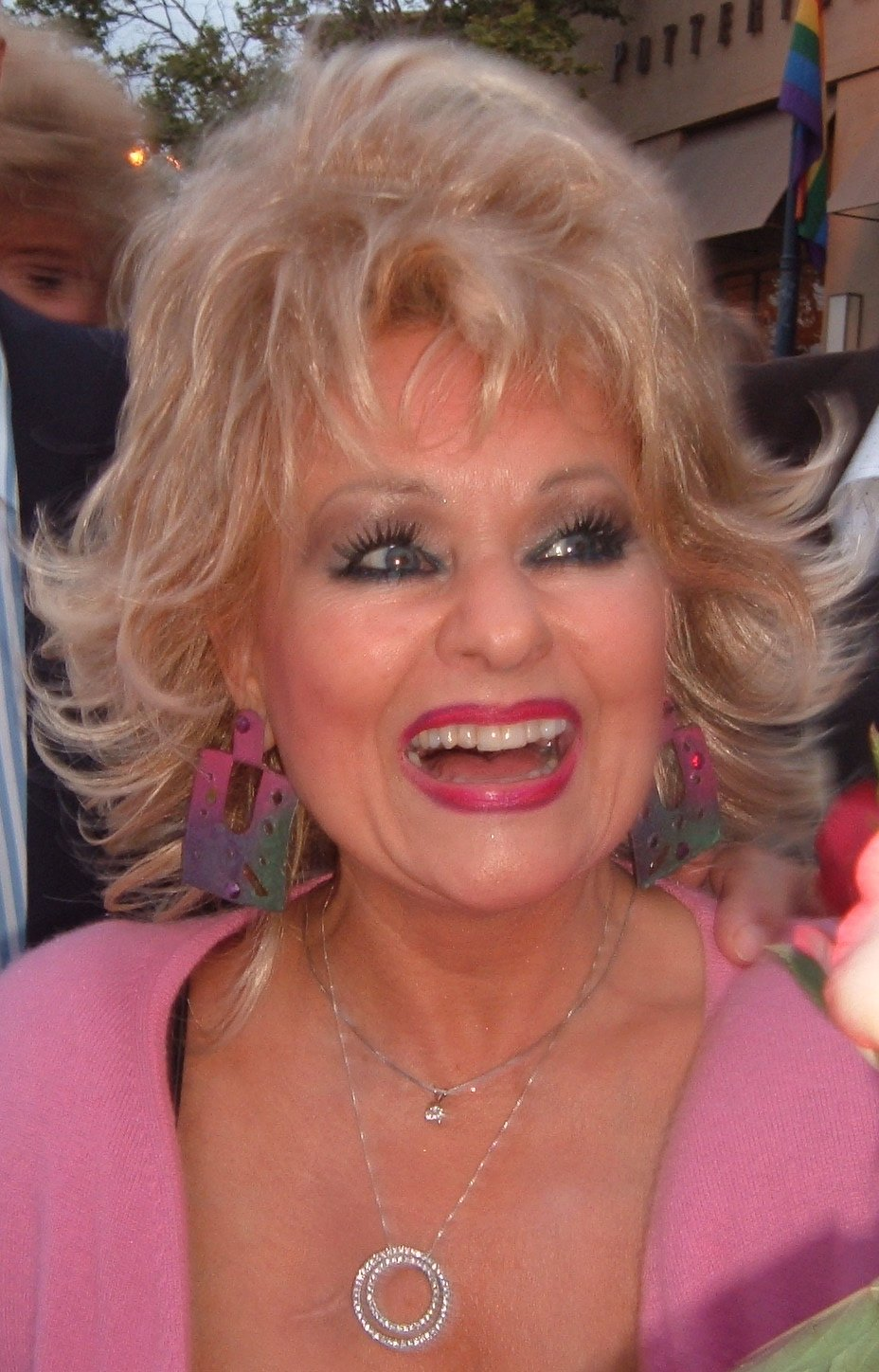
Tammy Faye Messner
20 juli

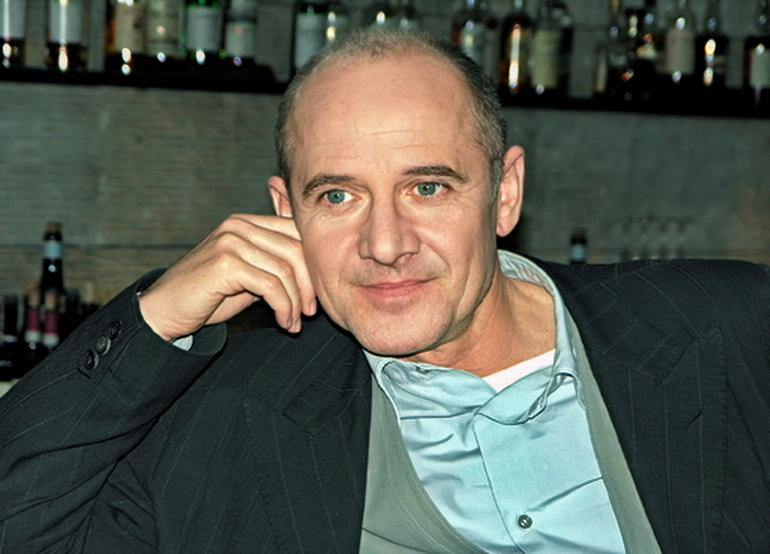
Ulrich Mühe
22 juli

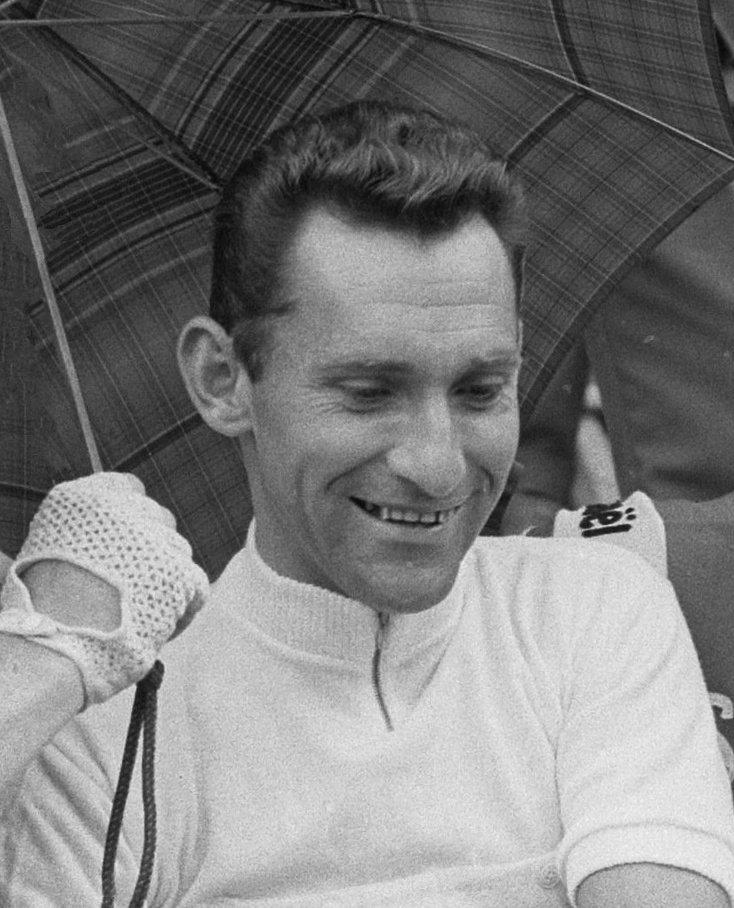
Jean Stablinski
22 juli

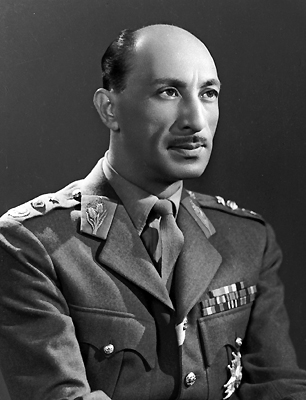
Mohammed Zahir Sjah
23 juli

| 1 | 2 | 3 | 4 | 5 | 6 | 7 | 8 | 9 | 10 | 11 | 12 | 13 | 14 | 15 | 16 | 17 | 18 | 19 | 20 | 21 | 22 | 23 | 24 | 25 | 26 | 27 | 28 | 29 | 30 | 31 |
| - | - | - | - | - | - | - | - | - | -- | -- | -- | -- | -- | -- | -- | -- | -- | -- | -- | -- | -- | -- | -- | -- | -- | -- | -- | -- | -- | -- |

### 1 juli
- Reinhoud D'Haese (79), Belgisch beeldhouwer, tekenaar en graficus
- Jörg Kalt (40), Oostenrijks filmmaker
- Antonio Talamini (83), Italiaans ijsmaker

### 2 juli
- Volker Eckert (48), Duits seriemoordenaar
- Beverly Sills (78), Amerikaans sopraanzangeres
- Hy Zaret (89), Amerikaans tekstschrijver en componist

### 3 juli
- Claude Pompidou (94), Frans presidentsvrouw
- Boots Randolph (80), Amerikaans saxofonist
- Herman Smitshuijzen (86), Nederlands zwemmer

### 4 juli
- Liane Bahler (25), Duits wielrenster

### 7 juli
- Alemão (23), Braziliaans voetballer

### 8 juli
- Chandra Shekhar (80), Indiaas politicus

### 11 juli
- Theo Ehrlicher (91), Nederlands gitarist
- Lady Bird Johnson (94), Amerikaans presidentsvrouw
- Gustave Vangu Mambweni (57), Congolees politicus

### 12 juli
- Paul Akkermans (83), Belgisch politicus

### 13 juli
- Edmond Dubrunfaut (87), Belgisch beeldend kunstenaar
- Otto von der Gablentz (76), Duits diplomaat
- Zdeněk Lukáš (78), Tsjechisch componist en dirigent

### 15 juli
- Christian Eleko Botuna (57), Congolees politicus
- Kelly Johnson (49), Brits gitariste
- Schelto Patijn (70), Nederlands politicus

### 16 juli
- Dmitri Prigov (66), Russisch architect, artiest, dichter en dissident

### 17 juli
- Teresa Stich-Randall (79), Amerikaans sopraanzangeres

### 18 juli
- Dimitri Dupont (52), Belgisch acteur
- Jan Christiaan Lindeman (86), Nederlands botanicus

### 20 juli
- Tammy Faye Messner (65), Amerikaans evangeliste en christelijk zangeres
- Bart Meijer van Putten (57), Nederlands journalist
- Kai Manne Börje Siegbahn (89), Zweeds natuurkundige

### 21 juli
- Don Arden (81), Amerikaans artiestenmanager en ondernemer

### 22 juli
- Albert Boone (90), Belgisch toneelschrijver en dichter
- Freddy Haayen (66), Nederlands muziekproducent
- László Kovács (74), Hongaars cinematograaf
- Ulrich Mühe (54), Duits acteur
- Jean Stablinski (75), Frans wielrenner

### 23 juli
- Ernst Otto Fischer (88), Duits scheikundige
- Benjamin Libet (91), Amerikaans neurofysioloog
- George Tabori (93), Hongaars-Brits toneelschrijver
- Mohammed Zahir Sjah (92), koning van Afghanistan

### 24 juli
- Albert Ellis (93), Amerikaans gedragstherapeut

### 27 juli
- Jos Hermans (58), Nederlands boekwetenschapper en handschriftkundige
- Eltjo de Jonge (87), Nederlands burgemeester

### 28 juli
- Freek Bischoff van Heemskerck (89), Nederlands verzetsstrijder
- Joep Haffmans (64), Nederlands rooms-katholiek pastoor
- Karl Istaz (82), Belgisch professioneel worstelaar
- Sal Mosca (80), Amerikaans jazzpianist

### 29 juli
- Michel Serrault (79), Frans acteur

### 30 juli
- Michelangelo Antonioni (94), Italiaans filmregisseur
- Teoctist Arăpaşu (92), patriarch van de Roemeens-orthodoxe Kerk
- Ingmar Bergman (89), Zweeds toneel- en filmregisseur
- Louis Moyse (95), Frans-Amerikaans componist

### 31 juli
- Giuseppe Baldo (93), Italiaans voetballer
- Robin Kornman (60), Amerikaans tibetoloog en boeddholoog

## Augustus

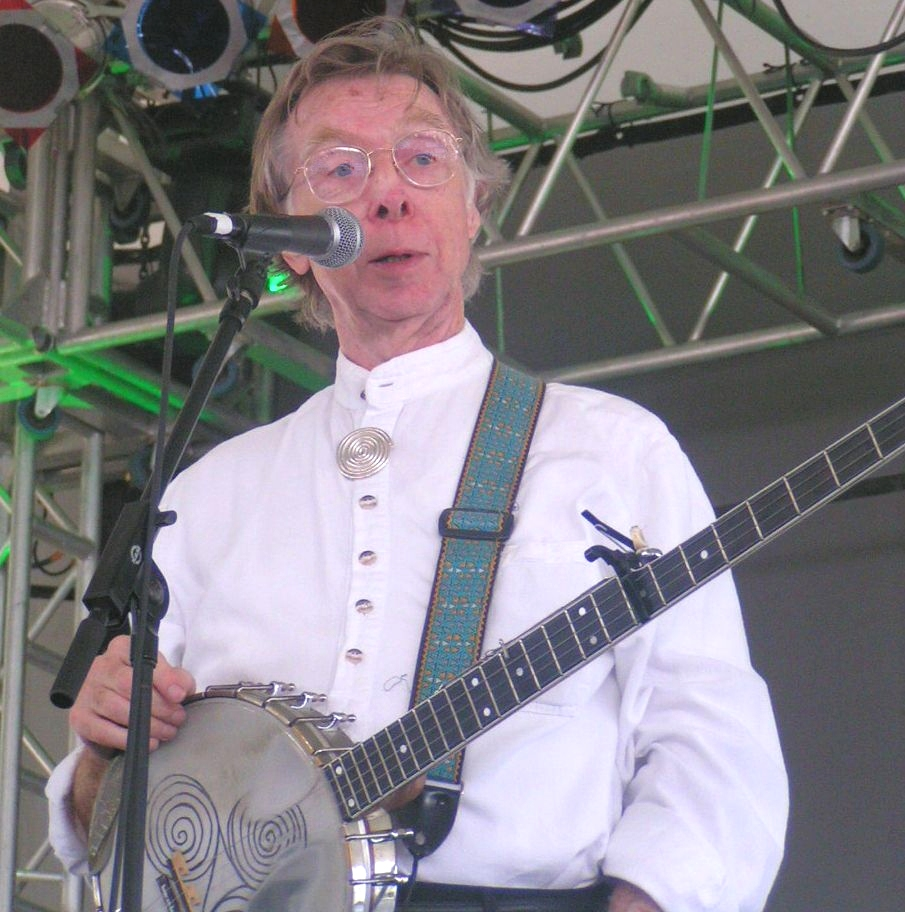
Tommy Makem
1 augustus

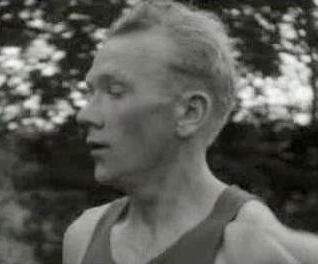
Veikko Karvonen
1 augustus

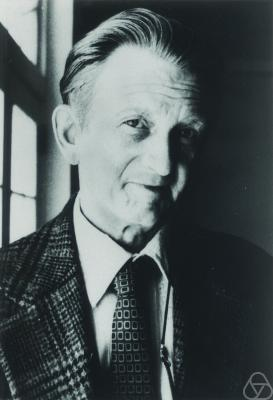
Atle Selberg
6 augustus

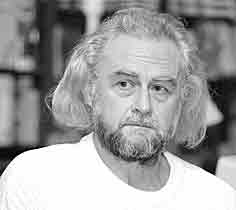
Ulrich Plenzdorf
9 augustus

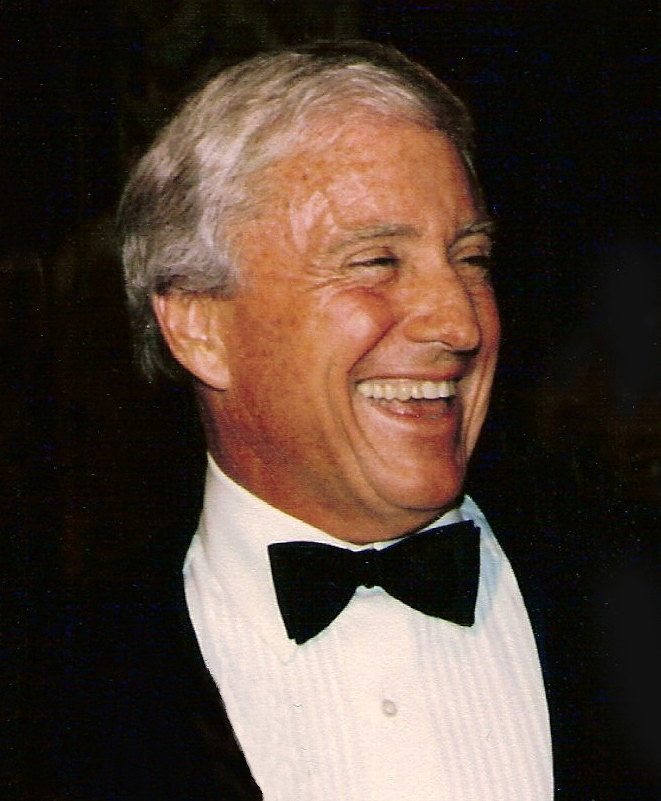
Merv Griffin
12 augustus

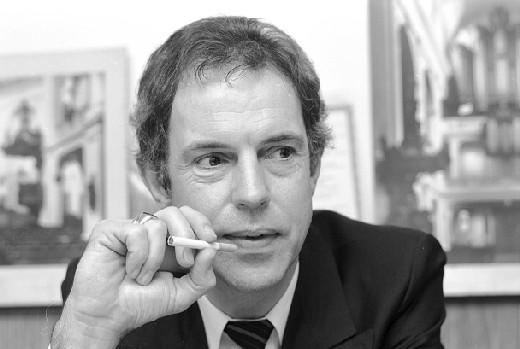
Jos Brink
17 augustus

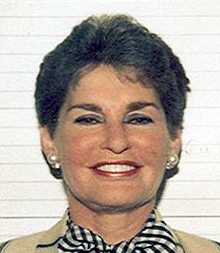
Leona Helmsley
20 augustus

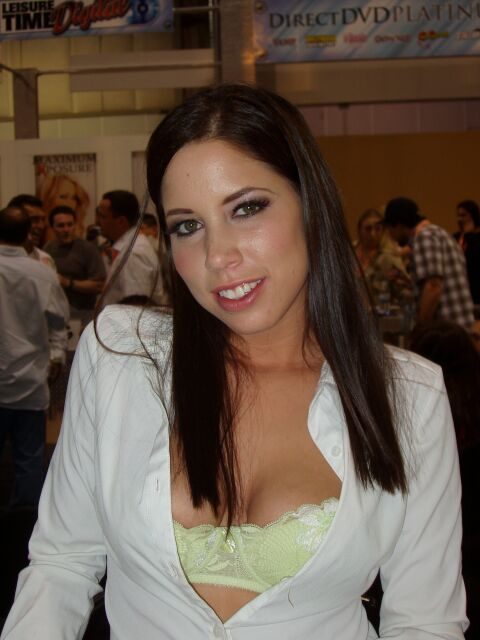
Haley Paige
21 augustus

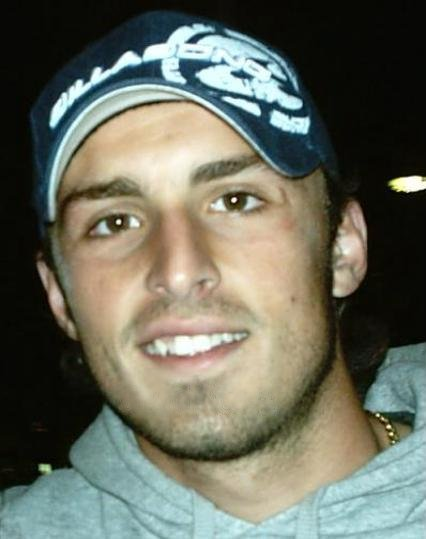
Antonio Puerta
28 augustus

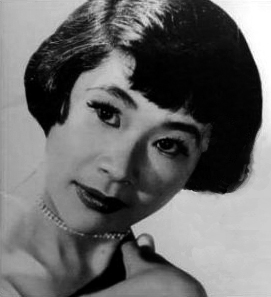
Miyoshi Umeki
28 augustus

| 1 | 2 | 3 | 4 | 5 | 6 | 7 | 8 | 9 | 10 | 11 | 12 | 13 | 14 | 15 | 16 | 17 | 18 | 19 | 20 | 21 | 22 | 23 | 24 | 25 | 26 | 27 | 28 | 29 | 30 | 31 |
| - | - | - | - | - | - | - | - | - | -- | -- | -- | -- | -- | -- | -- | -- | -- | -- | -- | -- | -- | -- | -- | -- | -- | -- | -- | -- | -- | -- |

### 1 augustus
- Ryan Cox (28), Zuid-Afrikaans wielrenner
- Jean Innemee (69), Nederlands zanger, bassist en componist
- Samba Kaputo (61), politicus uit Congo-Kinshasa
- Veikko Karvonen (81), Fins atleet
- Tommy Makem (74), Iers-Amerikaans folkmuzikant, dichter en verhalenverteller
- Phillip Paludan (69), Amerikaans geschiedkundige

### 2 augustus
- Holden Roberto (84), Angolees revolutionair en politicus

### 3 augustus
- Dick Bor (63), Nederlands violist
- John Gardner (80), Brits journalist en schrijver

### 4 augustus
- Lee Hazlewood (78), Amerikaans countryzanger, tekstschrijver en muziekproducent
- Raul Hilberg (81), Amerikaans geschiedkundige
- René-Louis Vallée (81), Frans ingenieur

### 5 augustus
- Fernand Handtpoorter (74), Belgisch dichter en toneelschrijver
- Jean-Marie Lustiger (80), Frans aartsbisschop en kardinaal

### 6 augustus
- Heinz Barth (86), Duits oorlogsmisdadiger
- Atle Selberg (90), Noors wiskundige

### 7 augustus
- Miklós Páncsics (63), Hongaars voetballer
- Sjoerd Schamhart (88), Nederlands architect

### 8 augustus
- André Vannecke (83), Belgisch priester

### 9 augustus
- Ulrich Plenzdorf (72), Duits scenario- en toneelschrijver

### 10 augustus
- Henri Methorst (98), Nederlands uitgever en homoactivist
- Tony Wilson (57), Brits journalist, muziekproducent en tv-presentator

### 11 augustus
- Franz Antel (94), Oostenrijks filmregisseur en -producent
- Joost Ballegeer (69), Belgisch schrijver

### 12 augustus
- Ralph Alpher (86), Amerikaans natuurkundige en kosmoloog
- Merv Griffin (82), Amerikaans zanger, tv-producent en -presentator
- Niek Pierson (53), Nederlands ondernemer en filantroop

### 13 augustus
- Brian Adams (44), Amerikaans professioneel worstelaar
- Brooke Astor (105), Amerikaans filantroop
- Yone Minagawa (114), Japans oudste persoon ter wereld

### 14 augustus
- Tichon Chrennikov (94), Russisch componist
- Jan Hendrik Velema (89), Nederlands predikant, radiopresentator en omroepvoorzitter

### 15 augustus
- Ad Zonderland (66), Nederlands voetbalcoach en sportbestuurder

### 16 augustus
- Jeroen Boere (39), Nederlands voetballer
- Domien De Gruyter (86), Belgisch acteur
- Klaas van Dorsten (84), Nederlands verzetsstrijder
- Max Roach (83), Amerikaans jazzdrummer

### 17 augustus
- Jos Brink (65), Nederlands presentator, musicalster en -producent, schrijver en predikant
- Bill Deedes (94), Brits journalist en politicus

### 18 augustus
- Jan Aernout van der Does de Willebois (76), Nederlands medicus
- Irma Notteboom (109), oudste persoon van België

### 19 augustus
- Daniel Maes (41), Belgisch voetballer

### 20 augustus
- Theo Fabergé (84), Russisch ondernemer en sieradenontwerper
- Leona Helmsley (59), Amerikaans hotelmagnaat en crimineel

### 21 augustus
- Dolf Arends (91), Nederlands burgemeester[1]
- Leo de Bekker (83), Nederlands politicus
- Siobhan Dowd (47), Brits-Iers schrijfster
- Haley Paige (25), Mexicaans-Amerikaans pornoactrice

### 22 augustus
- François Braekman (86), Belgisch atleet
- Kees Buurman (70), Nederlands radioprogrammamaker en hoorspelregisseur
- Ben Moerkoert (91), Nederlands vliegenier

### 24 augustus
- Hansjörg Felmy (76), Duits acteur
- Abdel Rahman Arif (91), Iraaks politicus

### 25 augustus
- Raymond Barre (83), Frans politicus en econoom
- Ray Jones (18), Engels voetballer

### 26 augustus
- Gaston Thorn (78), Luxemburgs advocaat en politicus

### 27 augustus
- Ebb Rose (82), Amerikaans autocoureur

### 28 augustus
- Antonio Puerta (22), Spaans voetballer
- Miyoshi Umeki (78), Japans actrice

### 29 augustus
- Henk Lombaers (87), Nederlands wiskundige
- Pierre Messmer (91), Frans militair, koloniaal bestuurder en politicus
- Chaswe Nsofwa (28), Zambiaans voetballer
- Alfred Peet (87), Nederlands-Amerikaans koffiebrander
- Ton Schipper (72), Nederlands politicus

### 30 augustus
- Michael Jackson (65), Brits kenner van (Belgisch) bier en whisky
- Roef Ragas (42), Nederlands acteur

### 31 augustus
- Charles Aerts (94), Nederlands impresario, theaterproducent en (opera)zanger
- Jan Cijs (84), Nederlands atleet
- Kees Klop (59), Nederlands socioloog, bestuurskundige en omroepvoorzitter

## September

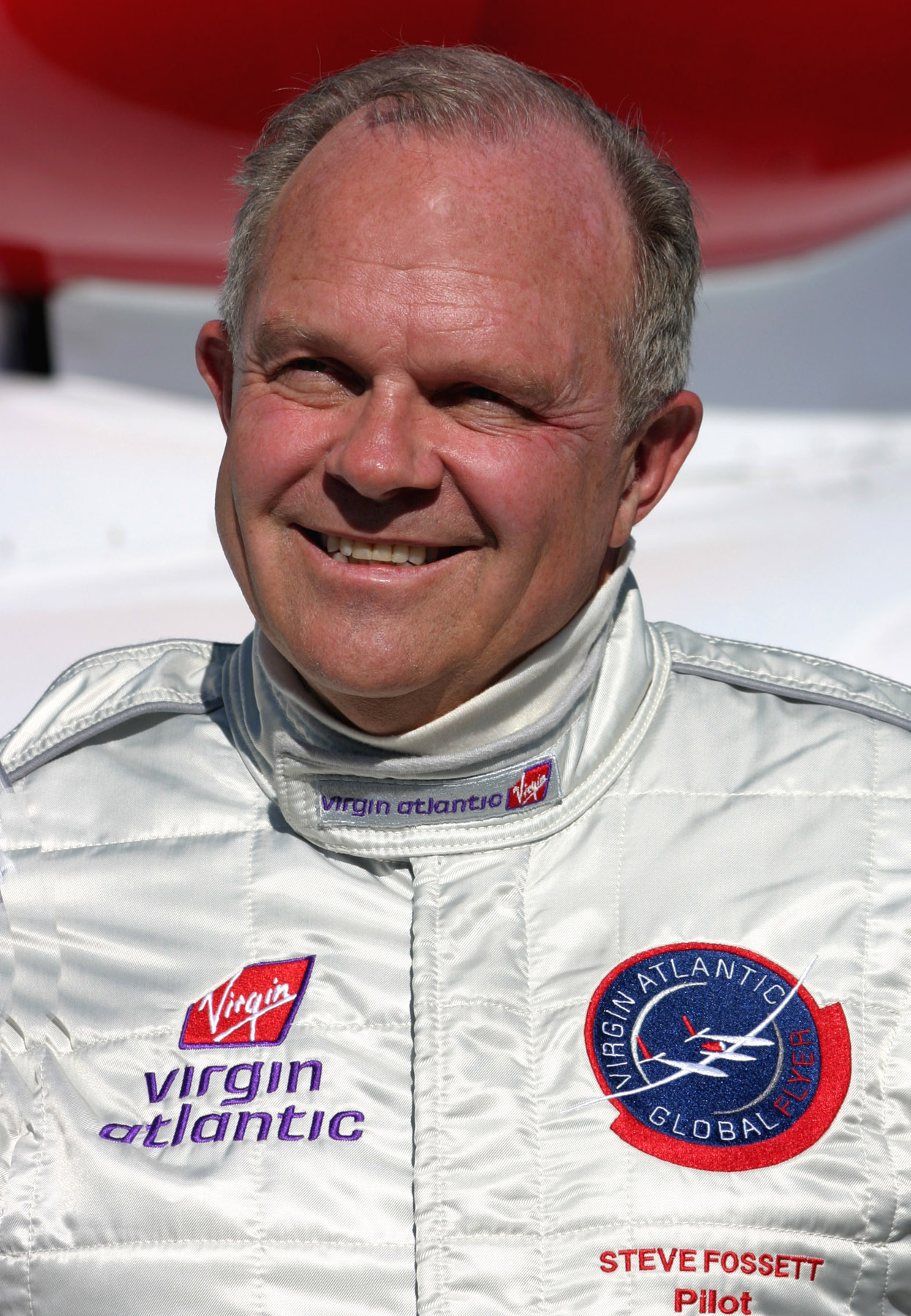
Steve Fossett
3 september

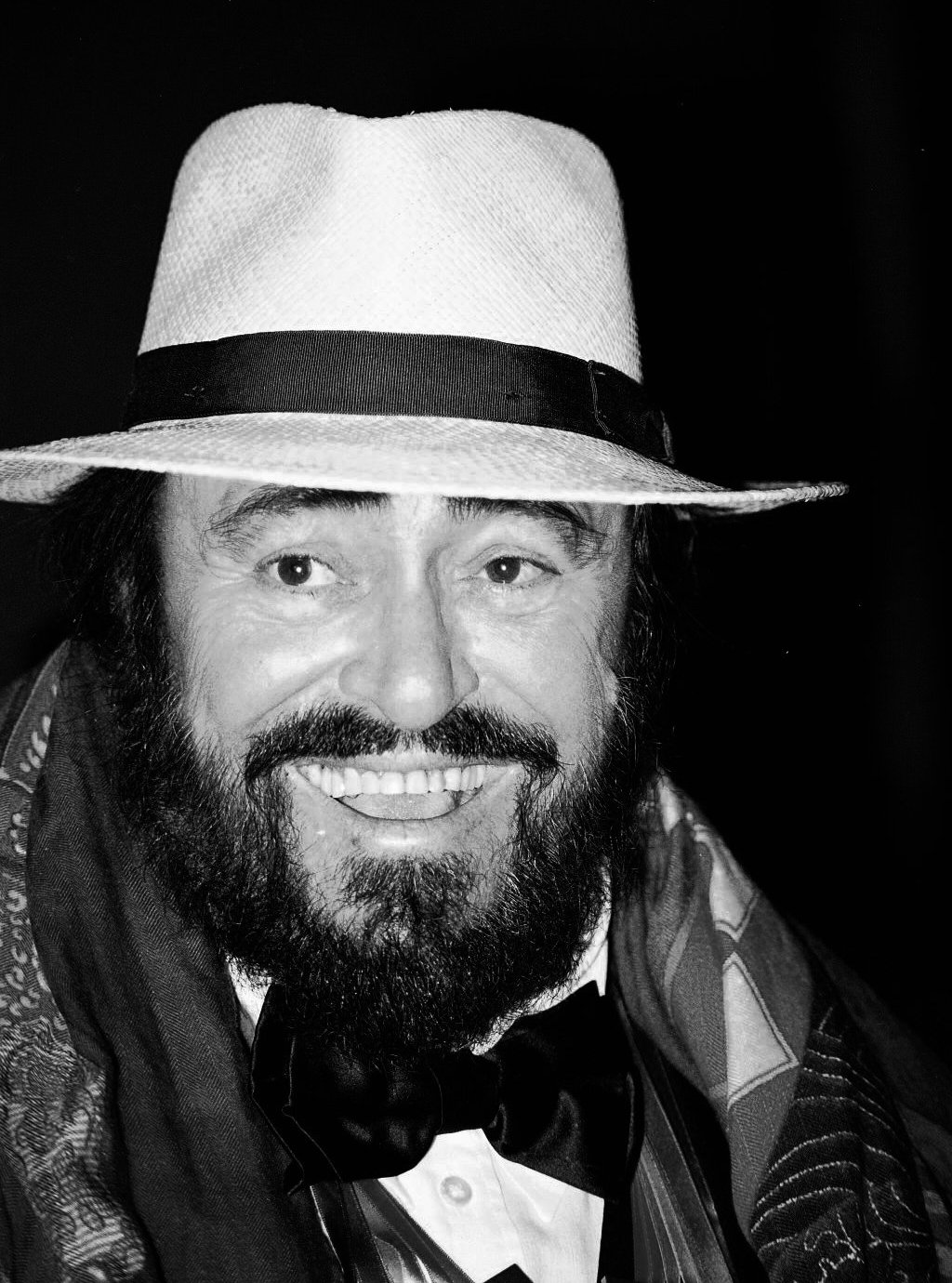
Luciano Pavarotti
6 september

Jane Wyman
10 september

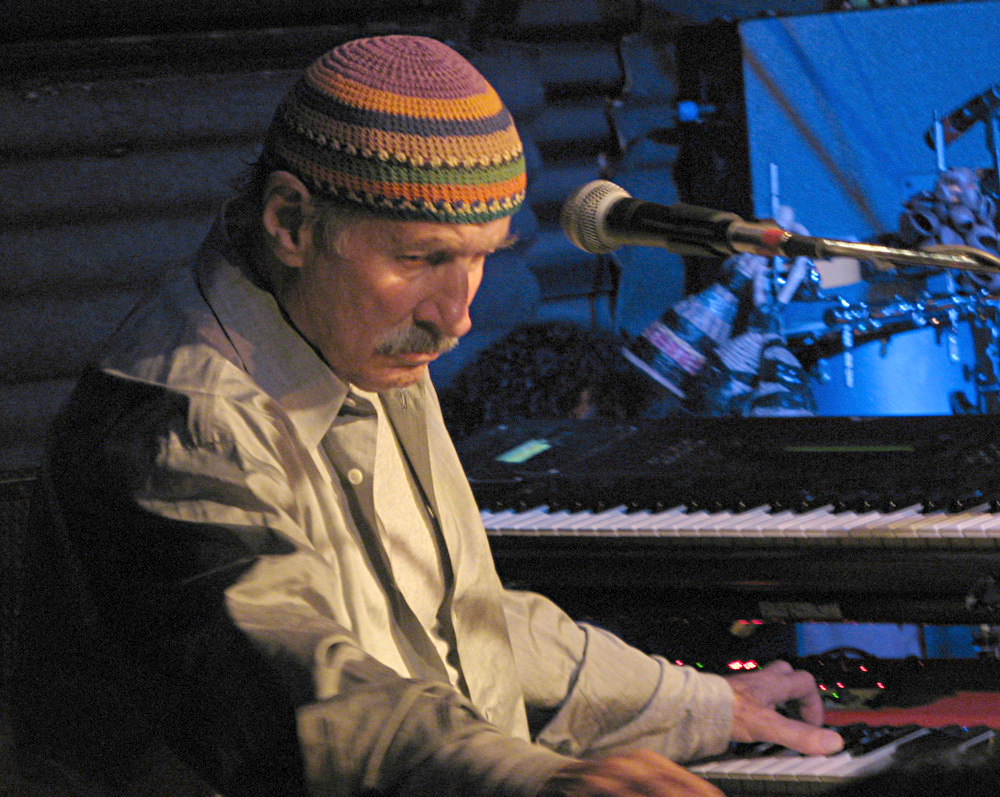
Joe Zawinul
11 september

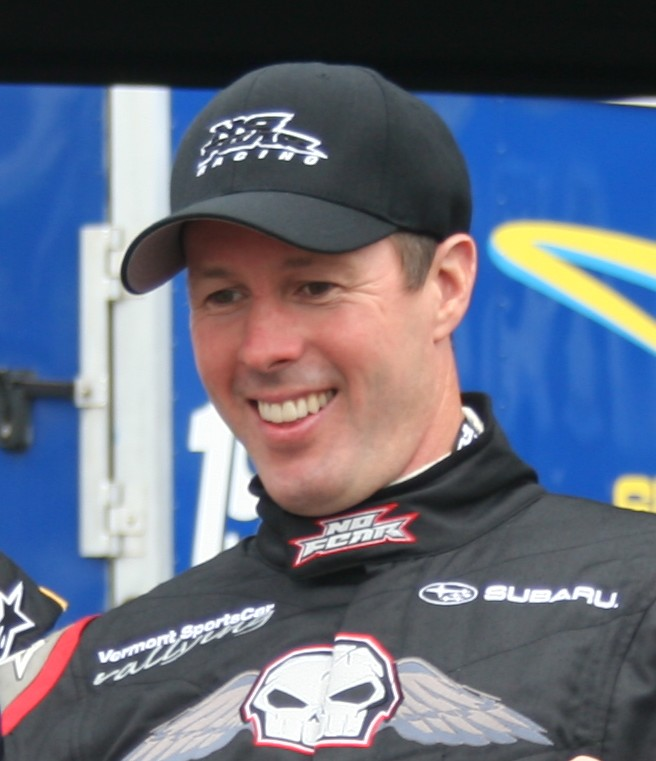
Colin McRae
15 september

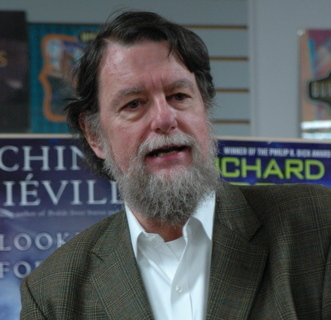
Robert Jordan
16 september

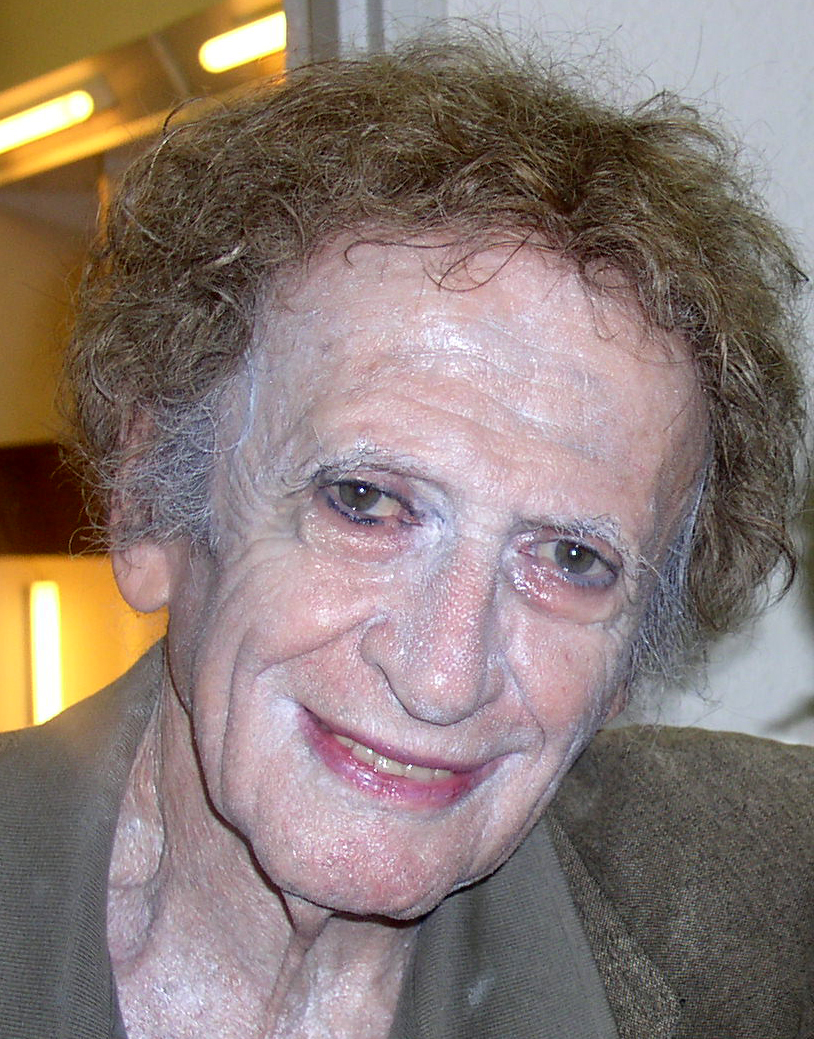
Marcel Marceau
22 september

| 1 | 2 | 3 | 4 | 5 | 6 | 7 | 8 | 9 | 10 | 11 | 12 | 13 | 14 | 15 | 16 | 17 | 18 | 19 | 20 | 21 | 22 | 23 | 24 | 25 | 26 | 27 | 28 | 29 | 30 |
| - | - | - | - | - | - | - | - | - | -- | -- | -- | -- | -- | -- | -- | -- | -- | -- | -- | -- | -- | -- | -- | -- | -- | -- | -- | -- | -- |

### 2 september
- Pieter de Vink (65), Nederlands radio- en tv-journalist en -presentator

### 3 september
- Gustavo Eberto (24), Argentijns voetbalkeeper
- Steve Fossett (63), Amerikaans ondernemer
- Eddy de Heer (82), Nederlands componist, muziekproducent en tekstschrijver

### 5 september
- Theo Fransman (79), Nederlands politicus en bestuurder
- Nikos Nikolaidis (67), Grieks regisseur en schrijver
- Hendrik Jan Schoo (61), Nederlands journalist en columnist

### 6 september
- Luciano Pavarotti (71), Italiaans operazanger

### 7 september
- Hartman Hoekstra (80), Nederlands politicus
- Conny Patijn (98), Nederlands politicus
- Mark Weil (55), Oezbeeks theaterregisseur en -directeur

### 9 september
- Hughie Thomasson (55), Amerikaans zanger, tekstschrijver en gitarist

### 10 september
- Anita Roddick (64), Brits ondernemer
- Jane Wyman (90), Amerikaans actrice

### 11 september
- Ian Porterfield (61), Schots voetballer en voetbalcoach
- Joe Zawinul (75), Oostenrijks-Amerikaans jazzpianist

### 13 september
- Gaetano Arfé (81), Italiaans politicus
- Dirk Witteveen (58), Nederlands bankier

### 14 september
- Ambrogio Valadè (70), Italiaans voetballer
- Benny Vansteelant (30), Belgisch duatleet

### 15 september
- Christiaan Brunner (78), Nederlands rechtsgeleerde
- Colin McRae (39), Brits rallycoureur

### 16 september
- Robert Jordan (58), Amerikaans fantasyschrijver
- Rolf Köhler (56), Duits zanger en muziekproducent

### 18 september
- Erika Visser (88), Nederlands kunstschilderes

### 19 september
- Willy Vanderstappen (59), Belgisch politicus

### 20 september
- Anton Blok (87), Nederlands atleet

### 21 september
- Alice Ghostley (81), Amerikaans actrice
- Petar Stambolić (95), Joegoslavisch politicus
- Jan Zwaan (82), Nederlands atleet

### 22 september
- Karl Hardman (80), Amerikaans filmproducent en acteur
- Marcel Marceau (84), Frans mimespeler

### 23 september
- Jan Bernard Gieles (89), Nederlands astroloog
- Tirso Sprockel (91), Nederlands verzetsstrijder

### 24 september
- Wolfgang Panofsky (88), Duits-Amerikaans natuurkundige

### 26 september
- Roberto Dias (64), Braziliaans voetballer
- Erik Hazelhoff Roelfzema (90), Nederlands verzetsstrijder en schrijver

### 27 september
- Kenji Nagai (50), Japans journalist

### 29 september
- Lois Maxwell (80), Canadees actrice
- Cees Slinger (78), Nederlands jazzpianist
- Gyula Zsivótzky (60), Hongaars atleet

## Oktober

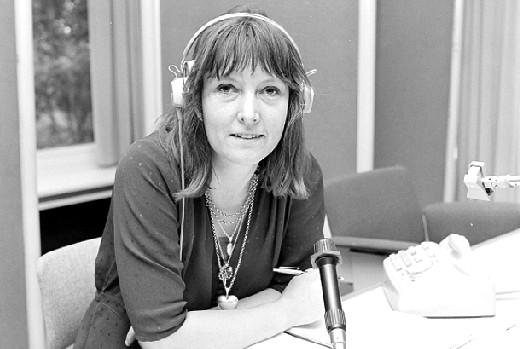
Germaine Groenier
1 oktober

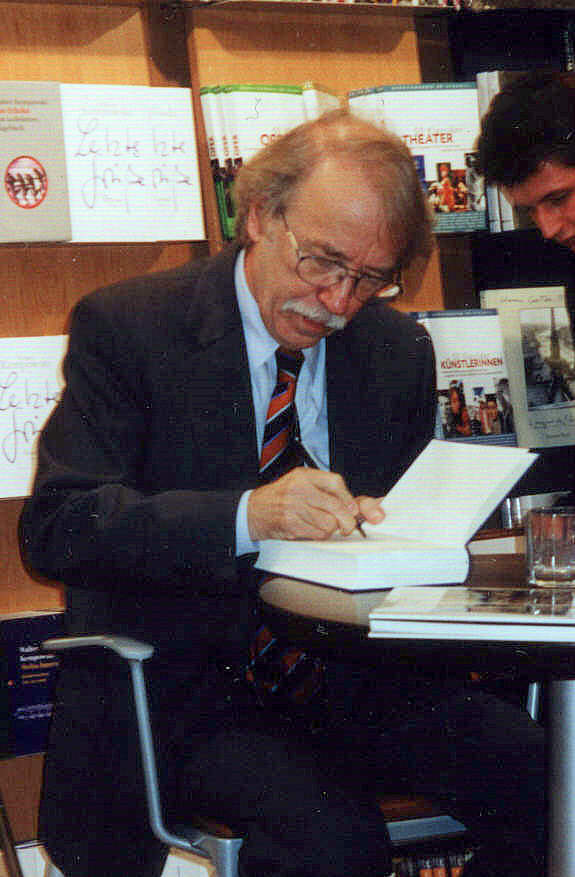
Walter Kempowski
5 oktober

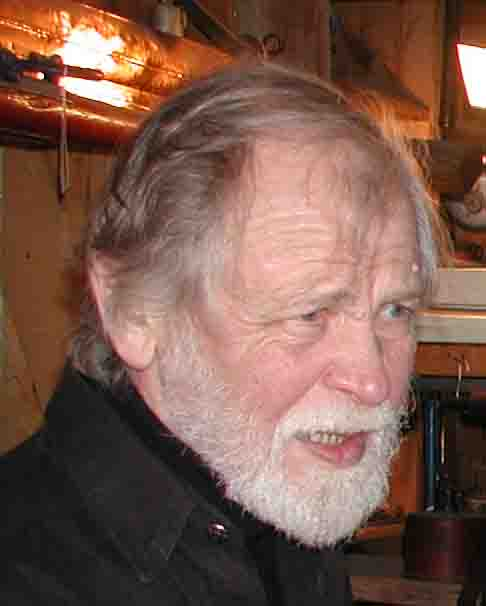
Joelian Kalisjer
8 oktober

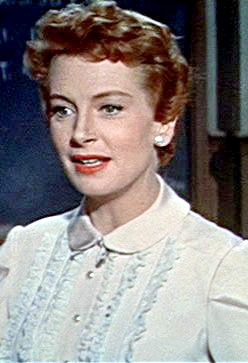
Deborah Kerr
16 oktober

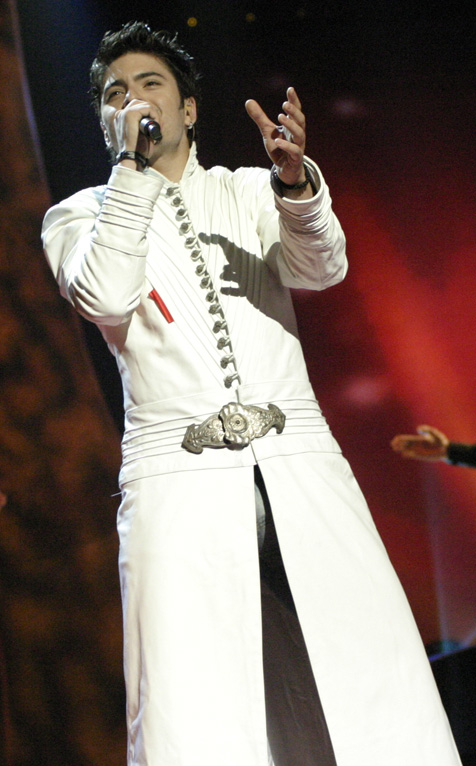
Toše Proeski
16 oktober

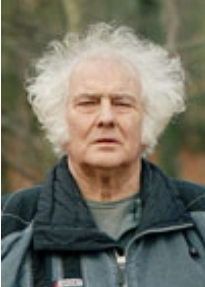
Jan Wolkers
19 oktober

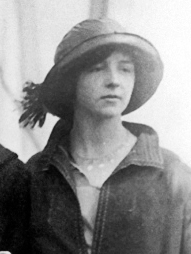
Ève Curie
22 oktober

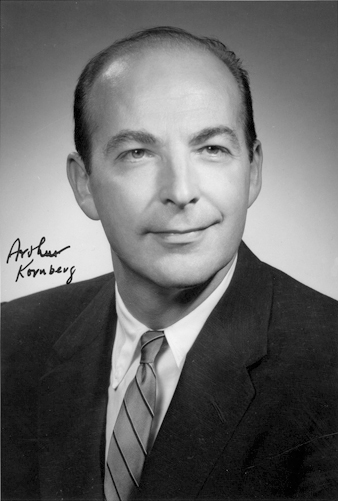
Arthur Kornberg
26 oktober

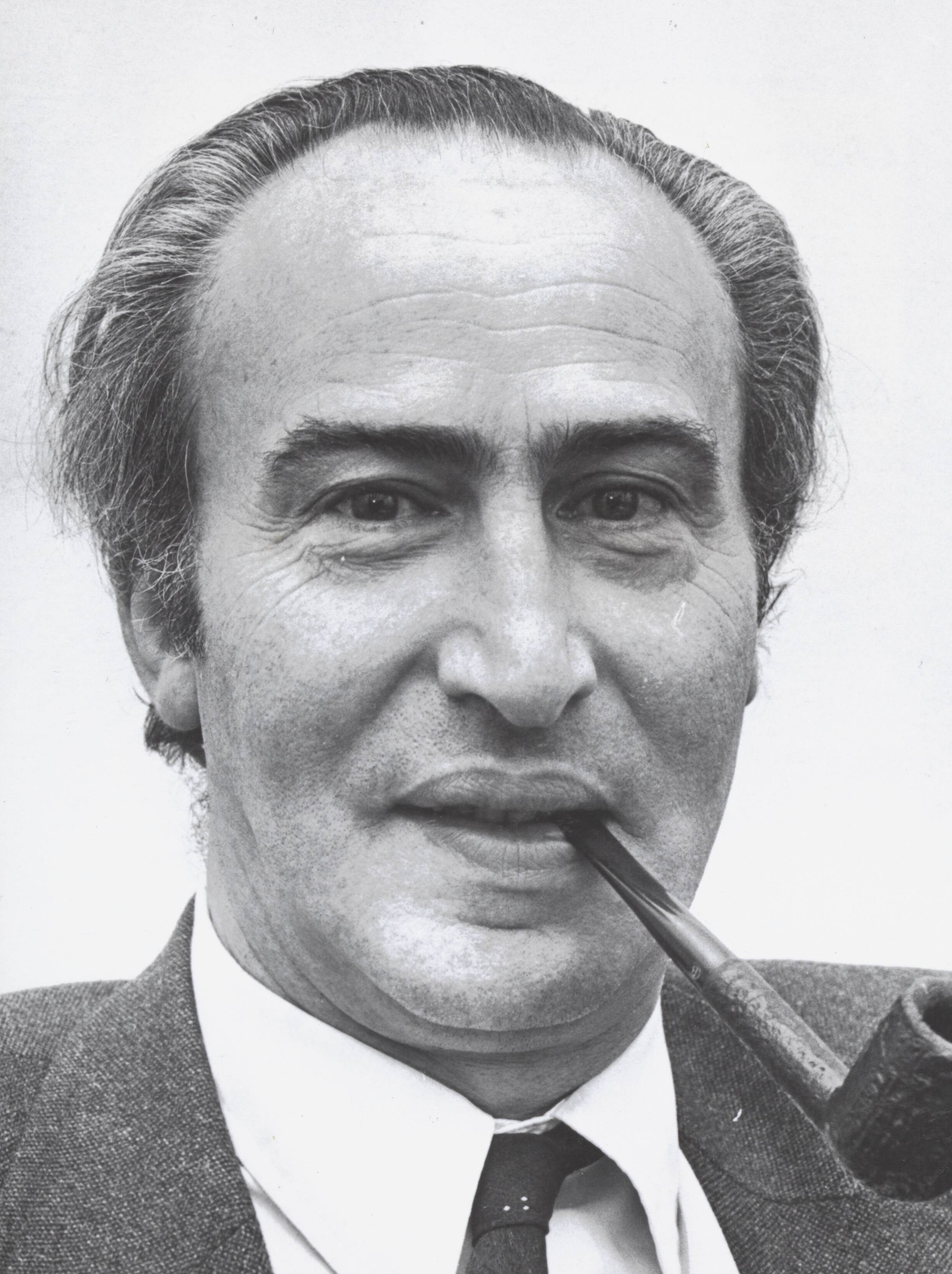
Henk Vredeling
27 oktober

| 1 | 2 | 3 | 4 | 5 | 6 | 7 | 8 | 9 | 10 | 11 | 12 | 13 | 14 | 15 | 16 | 17 | 18 | 19 | 20 | 21 | 22 | 23 | 24 | 25 | 26 | 27 | 28 | 29 | 30 | 31 |
| - | - | - | - | - | - | - | - | - | -- | -- | -- | -- | -- | -- | -- | -- | -- | -- | -- | -- | -- | -- | -- | -- | -- | -- | -- | -- | -- | -- |

### 1 oktober
- Germaine Groenier (64), Nederlands televisieactrice en programmamaakster
- Al Oerter (71), Amerikaans atleet

### 2 oktober
- Sean Evans (36), Amerikaans professioneel worstelaar
- George Grizzard (79), Amerikaans acteur

### 3 oktober
- Teun Koolhaas (67), Nederlands architect en stedenbouwkundige
- Pablo Palazuelo (90), Spaans kunstschilder
- Tony Ryan (71), Iers ondernemer
- Rogelio Salmona (78), Colombiaans architect

### 5 oktober
- Alexandra Boulat (45), Frans fotografe
- Leo de Hartogh (91), Nederlands acteur
- Walter Kempowski (78), Duits schrijver
- Matilde Salvador Segarra (89), Spaans componiste

### 6 oktober
- Janneke Johanna Landman (88), Nederlands bestuurster

### 7 oktober
- Norifumi Abe (32), Japans motorcoureur
- Henk van Brussel (71), Nederlands voetballer en voetbaltrainer
- Johannes Faber (82), Nederlands historicus

### 8 oktober
- Joelian Kalisjer (72), Russisch animatiefilmmaker

### 9 oktober
- Fausto Correia (55), Portugees politicus
- Hugo Verdaasdonk (62), Nederlands literatuurwetenschapper en schrijver
- Bram Zeegers (58), Nederlands advocaat

### 11 oktober
- Ignatius D'Cunha (83), Indiaas bisschop
- John Hilton Edwards (79), Brits geneticus
- Werner von Trapp (91), Oostenrijks-Amerikaans zanger en muzikant

### 12 oktober
- Kisho Kurokawa (73), Japans architect

### 13 oktober
- Pieter Herman Bakker Schut (66), Nederlands advocaat
- Bob Denard (78), Frans militair en huurlingenleider
- Andrée de Jongh (90), Belgisch verzetsstrijdster

### 14 oktober
- Karel Hemmerechts (81), Belgisch journalist en omroepbestuurder

### 15 oktober
- Piet Boukema (74), Nederlands politicus, rechtsgeleerde en rechter
- Elsa van Dien (93), Nederlands sterrenkundige
- Vito Taccone (67), Italiaans wielrenner

### 16 oktober
- Rosalio José Castillo Lara (85), Venezolaans kardinaal
- Deborah Kerr (86), Brits actrice
- Toše Proeski (26), Macedonisch zanger
- Christiaan Vandenbroeke (63), Belgisch geschiedkundige en politicus
- Barbara West Dainton (96), overlevende van de Titanic-ramp

### 17 oktober
- Joey Bishop (89), Amerikaans komiek en filmacteur
- Teresa Brewer (76), Amerikaans zangeres
- Jacques Stevens (99), Nederlands persfotograaf

### 18 oktober
- Martha Adema (85), Nederlands sprintster

### 19 oktober
- Jan Wolkers (81), Nederlands schrijver en kunstenaar
- Wu Jinghua (76), Chinees politicus

### 20 oktober
- Harm van der Meulen (81), Nederlands vakbondsbestuurder en politicus
- Josep Pintat-Solans (82), Andorrees politicus

### 21 oktober
- Philip Brouwer (45), Nederlands journalist
- John Pfeiffer (61), Nederlands voetballer

### 22 oktober
- Wim Bos (79), Nederlands kunstschilder
- Ève Curie (102), Frans journaliste, pianiste en schrijfster

### 23 oktober
- Rudy Bogaerts (62), Belgisch journalist
- Roger Vekemans (85), Belgisch jezuïet

### 25 oktober
- Willem den Toom (79), Nederlands predikant en theoloog
- Jan Vis (69), Nederlands artiestenmanager

### 26 oktober
- Arthur Kornberg (89), Amerikaans biochemicus en Nobelprijswinnaar
- Bernard L. Kowalski (78), Amerikaans film- en televisieregisseur
- Hans Stern (85), Braziliaans ondernemer

### 27 oktober
- Hector Gosset (81), Belgisch atleet
- Pierre Janssen (81), Nederlands journalist, museumdirecteur en televisiepresentator
- Henk Vredeling (82), Nederlands politicus

### 28 oktober
- Evelyn Hamann (65), Duits actrice en comédienne
- Jimmy Makulis (72), Grieks schlagerzanger
- Porter Wagoner (80), Amerikaans countryzanger

### 29 oktober
- Jan Borkus (87), Nederlands hoorspelacteur
- Christian d'Oriola (79), Frans schermer
- George Ritchie (84), Amerikaans psychiater

### 30 oktober
- Paul Römer (79), Nederlands cameraman en televisieregisseur
- Teun Tolman (83), Nederlands politicus
- John Woodruff (92), Amerikaans atleet

## November

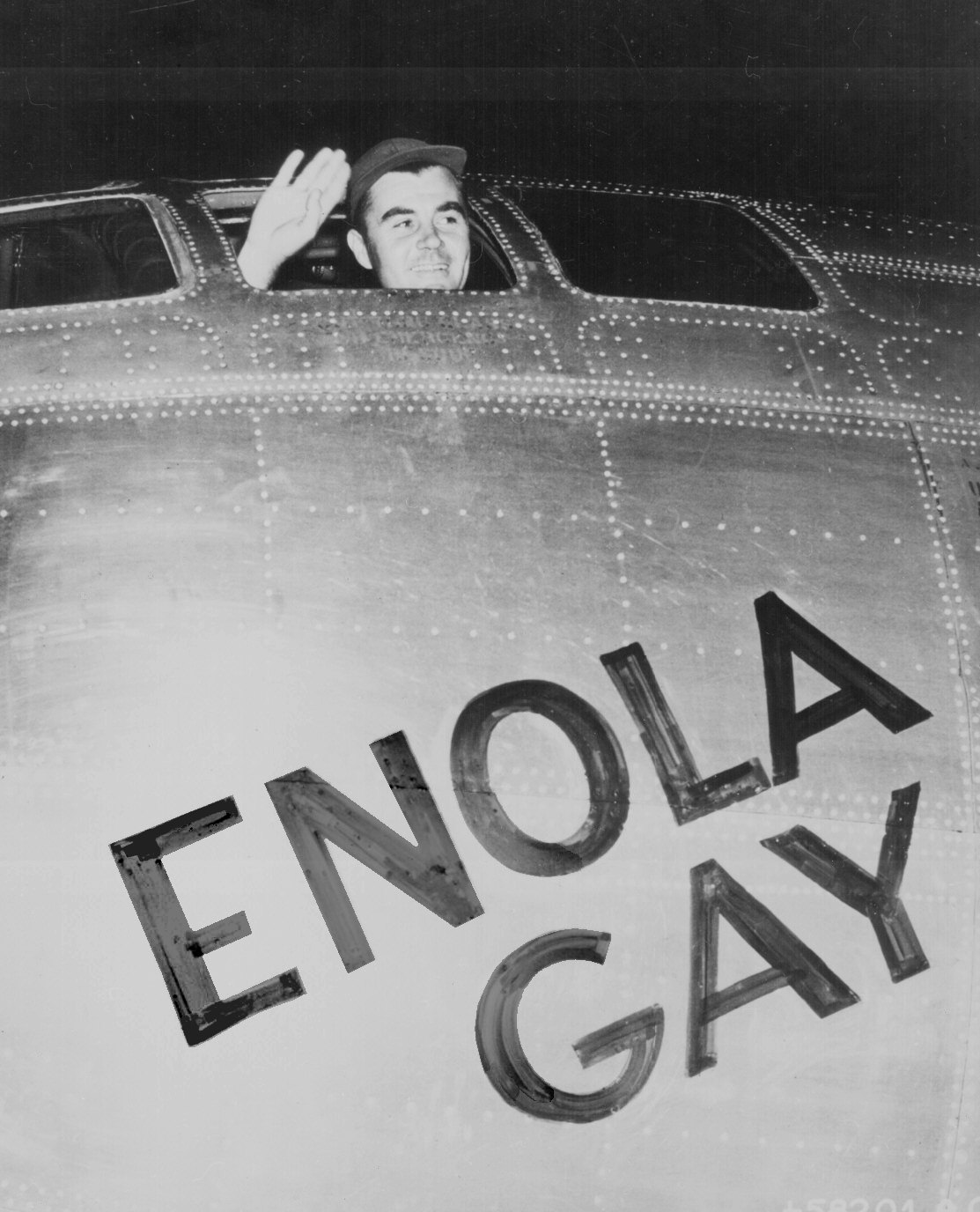
Paul Tibbets
1 november

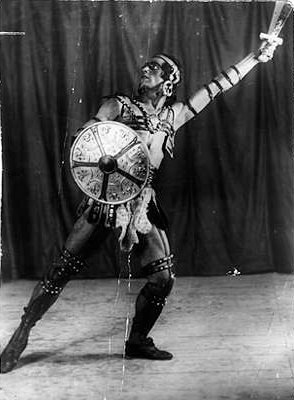
Igor Moisejev
2 november

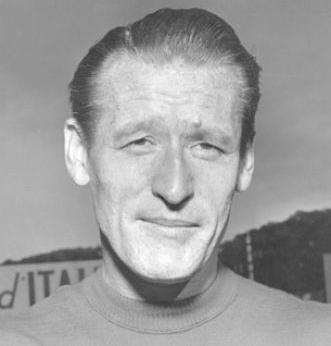
Nils Liedholm
5 november

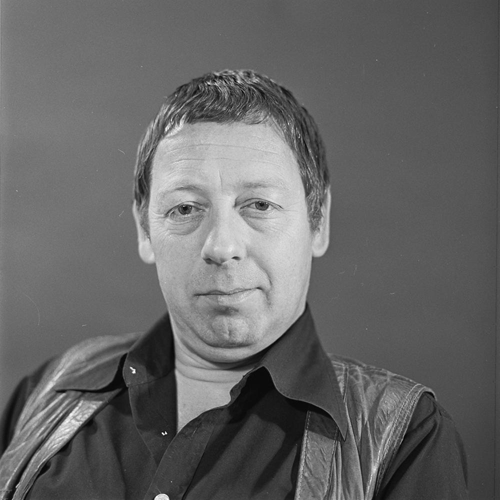
Cees van Oyen
9 november

Norman Mailer
10 november

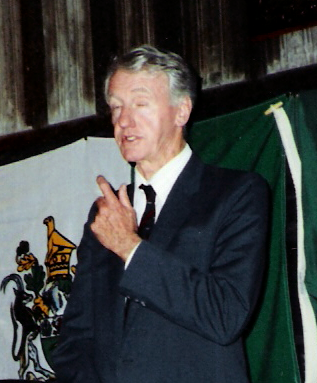
Ian Smith
20 november

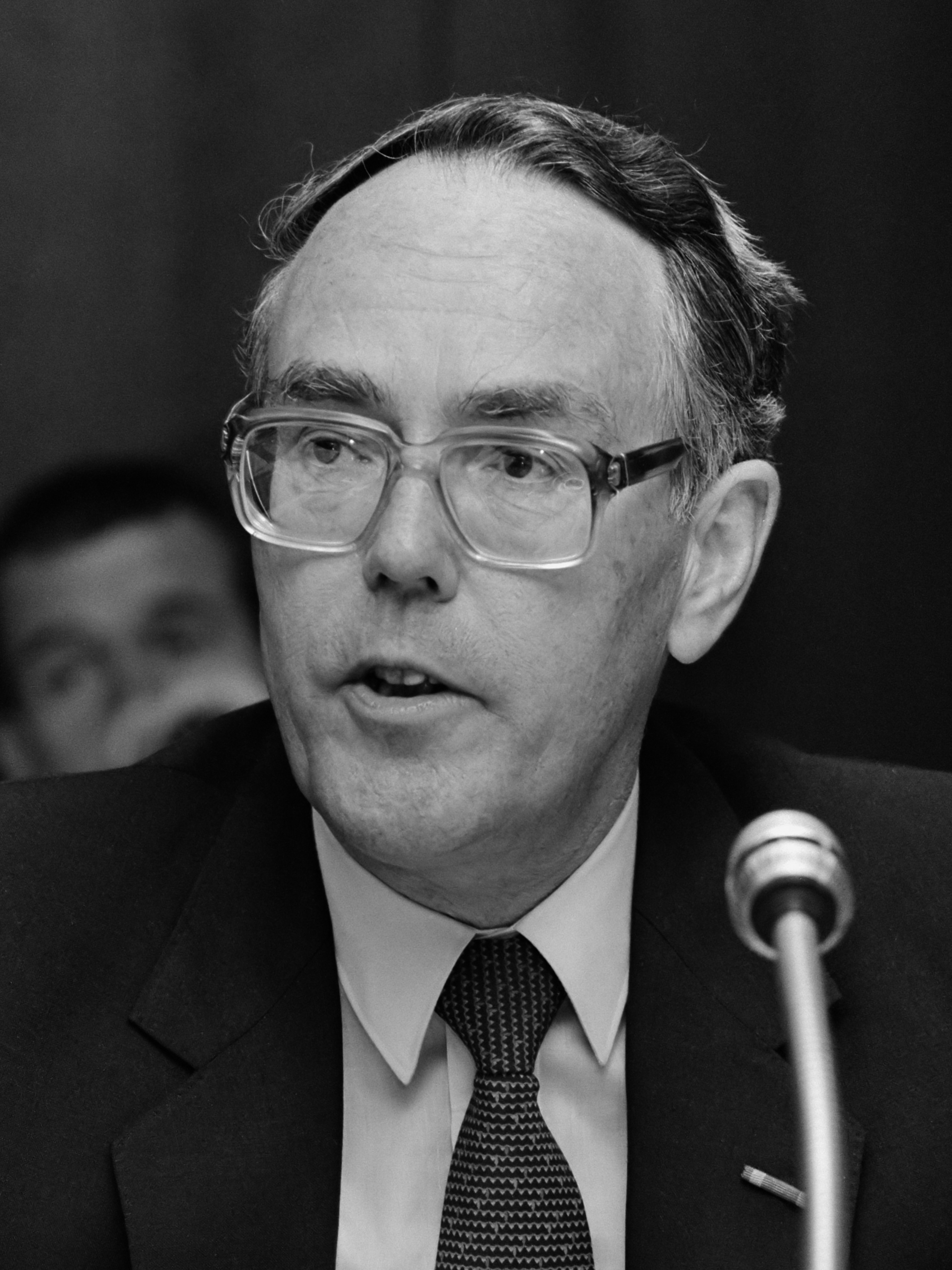
Coen Oort
23 november

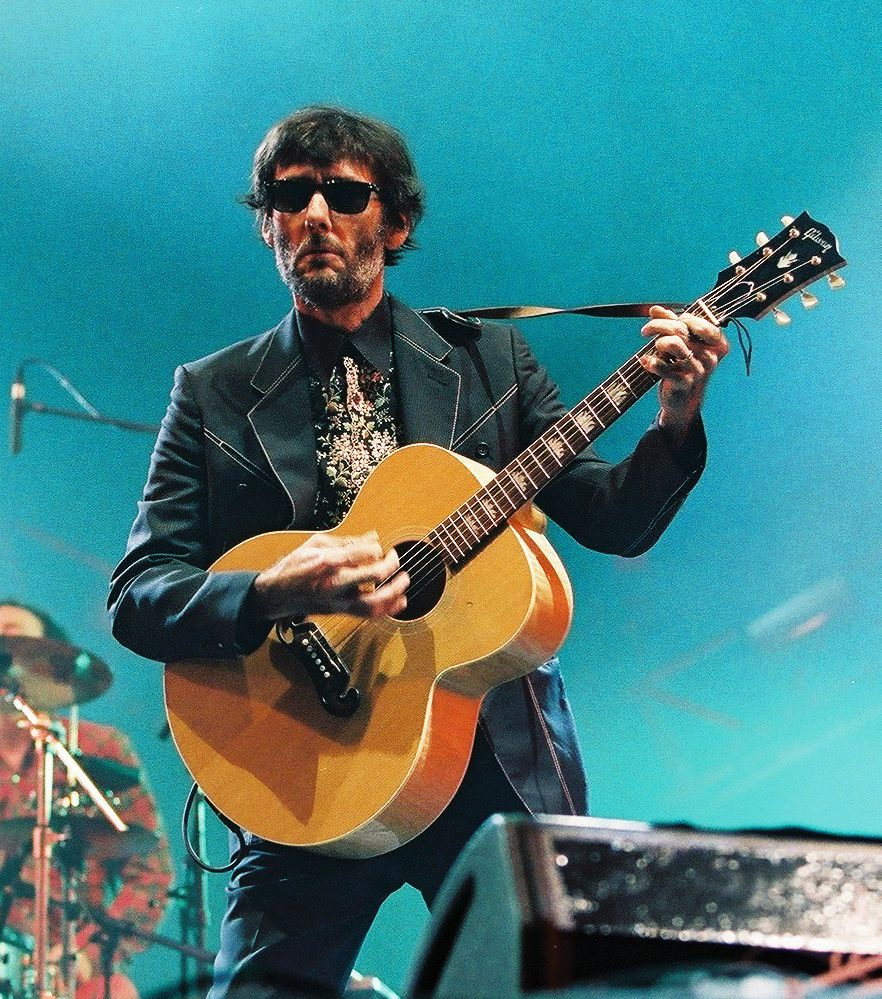
Fred Chichin
28 november

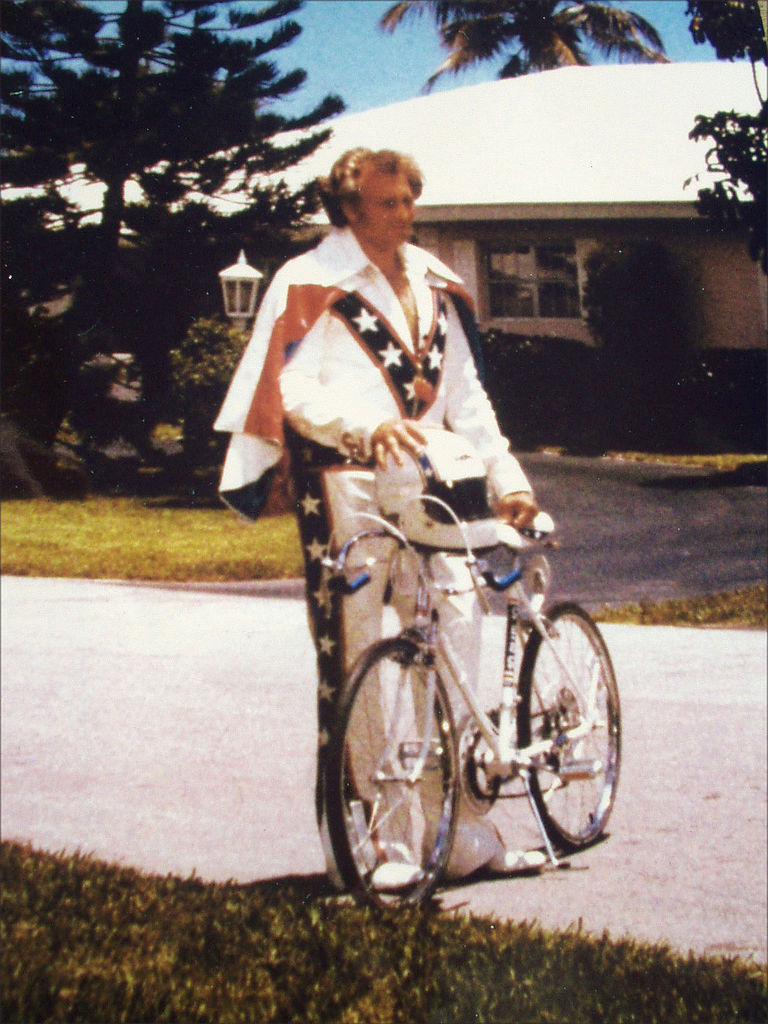
Evel Knievel
30 november

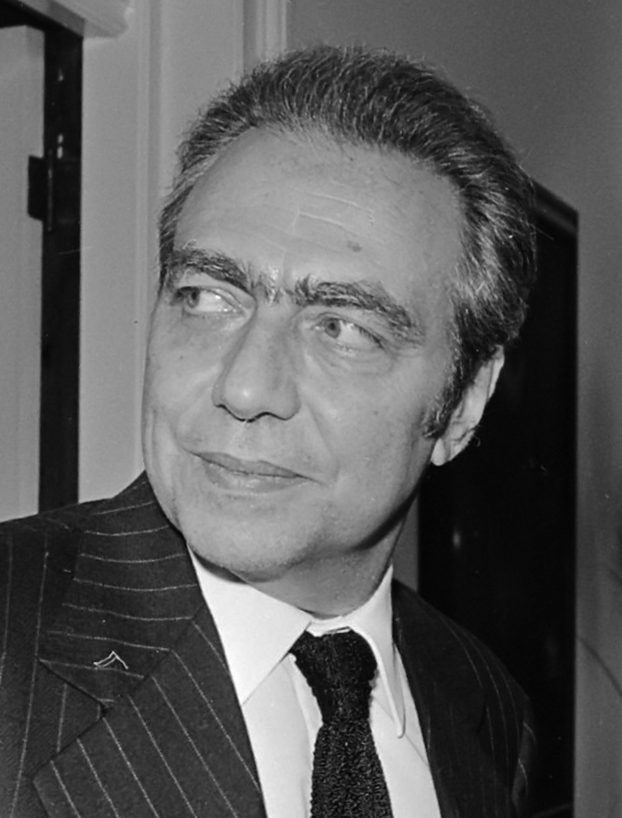
François-Xavier Ortoli
30 november

| 1 | 2 | 3 | 4 | 5 | 6 | 7 | 8 | 9 | 10 | 11 | 12 | 13 | 14 | 15 | 16 | 17 | 18 | 19 | 20 | 21 | 22 | 23 | 24 | 25 | 26 | 27 | 28 | 29 | 30 |
| - | - | - | - | - | - | - | - | - | -- | -- | -- | -- | -- | -- | -- | -- | -- | -- | -- | -- | -- | -- | -- | -- | -- | -- | -- | -- | -- |

### 1 november
- Jack Hennigan (64), Amerikaans organist
- Paul Tibbets (92), Amerikaans militair

### 2 november
- Peter Bronkhorst (61), Nederlands provo-activist
- Igor Moisejev (101), Russisch choreograaf

### 3 november
- Aleksandr Dedjoesjko (45), Russisch acteur
- Klaas Friso (76), Nederlandse historicus
- Hans Sanders (61), Nederlands zanger-gitarist
- Ryan Shay (28), Amerikaans atleet

### 5 november
- François van Kruisdijk (55), Nederlands zwemmer
- Nils Liedholm (85), Zweeds voetballer

### 6 november
- Liesbeth Messer-Heijbroek (93), Nederlands beeldhouwster en medailleur
- Hank Thompson (82), Amerikaans countryzanger

### 7 november
- Earl Dodge (74), Amerikaans politicus

### 8 november
- Rogier van Aerde (90), Nederlands schrijver en journalist
- Stephen Fumio Hamao (77), Japans kardinaal
- Aad Nuis (74), Nederlands journalist, bestuurder en politicus

### 9 november
- Luis Herrera Campins (82), president van Venezuela
- Cees van Oyen (71), Nederlands acteur

### 10 november
- Laraine Day (87), Amerikaans actrice
- Frans Feremans (83), Belgisch atleet en wielrenner
- Norman Mailer (84), Amerikaans schrijver en journalist

### 11 november
- Yukio Hayashida (91), Japans politicus
- Delbert Mann (87), Amerikaans regisseur

### 12 november
- Ira Levin (78), Amerikaans schrijver
- Peter Steiner (zanger) (90), Zwitsers zanger

### 13 november
- Wahab Akbar (47), Filipijns politicus
- John Doherty (72), Brits voetballer
- Robert Taylor (59), Amerikaans atleet
- Peter Zinner (88), Oostenrijks-Amerikaans filmeditor

### 14 november
- Jean Jadot (79), Belgisch voetballer

### 15 november
- Suzan Daniel (89), Belgisch holebi-activiste
- Wiebe Draijer (83), Nederlands ingenieur, politicus en bestuurder

### 16 november
- Pierre Granier-Deferre (80), Frans regisseur
- Grethe Kausland (60), Noors zangeres en actrice

### 17 november
- Raghunandan Pathak (83), Indiaas rechter
- Jan Sloots (79), Nederlands dichter en kunstschilder

### 18 november
- Kees Lunshof (61), Nederlands journalist en politiek commentator
- Sedfrey Ordoñez (86), Filipijns minister en ambassadeur

### 19 november
- André Bettencourt (88), Frans politicus
- Peter Kellenbach (93), Nederlands pianist en componist
- Michel Kervaire (80), Zwitsers wiskundige
- Magda Szabó (90), Hongaars dichteres en schrijfster

### 20 november
- Walter De Bock (61), Belgisch journalist
- Ian Smith (88), Rhodesisch politicus

### 21 november
- Fernando Fernán Gómez (86), Spaans acteur, regisseur en scenarist
- Matthijs van Toorn (56), Nederlands-Belgisch voetballer

### 22 november
- Maurice Béjart (80), Frans choreograaf
- Vladimir Kazantsev (84), Sovjet-Russisch atleet

### 23 november
- Jan Beijert (79), Nederlands politicus en bestuurder
- Vladimir Krjoetsjkov (83), Sovjet-Russisch politicus
- Coen Oort (78), Nederlands econoom, topambtenaar en bestuurder
- Óscar Carmelo Sánchez (36), Boliviaans voetballer
- Toon Steeghs (84), Nederlands burgemeester

### 24 november
- Gustav Reiner (48), Duits motorcoureur

### 25 november
- Frans Kokshoorn (87), Nederlands acteur

### 26 november
- Willy Vanheste (69), Belgisch politicus

### 27 november
- Elsbeth Boor (55), Nederlands juriste
- Günter Noris (72), Duitse bandleider en componist
- Sean Taylor (24), Amerikaans Americanfootballspeler

### 28 november
- Fred Chichin (53), Frans rockmusicus
- Boeli van Leeuwen (85), Nederlands-Antilliaans schrijver

### 29 november
- Ralph Beard (79), Amerikaans basketballer
- August Willemsen (71), Nederlands vertaler en schrijver

### 30 november
- Harmen Abma (70), Nederlands kunstenaar
- Evel Knievel (69), Amerikaans stuntman
- François-Xavier Ortoli (82), Frans politicus en bestuurder

## December

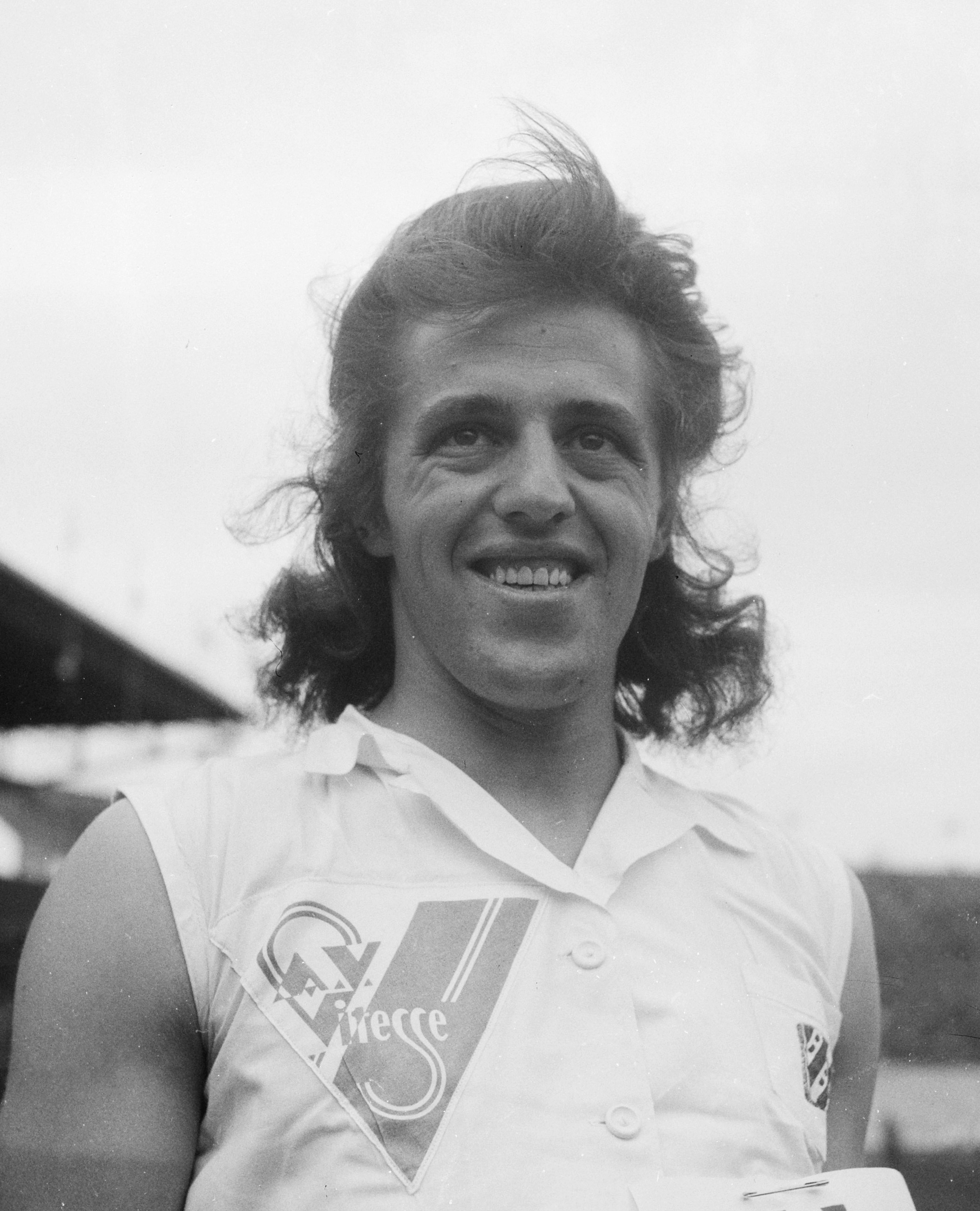
Foekje Dillema
5 december

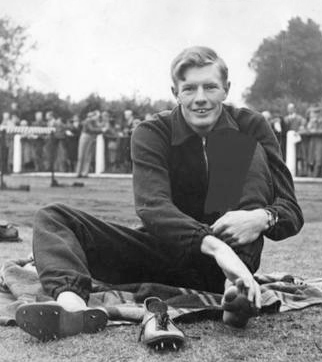
John Winter
5 december

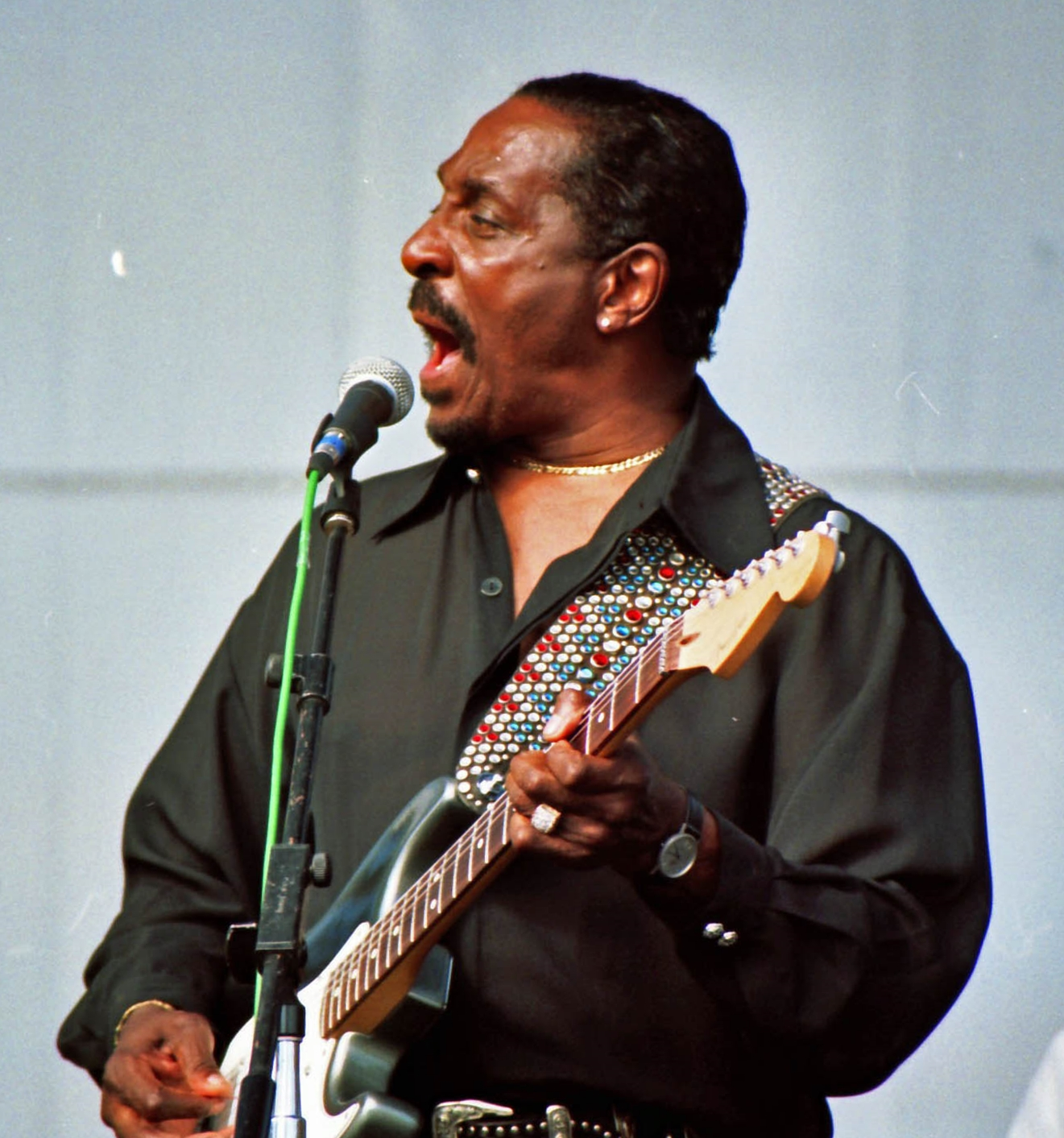
Ike Turner
12 december

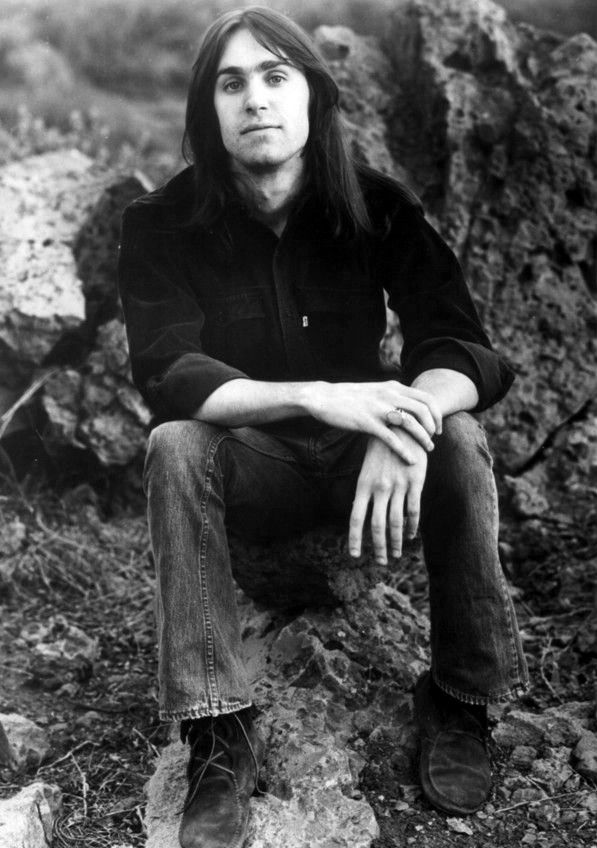
Dan Fogelberg
16 december

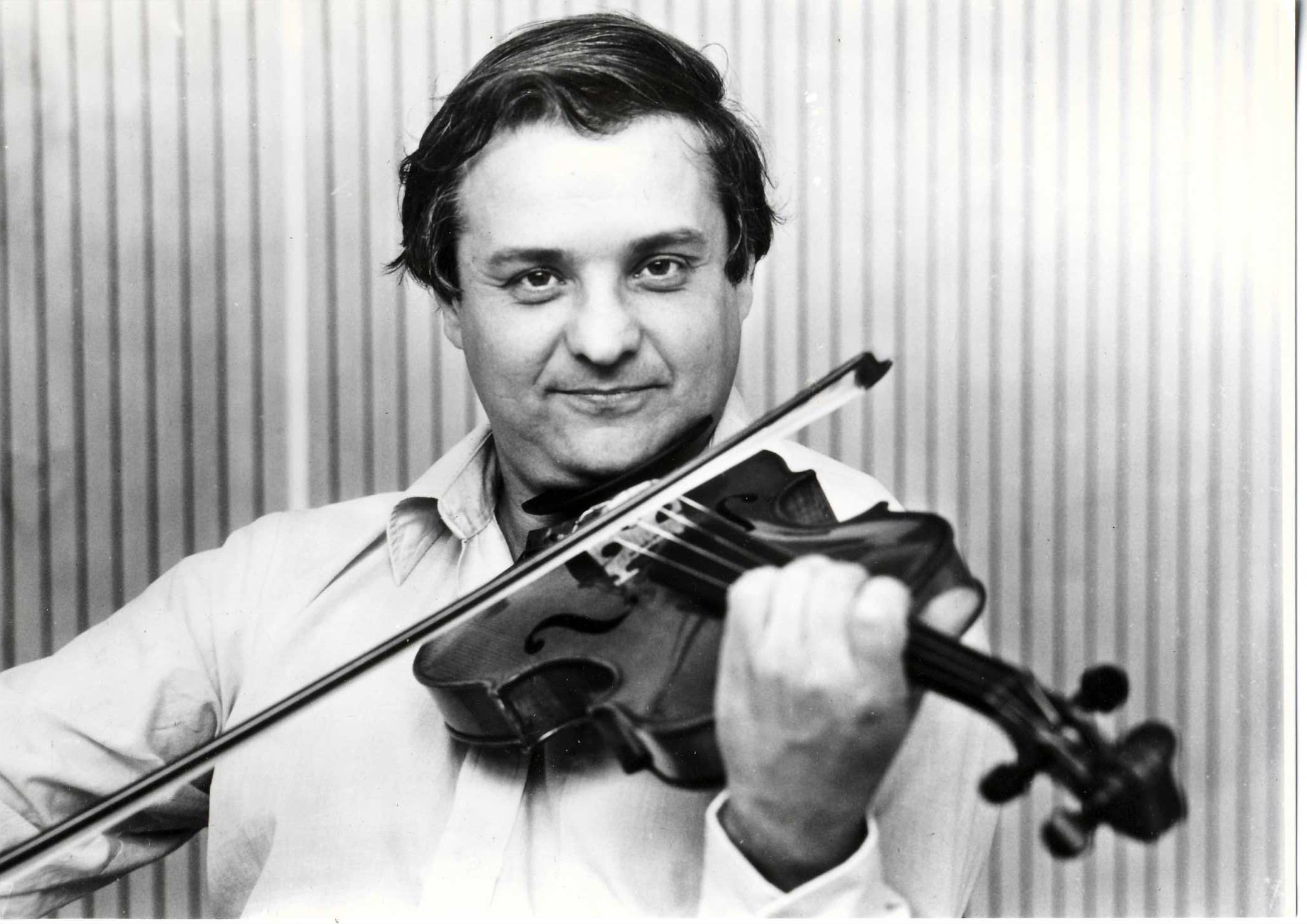
Misha Geller
17 december

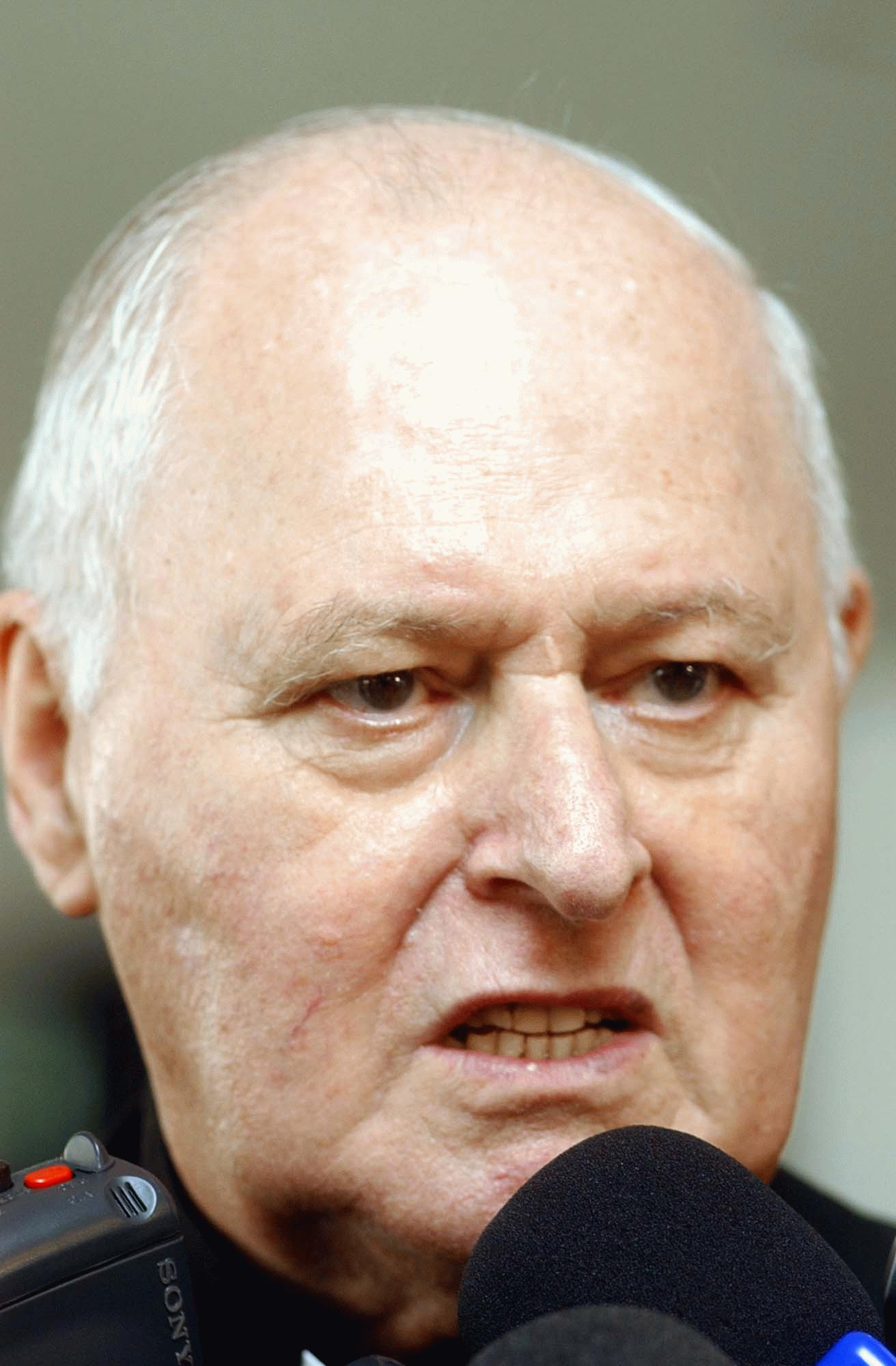
Aloísio Lorscheider
23 december

Oscar Peterson
23 december

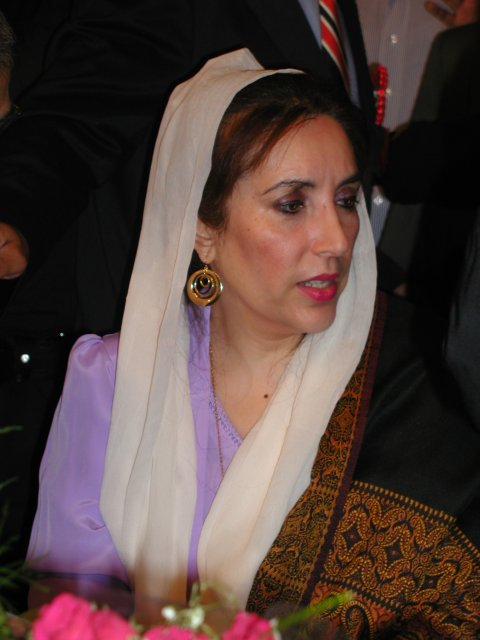
Benazir Bhutto
27 december

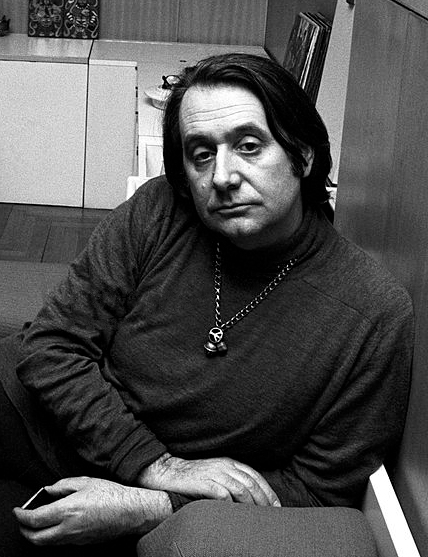
Ettore Sottsass
31 december

| 1 | 2 | 3 | 4 | 5 | 6 | 7 | 8 | 9 | 10 | 11 | 12 | 13 | 14 | 15 | 16 | 17 | 18 | 19 | 20 | 21 | 22 | 23 | 24 | 25 | 26 | 27 | 28 | 29 | 30 | 31 |
| - | - | - | - | - | - | - | - | - | -- | -- | -- | -- | -- | -- | -- | -- | -- | -- | -- | -- | -- | -- | -- | -- | -- | -- | -- | -- | -- | -- |

### 1 december
- Angelo Conterno (82), Italiaans wielrenner
- Elisabeth Eybers (92), Zuid-Afrikaans dichteres
- Tony Fall (67), Brits rallycoureur
- Zayda Peña (28), Mexicaans zangeres

### 3 december
- Eduard De Rop (79), Belgisch striptekenaar
- Sergio Gómez (35), Mexicaans zanger
- Piet van Hout (70), Nederlands burgemeester
- Leendert Marinus Moermond (91), Nederlands politicus

### 4 december
- Norval Morrisseau (75), Canadees kunstenaar
- David Reese (56), Amerikaans pokerspeler

### 5 december
- Henri Debehogne (79), Belgisch astronoom
- Foekje Dillema (81), Nederlands atlete
- Jillian Kesner-Graver (57), Amerikaanse actrice
- Karlheinz Stockhausen (79), Duits componist
- John Winter (83), Australisch atleet

### 6 december
- José Luis Aquino (33), Mexicaans musicus
- Anders Svensson (68), Zweeds voetballer
- András Szőllősy (86), Hongaars componist

### 7 december
- Evert Musch (89), Nederlands kunstschilder
- Berend Schoep (79), Nederlands predikant

### 8 december
- Roger King (63), Amerikaans televisieproducent

### 9 december
- Henk Bouwman (69), Nederlands organist

### 10 december
- Arne Jansen (56), Nederlands zanger
- Andries Twijnstra (85), Nederlands bedrijfskundige

### 11 december
- José Luis Calva (38), Mexicaans seriemoordenaar
- Karel Lodewijk van Oostenrijk (89), lid Oostenrijkse Huis Habsburg-Lotharingen

### 12 december
- François al-Hajj (54), Libanees militair
- Ike Turner (76), Amerikaans musicus

### 13 december
- Floyd Red Crow Westerman (71), Amerikaans zanger en acteur

### 15 december
- John Berg (58), Amerikaans acteur

### 16 december
- Dan Fogelberg (56), Amerikaans zanger
- Harald Genzmer (98), Duits componist
- Hendrik Olivier (83), Belgisch advocaat en politicus
- Oscar Verpoest (84), Belgisch dammer

### 17 december
- Joel Dorn (65), Amerikaans muziekproducent
- Misha Geller (70), Russisch violist

### 18 december
- Pem Sluijter (68), Nederlands dichteres

### 19 december
- Frank Capra jr. (73), Amerikaans filmproducent

### 22 december
- Charles Court (96), 21e premier van West-Australië
- Julien Gracq (97), Frans schrijver
- Lucien Teisseire (88), Frans wielrenner

### 23 december
- Michael Kidd (92), Amerikaans choreograaf
- Aloísio Lorscheider (83), Braziliaans theoloog en kardinaal
- Oscar Peterson (82), Canadees jazzmusicus
- Frank Swaelen (77), Belgisch politicus

### 24 december
- Andreas Matzbacher (25), Oostenrijks wielrenner

### 25 december
- Gopaldas Premchand Sippy (93), Indiaas filmproducent

### 26 december
- Joe Dolan (68), Iers zanger
- István Sándorfi (59), Hongaars kunstschilder

### 27 december
- Carel Beke (94), Nederlands schrijver
- Benazir Bhutto (54), Pakistaans politica
- Jaan Kross (87), Estisch schrijver en dichter
- Wim Meuldijk (85), Nederlands scenarioschrijver en stripauteur

### 28 december
- Arjan Brass (56), Nederlands muzikant
- Carine Vyghen (49), Belgisch politica

### 29 december
- Phil O'Donnell (35), Schots voetballer

### 30 december
- Jan Briers (88), Belgisch festivalorganisator

### 31 december
- Bart van Elsland (53), Nederlands ondernemer
- Ettore Sottsass (90), Italiaans architect en ontwerper

## Datum onbekend
- Fred Dessauvagie (88), Nederlands militair (overleden in februari)

1900 ·
1901 ·
1902 ·
1903 ·
1904 ·
1905 ·
1906 ·
1907 ·
1908 ·
1909 ·
1910 ·
1911 ·
1912 ·
1913 ·
1914 ·
1915 ·
1916 ·
1917 ·
1918 ·
1919 ·
1920 ·
1921 ·
1922 ·
1923 ·
1924 ·
1925 ·
1926 ·
1927 ·
1928 ·
1929 ·
1930 ·
1931 ·
1932 ·
1933 ·
1934 ·
1935 ·
1936 ·
1937 ·
1938 ·
1939 ·
1940 ·
1941 ·
1942 ·
1943 ·
1944 ·
1945 ·
1946 ·
1947 ·
1948 ·
1949 ·
1950 ·
1951 ·
1952 ·
1953 ·
1954 ·
1955 ·
1956 ·
1957 ·
1958 ·
1959 ·
1960 ·
1961 ·
1962 ·
1963 ·
1964 ·
1965 ·
1966 ·
1967 ·
1968 ·
1969 ·
1970 ·
1971 ·
1972 ·
1973 ·
1974 ·
1975 ·
1976 ·
1977 ·
1978 ·
1979 ·
1980 ·
1981 ·
1982 ·
1983 ·
1984 ·
1985 ·
1986 ·
1987 ·
1988 ·
1989 ·
1990 ·
1991 ·
1992 ·
1993 ·
1994 ·
1995 ·
1996 ·
1997 ·
1998 ·
1999 ·
2000 ·
2001 ·
2002 ·
2003 ·
2004 ·
2005 ·
2006 ·
2007 ·
2008 ·
2009 ·
2010 ·
2011 ·
2012 ·
2013 ·
2014 ·
2015 ·
2016 ·
2017 ·
2018 ·
2019 ·
2020 ·
2021 ·
2022 ·
2023 ·
2024 ·
2025